# 大谷翔平
大谷 翔平（おおたに しょうへい、1994年7月5日 - ）は、岩手県水沢市（現：奥州市）出身のプロ野球選手（投手、指名打者、外野手）。右投左打。MLBのロサンゼルス・ドジャース所属。
実兄はトヨタ自動車東日本硬式野球部監督の大谷龍太。妻は元女子バスケットボール選手の田中真美子。

## 概要
多くの野球関係者から、史上最高の野球選手の1人と評価されている。近代プロ野球では極めて稀なシーズンを通して投手と野手（または指名打者）を兼任する「二刀流（英: two-way player）」の選手である。
近代MLBにおいて1シーズンに規定投球回数と規定打席数の両方に到達した史上初の選手。MLB・NPB（日本プロ野球）両リーグで「1シーズンでの2桁勝利・2桁本塁打」を達成。NPBで最優秀選手を1度受賞、MLBでシーズンMVP（最優秀選手賞）を3度受賞。MLBにおいてアジア人初の本塁打王（2回）・打点王（1回）。MLB史上初の1シーズン50本塁打50盗塁（50-50クラブ）を達成。
MLBにおける通算本塁打数（225本、2024年終了時）、シーズン本塁打数（54本、2024年）、シーズン打点（130打点、2024年）、シーズン盗塁数（59個、2024年）のアジア人記録保持者。
2021年、タイム誌による「世界で最も影響力のある100人」に、「アイコン（象徴）」のカテゴリーで選出された。
2021年から4年連続で日本人の好きなスポーツ選手で1位を獲得した。
2023年に開催されたワールド・ベースボール・クラシックでは、日本の優勝に貢献、自身もMVPを受賞した。
2023年12月にロサンゼルス・ドジャースと当時スポーツ史上最高額となる10年総額7億ドル（約1015億円）の契約を結んだ。
2025年度のフォーブスのスポーツ選手長者番付においては、世界9位であった。また、スポンサー収入等の競技外収入がステフィン・カリーと並んで世界1位であった。

## 略歴
小学2年生の時に野球を始める。
高校3年生の時に当時のアマチュア野球最速の球速160 km/hを記録。
2012年のNPBドラフト1位で北海道日本ハムファイターズから単独指名される。
2013年の入団以降「二刀流」の選手として試合に出場。同年、プロ初勝利、初本塁打を達成。
2014年には11勝、10本塁打で日本プロ野球 (NPB) 史上初となる「2桁勝利・2桁本塁打」を達成。
2015年には最多勝利、最優秀防御率、最高勝率の投手三冠に輝いた。
2016年には、「2桁勝利・2桁本塁打」を達成し、ファイターズの日本一に貢献。NPB史上初となる投手と指名打者の両部門でベストナインのダブル受賞に加え、リーグMVPに選出された。
2017年には右足首の負傷により影響が出てしまったものの、NPBでの5年間を締めた。
2017年オフ、ポスティングシステムでメジャーリーグベースボール (MLB) のロサンゼルス・エンゼルスに移籍。
2018年シーズンでは、MLB史上初となる10登板&20HR&10盗塁の成績を残すなど二刀流の活躍し、日本人史上4人目の新人王を受賞。
2019年シーズンには怪我と闘いながら、アジア人2人目、日本人初のサイクル安打を達成。
2020年シーズンは怪我及び怪我明けであったため、投打ともに不調となる苦しいシーズンを過ごした。
2021年シーズンでは、2001年のイチロー以来となる日本人史上2人目（アジア人史上でも2人目）のシーズンMVPとシルバースラッガー賞を受賞している。12月、スポーティングニュース発表の「スポーツ史上最高のシーズンTOP50」では、エンゼルス大谷翔平の2021年シーズンを1位に選定。同月、AP通信の年間最優秀男性アスリート賞を受賞した。
2022年8月9日、MLBではベーブ・ルース以来約104年ぶりとなる、「1シーズンでの2桁勝利・2桁本塁打」を達成。10月5日、近代MLBで投手打者の両方で規定回（投球回・打席）に達した初めての選手となった。
2023年のWBCでは、日本代表に大きく貢献し、WBC史上初の2部門（投手部門・指名打者部門）でのオールWBCチームに選ばれ、MVPも受賞した。シーズンでは日本人およびアジア人史上初となる最多本塁打を獲得。また、日本人史上2人目（アジア人史上2人目）となる2回目のシルバースラッガー賞を受賞し、さらに日本人史上初（アジア人史上初）の2回目の満票でのシーズンMVPも受賞。また、MLB史上初となる二度の満票MVP受賞者となった。日本人およびアジア人としては史上初となるハンク・アーロン賞も受賞した。
2023年12月ロサンゼルス・ドジャースに移籍。
2024年シーズンは右肘の手術から復帰し指名打者に専念した。MLB初の「1シーズン50本塁打、50盗塁」を達成、本塁打王とアジア人初の打点王を獲得し、三冠王目前まで迫った。そして、レギュラーシーズンとポストシーズンを通じて自身初及びチームのワールドシリーズ制覇に大きく貢献した。シーズンオフには、日本人史上2人目（アジア人史上2人目）となる3回目のシルバースラッガー賞、ハンク・アーロン賞（2年連続、MLB初の両リーグ受賞）、またMLB史上初となる指名打者のみでシーズンMVPを受賞した。
2025年シーズンも当初は指名打者に専念していたが、6月に投手復帰を果たした。

## 経歴

### 生い立ち
1994年7月5日、岩手県水沢市（現：奥州市）で、元社会人野球選手の父・大谷徹とバドミントン選手の母・大谷加代子との間に次男として出生。7歳上の兄・龍太、2歳上の姉・結香、犬の「エース」と共にスポーツ一家で育つ。
地元・奥州平泉にゆかりある源義経（幼名・牛若丸）の八艘飛び（はっそうとび）のイメージから「翔」と平泉の「平」を合わせて父が「翔平」と命名した。
バドミントンと水泳を習いながら基礎力を養い、後に野球で活躍している。

### リトルリーグ
奥州市立姉体小学校2年時に兄の影響で、水沢リトルリーグで野球を始め、全国大会に出場した。奥州市立水沢南中学校時代は一関リトルシニアに所属し、ここでも全国大会に出場した。少年時代に憧れた野球選手は、打者では松井秀喜、投手ではダルビッシュ有だったという。
エピソード
- 小学校5年生にして球速110 km/hを岩手県営野球場で記録した。
- リトルリーグ時の捕手は、「（大谷の球速は）恐怖を感じるほど球が速かった」と語っている。
- 1試合で6回17奪三振の成績を残した。
- 敬遠球を右手だけで本塁打を放った。
- 練習では大谷は右翼方向へ場外本塁打をよく放っており、練習場の右翼側の近くに川があったため、「引っ張り禁止令」が出されていたが、大谷は左翼側を打っていた。
- 中学1年生の頃、合宿で使用していた相馬市内の野球球場から場外ホームランを放ち、打球が歩行者用信号機に当たり破壊してしまった。
- 小学6年の大谷時に行われたリトルリーグの本塁打競争のとき。15球のうち本塁打を何本打てるかを競うイベントで、他チームの中学1年の4番打者が1,2本に留まる中、あっさり11本の柵越えを果たし優勝した。
- 中学に上がる直前、世界大会2位のチームとの試合で大谷は2本の場外本塁打を放った。

### 花巻東高校（2010 - 2012）

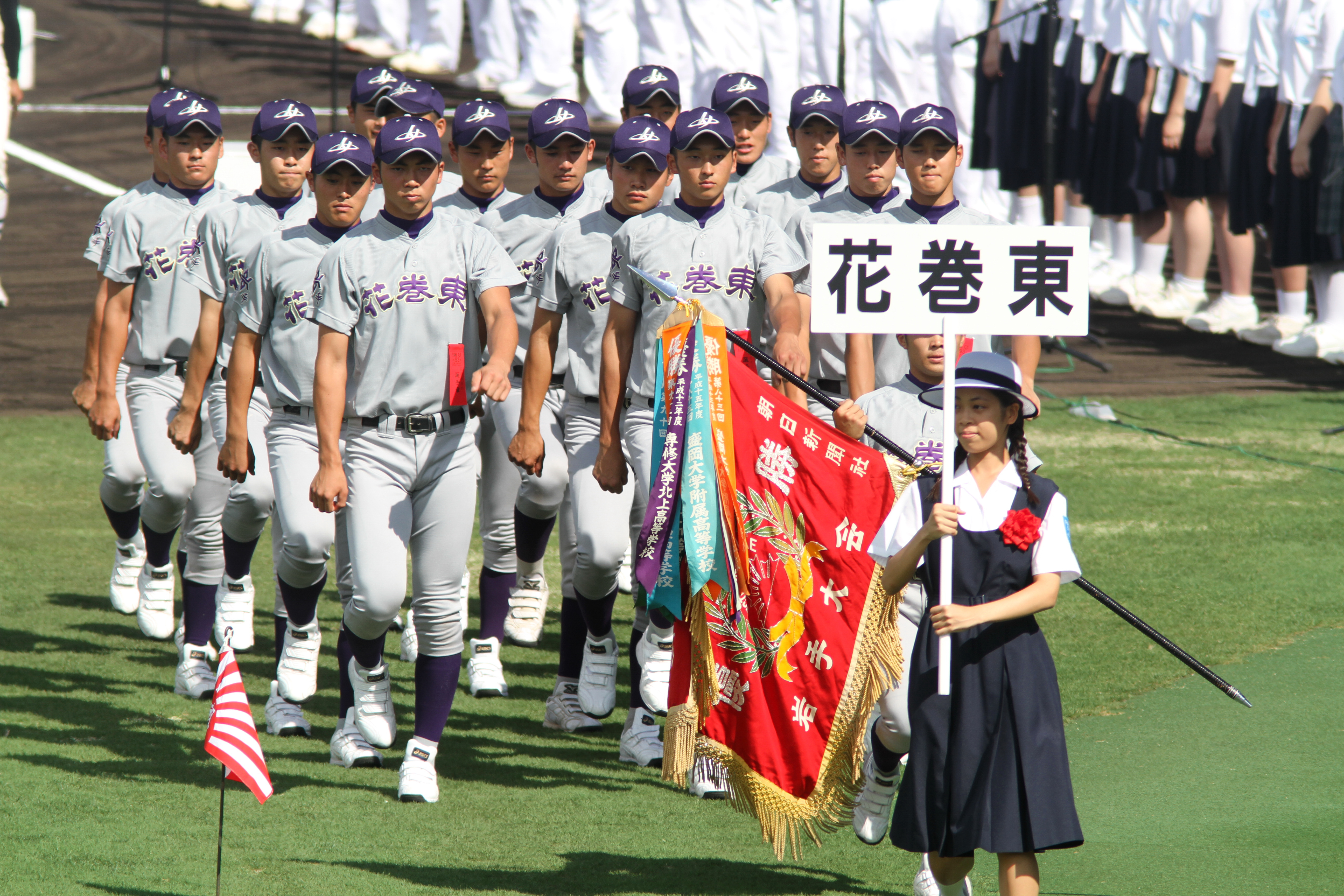
2011年、第93回全国高等学校野球選手権大会開会式での花巻東の入場行進。行進最前列右側が大谷

自身が中学3年時に春の甲子園決勝に進出した岩手県の花巻東高校のエース、菊池雄星に憧れ、同校へ進学。「日本一になる」「日本人最速となる球速163 km/hを記録する」「ドラフトで菊池雄星を越える8球団から1位指名を受ける選手になる」ことを目標に掲げた。高校時代に、自分の目標を達成するための「マンダラチャート」を作成。MLB移籍後（2019年時）も「僕にとって雄星さんは特別な存在」と語っている。
大谷はこの高校での寮生活について、良い環境であり自身が大きく変わるきっかけになったと後に語っている。生活や娯楽に制限を受けたことで、何が正しいのかを考えて行動することの重要性を学んだという。親以外の指導者から教わる経験も初めてであった。監督の佐々木洋による『先入観は可能を不可能にする』（先入観を捨てることによって不可能が可能になる）という言葉を心に刻んだ。入部後は監督の佐々木洋の「まだ骨が成長段階にある1年夏迄は野手として起用して、ゆっくり成長の階段を昇らせる」という方針により、1年春は「4番・右翼手」で公式戦に出場。秋からエースを務め、最速147 km/hを記録。
2年春には最速151 km/hを記録し、「みちのくのダルビッシュ」と呼ばれ注目を集める。第93回全国高等学校野球選手権大会初戦の帝京高校戦では骨端線損傷により右翼手として先発出場するが、4回途中から登板し、田中将大（駒澤大学附属苫小牧高校）に並ぶ甲子園での高校2年生最速タイ記録（当時）となる150 km/hを記録。その後は治療に専念し、試合には打者限定で出場した。なお試合は7-8で敗退した。
3年生になる直前、2012年3月の第84回選抜高等学校野球大会初戦の大阪桐蔭高校戦は、5回まで2安打無失点6奪三振の好投を見せ、相手エースの藤浪晋太郎から本塁打も放ったが、最終的に8回2/3を11奪三振11四死球で9失点（自責5）で2-9で敗退。
3年生の夏、2012年度の全国高等学校野球選手権岩手大会の準決勝・一関学院高校戦の6回表2アウト満塁フルカウントからリリースした球はアマチュア野球史上初となる160 km/hを記録した。（また当時の日本人の最高球速は2010年に東京ヤクルトスワローズの由規投手が記録した時速161kmであった。）この試合は7回を3安打1失点13奪三振の快投でコールド勝ち。
しかし決勝の盛岡大学附属高校戦では、多彩な変化球を操り15奪三振と力投するも、味方のミスや、3回1アウト一、二塁では、相手チームによる3ラン本塁打など運にも見放され、3−5と試合に敗れ、高校最後の全国選手権大会出場はならなかった。
甲子園通算成績は14回を投げ防御率3.77、16奪三振。野手としては2試合で打率.333、1本塁打。
同年9月18日、プロ志望届を提出した。
プロ野球ドラフト会議前にはNPBだけでなくMLB球団からも注目され、本人は当初「（MLBかNPBかは）五分五分」と語っていたが、ロサンゼルス・ドジャースやテキサス・レンジャーズ、ボストン・レッドソックスとの面談を経て、10月21日にMLBへの挑戦を表明。会見では「日本のプロよりもメジャーリーグへの憧れが強く、マイナーからのスタートを覚悟の上でメジャーリーグに挑戦したい」、また国内球団の入団については「可能性はゼロ」と語った。

### 日本ハム時代
しかし、10月23日に北海道日本ハムファイターズGMの山田正雄が大谷をドラフト会議で1位指名することを公表し、日本ハム監督の栗山英樹も「大谷君には本当に申し訳無いけれど、指名をさせていただきます」と話していた。
10月25日に行われたドラフト会議ではファイターズが大谷を1巡目で単独指名し交渉権を獲得。指名後の会見では複雑な表情をしながらも「びっくりしたし動揺もした。評価して頂いたのは有り難いが、アメリカでやりたいという気持ちは変わらない」と語り、指名挨拶のため日本ハムから訪問を受けた際にも面会しなかった。しかしその後、2度目の訪問で指名挨拶を受け、両親を交えた入団交渉も4度にわたって行い、3度目の入団交渉からは栗山も同席する。交渉では『大谷翔平君 夢への道しるべ〜日本スポーツにおける若年期海外進出の考察〜』と題された30ページに及ぶ資料が提示され、高校卒業後、直接アメリカへ渡った韓国の野球選手がMLBで活躍しているケースが少ない点や、過酷なマイナーリーグの現状、母国のプロリーグで実力をつけた選手の方がMLBで活躍できる確率が高い点などが説明された。更に前年までダルビッシュ有が着用していた背番号11、投手と打者の「二刀流」育成プランなどを提示された。結果的に大谷は12月9日に日本ハム入団を表明した。12月25日に契約金1億円＋出来高払い5000万円、年俸1500万円（推定）で仮契約を結んで入団会見した。背番号は上記の通り前年までダルビッシュが着用していた「11」に決まった。会見後には札幌ドームで監督の栗山英樹と投打で1球勝負するエキシビションも行われた。

#### 2013年
2013年は春季キャンプで投手と野手の練習メニューを並行してこなし、2月途中から一軍に合流。オープン戦・春季教育リーグでも投手、右翼手、指名打者として出場。3月21日の東北楽天ゴールデンイーグルス戦のオープン戦では、投手として登板した後に打席に立ち、更に右翼手の守備に就くなど、本格的な二刀流起用を想定した采配をされる。

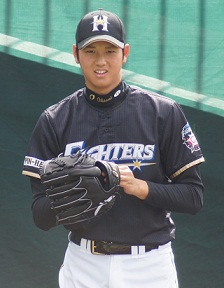
2013年

投手登録のまま打者として開幕一軍入りし、2013年3月29日のシーズン開幕戦（埼玉西武ライオンズ戦、西武ドーム）では「8番・右翼手」で先発出場。高卒外野手の開幕戦先発出場は2011年の駿太以来で、球団では1959年の張本勲以来54年ぶりだった。その開幕戦で2安打1打点を記録した。高卒新人が開幕戦で複数安打を記録したのは1960年の矢ノ浦国満以来53年ぶり2人目であった。その後は下位打線で出場しながら二軍の試合で投手として調整していたが、4月13日のオリックス・バファローズ戦（ほっともっとフィールド神戸）で外野守備中に右足首を捻挫し、出場選手登録を抹消された。5月4日に復帰し、5月6日の西武戦（西武ドーム）ではプロ入り後初めて1番打者として出場した。5月23日の東京ヤクルトスワローズ戦では、投手として初登板・初先発。5回2失点で勝敗はつかなかったが、新人投手の初登板では史上最速となる球速157 km/hを記録した。6月1日の中日ドラゴンズ戦（札幌ドーム）で先発投手を務め、5回3失点でプロ初勝利を挙げる。

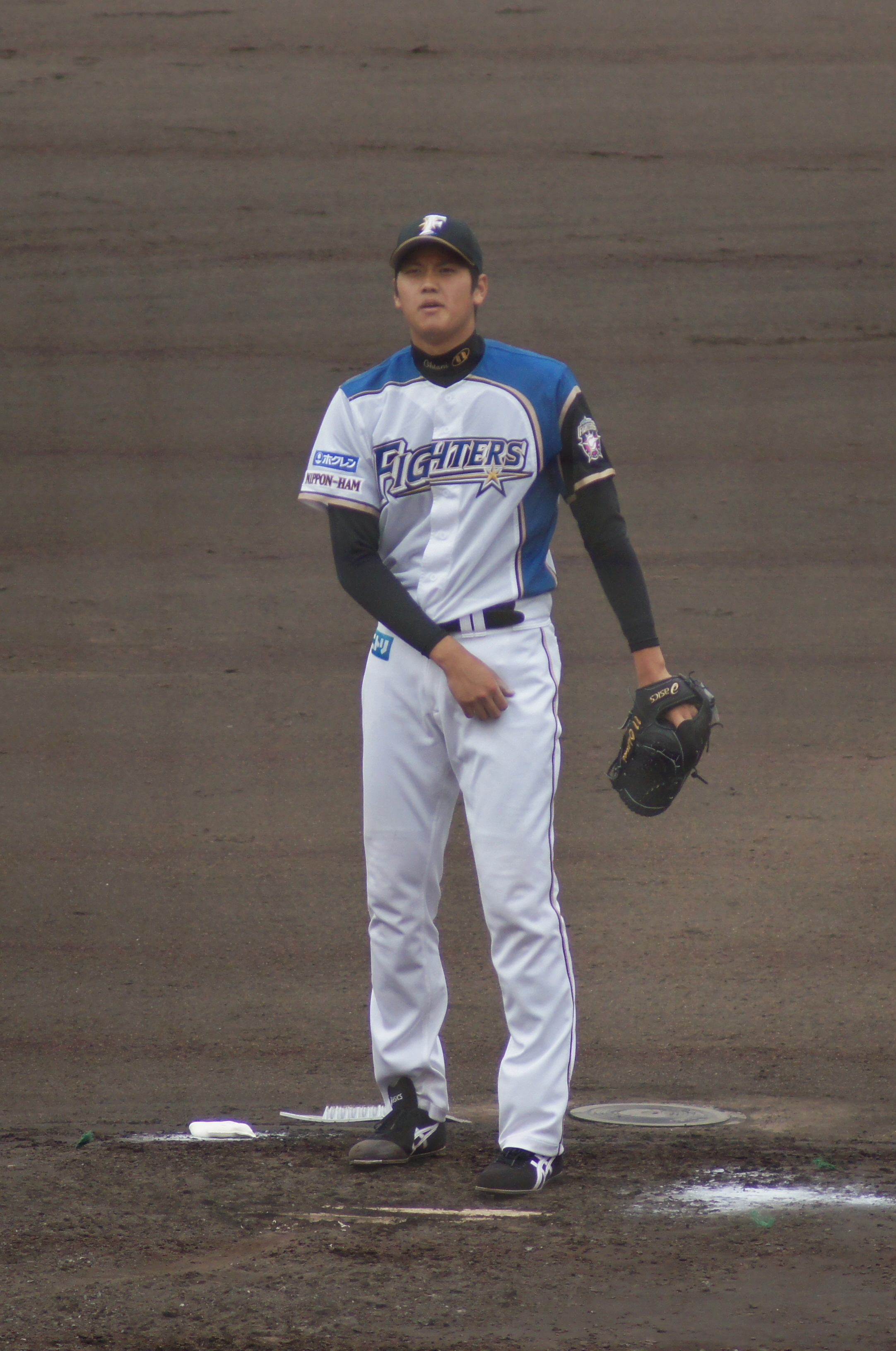
2013年、投球の準備をする大谷

6月18日の広島戦（MAZDA Zoom-Zoom スタジアム広島）はセ・リーグ球団の主催試合で指名打者が使えないため、「5番・投手」で先発出場。先発投手が3番から5番の打順（クリーンナップ）を打つのは1963年の梶本隆夫以来50年ぶりのことだった。投手としては4回3失点で降板したが、降板後に右翼手の守備に就き、打者としては1安打1打点を記録した。7月10日の楽天戦（クリネックススタジアム宮城）では永井怜からプロ初本塁打を打つ。高卒新人でプロ初勝利とプロ初本塁打を記録したのは1967年の江夏豊以来、46年ぶりであった。しかし翌11日（楽天戦）の試合前練習中に外野をランニングしていたところ、フリー打撃の打球が右のこめかみ付近に直撃し試合を欠場した。「右頬骨不全骨折」と診断されたが、その3日後の14日（千葉ロッテマリーンズ戦）で復帰し、大谷智久から自身初の代打本塁打・本拠地初本塁打・2試合連続本塁打となる2号本塁打を打った。
オールスターゲームにはファン投票で外野手として初選出され、第1戦では5回から投手として登板し1回2安打無失点、最速157 km/hを記録する投球を見せ、降板後は左翼の守備に就いた。第2戦では高卒新人としてはオールスターゲーム史上初となる1番打者で起用され、第1打席で初安打となる二塁打を記録、続く第3戦では高卒新人としては1986年の清原和博以来となるオールスターゲームでの打点を記録し、敢闘選手賞とスカイアクティブテクノロジー賞を受賞した。
8月9日のロッテ戦では6回からプロ入り後初の救援登板を果たす。8月18日の福岡ソフトバンクホークス戦（帯広の森野球場）では「5番・右翼手」で先発出場し、8回からは投手を務め1回を1安打無失点に抑える。
初年度、投手としては13試合に登板し、3勝無敗、防御率4.23を記録した。打者としては77試合に出場し、打率.238、3本塁打、20打点を記録した。

#### 2014年
2014年は3月30日のオリックス戦（札幌ドーム）でプロ入り初の猛打賞を記録した。4月12日の西武戦（札幌ドーム）でプロ入り初の2桁奪三振とシーズン初勝利を記録。5月13日の西武戦（函館オーシャンスタジアム）では、9回を被安打6・奪三振9の内容でプロ入り初完封勝利。6月4日の広島戦（札幌ドーム）ではパ・リーグ史上最速の球速160 km/hを計測。その後も6月11日の巨人戦（札幌ドーム）、6月18日の阪神戦（甲子園）、6月25日の横浜DeNAベイスターズ戦（横浜スタジアム）で最速160 km/hを4試合連続、他球場でも計測した。20歳となった7月5日のロッテ戦では、プロ入り初の1試合2本塁打を記録。7月9日の対楽天戦（楽天Koboスタジアム宮城）では毎回の16奪三振で1失点の完投で8勝目。1試合16奪三振は、1980年の木田勇と並ぶ球団タイ記録。毎回奪三振は自身初で、球団では史上10人目（13度目）。また1968年の江夏豊の20歳2か月を更新する16奪三振以上のNPB最年少記録とした。
オールスターゲームには前年の外野手に続き、投手として監督推薦で選出。投手と野手の両方で選出されるのは関根潤三以来2人目。7月19日の第2戦（甲子園）に先発登板し、1回裏に先頭打者の鳥谷敬への2球目でオールスターゲーム史上最速の162 km/hを計測、この後、阿部慎之助への初球でも計測。公式戦を入れると、2008年のマーク・クルーン以来の史上2人目のタイ記録。1イニングを投げ、打者5人に対し3被安打1失点の内容で、全23球のうち12球で160キロ以上を記録した。試合は12対6でパ・リーグが勝利し大谷が勝利投手となるが、20歳0か月での先発勝利は池永正明の19歳1か月に次ぐオールスターゲーム年少記録となった。
前半戦終了迄に7連勝していたが、後半戦最初の登板となった7月26日の楽天戦（コボスタ宮城）では8イニングを投げ被安打5、奪三振10、失点2の内容で勝敗はつかず、8月3日のソフトバンク戦（札幌ドーム）で当時の日本人最速タイ記録の161 km/hを計測したが、7イニングを投げ被安打9、失点2で敗戦投手となり連勝がストップ。8月26日のソフトバンク戦（福岡 ヤフオク!ドーム）で自身初の10勝目を挙げたが、同一シーズンで10勝と6本塁打を記録したのはパ・リーグ史上初。8月29日のロッテ戦（東京ドーム）で初回に自身初の2日連続となる8号本塁打を記録し、2桁勝利を挙げた投手としては1950年の藤本英雄（26勝）の7本塁打のNPB記録を更新した。9月7日のオリックス戦（京セラドーム大阪）で10号本塁打を記録し、NPB史上初となる「同一シーズンで2桁勝利と2桁本塁打」を達成した。9月21日の楽天戦（コボスタ宮城）で登板したあと、発熱などの影響で登板機会が10月5日の楽天戦（札幌ドーム）までずれ込んだが、その試合で初回に銀次への投球が球速162 km/hを計測した。NPBシーズン公式戦記録（2008年6月1日にマーク・クルーンが記録）に並ぶ自己最速記録であり、由規による日本人NPB最速記録および自身によるパ・リーグ記録を更新した。10月11日のクライマックスシリーズ（CS）ファーストステージ（オリックス戦）の第1戦（京セラドーム）でポストシーズン初登板初先発。2回には二死満塁からの2四死球で2点を取られたが、6イニングを3失点に抑えCS初勝利を挙げた。20歳3か月の投手がCSで勝利するのは2009年の田中将大の20歳11か月を更新する史上最年少記録。
2014年度、投手としては24試合に登板し、11勝4敗、防御率2.61を記録した。打者としては86試合に出場し、打率.274、10本塁打、31打点を記録した。
オフには「日米野球2014」の日本代表に選出。背番号は過去に涌井秀章らが着用した「16」に決まった。第1戦では中継ぎとして登板し、1回を三者凡退に抑えた。先発となった第5戦では4回2失点7奪三振という結果だったが敗戦投手になった。12月には高卒3年目選手では松坂大輔以来史上2人目となる年俸1億円（推定）で契約を更改した。

#### 2015年
2015年は3月27日の楽天戦（札幌ドーム）で自身初の開幕投手を務め、5回2/3を被安打3、失点1、6奪三振に抑え勝利投手になった。5月14日の西武戦（西武ドーム）では、チームでは1979年の高橋直樹以来となる完投勝利での開幕6連勝を飾った。一方で、打撃面では低調で、4月1日の対ロッテ戦（QVCマリンフィールド）では先発の藤岡貴裕から野手では2試合目、6打席目でのプロ入り最速となる第1号本塁打を放つが、6月19日のソフトバンク戦ではプロ入り初の1試合4三振を記録した。

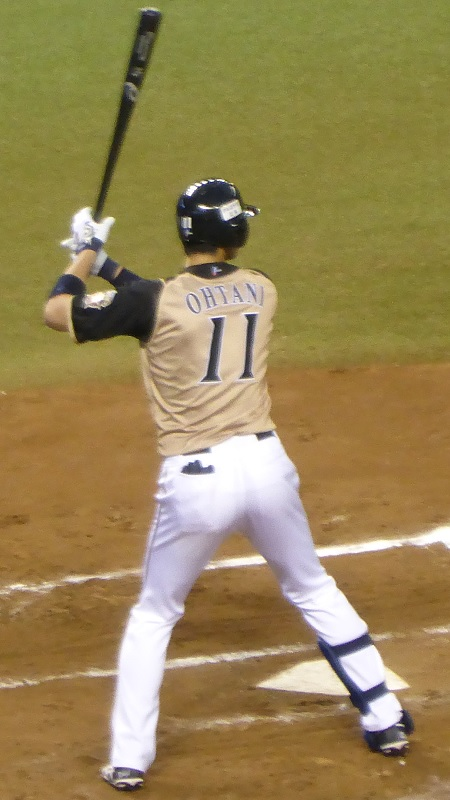
2015年、打席に立つ大谷

オールスターには2位の牧田和久と28万票以上の大差をつけ、投手部門で選出。投手と野手の両方でオールスターゲームへファン投票選出されたのは、1953年の投手部門、1963年の外野手部門で選出された関根潤三以来52年ぶり2人目となった。オールスターには第1戦に先発し、結果は2回2安打1失点という成績だった。
8月8日の楽天戦では自身初となるサヨナラ安打を記録した。8月18日、対ロッテ戦（QVCマリン）で9回12奪三振の完封で前年の11勝を上回る自己最多の12勝目を挙げた。
最終的には、10月6日のパ・リーグ全日程終了時点でハーラートップの15勝、防御率2.24、勝率.750で最多勝利、最優秀防御率、最高勝率の投手三冠に輝いた。高卒3年目での15勝到達は、球団では2007年のダルビッシュ有以来となった。一方、野手としては年間通して低迷し、最終的に打率.202、5本塁打、17打点の成績に終わった。
チームがリーグ2位で迎えたクライマックスシリーズファーストステージ第1戦に先発したが3回途中5失点で敗戦投手となった。第3戦では1点ビハインドの8回一死一・三塁のチャンスで代打で登場するも三振するなど投打に精彩を欠きチームは敗退した。
この年はその他、8月17日に日本郵便北海道支社が大谷の写真を使った切手セットを北海道内で発売すると発表した。プロ野球選手の切手は前例があるが、日本ハムの選手では初めてとなった。

#### 2016年
2016年も開幕投手を務めたが、打線の援護に恵まれず、先発した5試合で白星が無かった。先発6戦目となった5月1日のロッテ戦（QVCマリン）で9回を4失点で抑えてシーズン初完投初勝利を飾った。しかし、5月途中まで防御率3点台と、シーズン途中まで投手として調子が上向くまで時間を要した。一方、打撃は好調で、5月11日のオリックス戦（東京D）では東明大貴から、自身初の4試合連続の本塁打を記録した。5月29日、楽天戦（コボスタ宮城）ではパ・リーグの公式戦ながら指名打者を最初から起用せず、「6番・投手」として先発出場し、投手としては7回4安打1失点で3勝目を挙げ、打者としては3安打1打点の猛打賞を記録した。
6月5日の巨人戦（東京D）でルイス・クルーズへの投球で自身の持つNPB公式戦最速記録を更新する球速163 km/hを計測した。7月3日、ソフトバンク戦（ヤフオク）では自身初となる「1番・投手」として先発し、打者としては初球先頭打者本塁打を放ち、投手としては8回10奪三振で抑え、8勝目（4敗）を挙げる活躍をした。投手のNPBにおける1番先発は1971年の外山義明以来45年ぶり史上3人目だが、先頭打者本塁打は史上初。なお、MLBにおいても投手の先頭打者本塁打は過去に例がない。6月は4勝0敗、奪三振41個、防御率0.29の成績で自身2度目となる月間MVPを受賞した。
7月3日のソフトバンク戦で「1番・投手」として出場した際は張本勲が「こんなでたらめな起用をしてもらいたくない。草野球でもやらない」とこの起用法を切り捨て「もっと選手を大事にしてもらいたい。監督は何年かで辞めるけど、彼はずっと野球選手としてやっていかなきゃいけないんだから」と二刀流でフル回転する大谷の体を心配した。
7月10日の対ロッテ戦で試合中にマメを潰して途中降板し、その影響で約2か月の間、先発投手としての登板は無かった。マツダオールスターゲームでは投手としてファン投票に選出されたが、マメの影響で投げられないことが考慮され、異例の野手として出場が許可された。7月15日、オールスター第1戦試合前のホームランダービーでは1回戦で山田哲人、決勝戦で柳田悠岐を破り、優勝を果たした。7月16日、オールスターの第2戦では「5番・指名打者」として先発して、自身初のオールスター本塁打を放つなどMVPを受賞する活躍を見せた。7月24日の対オリックス戦で、3年ぶりとなるリリーフ登板で1回を無失点に抑え、プロ初ホールドを記録。
9月7日の対ロッテ戦で約2か月ぶりに先発投手に復帰すると、9月13日に対オリックス戦で、糸井嘉男への投球で自身の持つNPB公式戦最速記録（かつ当時の日本人最速）を更新する球速164 km/hを計測した。9月28日の西武戦（西武ドーム）で9回1安打15奪三振で完封勝利を挙げ、日本ハムの4年ぶりのリーグ優勝達成に貢献。この試合で10勝を挙げ、自身2度目の「同一シーズンで2桁勝利と2桁本塁打」を達成し、NPB史上初の「10勝、100安打、20本塁打」を達成した。規定投球回にはあと3回足りず、2年連続の最優秀防御率は逃した。
クライマックスシリーズファイナルステージでは、第1戦に「8番・投手」として先発出場し2打数1安打、7回1安打6奪三振無失点で初勝利。第5戦では「3番・指名打者」として先発出場し9回に指名打者解除でリリーフ登板。自身初セーブを挙げ、4年ぶりの日本シリーズ進出を決めた。同試合では自身の持つ当時のNPB最速記録（かつ当時の日本人最速）を更新する球速165 km/hを計測している。
日本シリーズでは、第1戦（マツダスタジアム）に「8番・投手」として先発出場、打席では3打数2安打と結果を残すも、投球内容は2本の本塁打を打たれるなど6回3失点で敗戦投手となる。投手としてはこの1試合のみの登板となるが、打者としては第2戦に9回表に代打で出場、第3・4・5戦（札幌ドーム）では3試合とも「3番・指名打者」として先発出場する。特に第3戦では延長10回裏、二死二塁の場面で大瀬良大地からサヨナラ適時打を放ち、チームのシリーズ初勝利に貢献した。チームはこの勝利から3連勝となり、日本一に王手をかけた状態で第6戦を迎える。その第6戦（マツダスタジアム）では出場機会が無かったものの、ベンチ入りメンバーには入っていた。スコア4-4の同点、8回表2アウト満塁、打席に中田翔、次の打者が投手のバースで代打が予想される場面で大谷がネクストバッターズサークルで待機すると、結果的に相手投手ジャクソンは中田に対し、1球もストライクが入らず押し出し四球となる。その後大谷は打席に向かわずベンチに退くも、そのまま打席に入ったバースの適時打、レアードの満塁本塁打が飛び出し、この回だけで計6得点が入ったことにより勝敗がほぼ決まった。後に栗山はこの場面において、ジャクソンに重圧を掛ける意図があり、「大谷を起用するつもりは全く無かった」と明かしている。この試合にも勝利したチームは4勝先取となり、大谷自身初の日本一を経験した。
10月18日に「侍ジャパン 野球オランダ代表 野球メキシコ代表 強化試合」の日本代表に選出された。東京ドームで行われた11月13日のオランダ戦では、7回表に放った打球が右翼方向の天井に入り、ルールに従って二塁打となっている。これは2002年に記録した松井秀喜以来となる。
11月25日、パ・リーグのベストナインが発表され、史上初の投手と指名打者のダブル受賞を果たした。本来、ベストナイン投票規定では投手部門と野手部門の重複投票は禁止されていたが、同年の大谷の活躍を考慮し9月下旬に規則変更されていた。また、同月28日、パ・リーグMVPに初選出された。有効投票数254票中、1位票が253票、2位票が1票で、パ・リーグでは史上4人目と期待された満票での選出は僅かに逃した。投手として見た場合、規定投球回未満での受賞はパ・リーグでは1981年の江夏豊以来35年ぶり、野手として見た場合、規定打席未満での受賞は両リーグでも初めて事例である。
12月22日、ホリプロとマネージメント契約を締結したことを発表。

#### 2017年
2月4日、2017 ワールド・ベースボール・クラシック 日本代表に選出され出場に意欲的であったが、怪我のために出場辞退と発表される。
2017年は4月8日のオリックス戦で一塁への走塁の際に、左ハムストリングス（太もも裏）を痛め、大阪市内の病院で検査を受けた結果、左大腿二頭筋の肉離れと診断され9日に登録を抹消された。6月27日に一軍復帰出場を果たすものの、シーズンも怪我の影響で満足のいくプレーはできず、投手としてはプロ入り後ワーストタイの3勝、野手としても65試合出場、8本塁打という成績に終わっている。
9月12日の楽天戦で通算40勝となり、史上4人目となる40勝・40本塁打を達成。最終登板となった10月4日のオリックス戦ではNPB史上66年ぶりとなる「4番・投手」で出場し、打席では4打数1安打、投球では10奪三振の完封勝利を記録。10月12日に東京都内の病院で内視鏡による「右足関節有痛性三角骨（足関節後方インピンジメント）除去術」を受けた。
11月7日にクリエーティブ・アーティスツ・エージェンシー（CAA）に所属するネズ・バレロとの代理人契約を発表。11月11日にポスティングシステムを利用してMLBに挑戦することを表明した。MLBの労使協定により、プロ経歴5年で23歳の大谷はインターナショナル・ボーナス・プールでの契約対象選手となるため契約金は低額で、かつマイナー契約しか締結できない（年俸調停権を得るまではMLB最低保証年俸程度で選手を保有できる）ことから、資金力に関係なく様々な球団が大谷の獲得を目指した。交渉期間はMLB選手会からの要望により、大谷に限って通常の30日間から21日間に短縮され、その代わり交渉期間前の書類によるプレゼンテーションが許可された。11月29日に代理人を通じてMLBの全30球団に対し、「自身に対する評価」「今後の育成法」、といった内容を書き記した質問状を送付した。12月4日に書類審査の結果、移籍先候補はアメリカ西海岸沿いを中心とする7球団（シアトル・マリナーズ、ロサンゼルス・エンゼルス、テキサス・レンジャーズ、サンフランシスコ・ジャイアンツ、ロサンゼルス・ドジャース、サンディエゴ・パドレス、シカゴ・カブス）に絞ったと代理人が表明した。落選した球団には、ニューヨーク・ヤンキースやボストン・レッドソックスといった名門も多く含まれており、MLBファンの間でも大きな反響を呼んだ。

### エンゼルス時代
2017年12月9日にロサンゼルス・エンゼルスと契約合意に至ったと発表された。同日に球団側も大谷の獲得を表明し、背番号は「17」と発表された。翌10日にマイナーリーグ契約を結び、ルーキー級アリゾナリーグ・エンゼルスに配属され、本拠地のエンゼル・スタジアム・オブ・アナハイムで入団記者会見が行われた。また、岡島秀樹の個人通訳や日本ハムで通訳を務めていた水原一平がエンゼルスと契約し大谷の専属通訳となった。

#### 2018年
2018年2月6日、スプリングトレーニングに招待選手として参加。オープン戦では投手として2試合で先発登板、打者としても指名打者で11試合で起用されるが、防御率27.00、打率.125と投打ともに不振にあえいだ。現地の一部メディアでは「マイナー起用すべき」との声も上がった。3月28日にメジャー契約を結び、アクティブ・ロースター入りした。
3月29日の開幕戦のオークランド・アスレチックス戦で「8番・指名打者」で先発出場し、ケンドール・グレーブマンから初打席初球初安打を記録。4月1日のアスレチックス戦で先発投手として初登板を果たし、6回を3安打3失点で初勝利を挙げた。4月3日、本拠地初戦のクリーブランド・インディアンス戦で指名打者として出場し、第1打席で初本塁打を放った。勝利投手が2日以内に打者として出場した試合の初回に本塁打を記録したのは、1921年のベーブ・ルース以来、実に97年ぶりの快挙である。
4月6日のアスレチックス戦の第1打席で、3試合連続となる第3号本塁打を記録した。日本人による3試合連続本塁打は、2004年9月（2年目）と2007年7月に記録した松井秀喜以来2人目であり、1年目の4月に達成したのは日本人選手史上初。MLB史上では4人目の快挙。また、打点が公式記録となって以降で、本塁打と2打点を本拠地開幕戦から3試合続けたのは、ア・リーグでは初めてである。4月8日に本拠地初登板となったアスレチックス戦で、7回を投げ1安打12奪三振1四球の快投を見せ、開幕2勝目を挙げた。新人投手としてデビューから最初の2試合で6奪三振以上は、球団史上3人目の記録となった。また、デビュー登板から2試合のうちに12奪三振を記録したのは、ア・リーグタイ記録であり。開幕から10試合で2勝＆3本塁打は1919年のジム・ショー以来99年ぶりの快挙となった。4月9日にプレイヤー・オブ・ザ・ウィークを初受賞した。日本人選手の受賞は2016年8月7日のイチロー以来、2年ぶり。また、1973年にア・リーグで「Players of the Week」が作られて以降、二刀流選手としては初の選出となった。1年目の日本人選手で4月上旬の選出は最速で、23歳9か月というのも最年少記録となった。4月22日に「4番・指名打者」で出場したが、同一シーズンで3試合以上先発登板している選手が4番で出場したのは、MLBでは1961年のドン・ラーセン以来57年ぶり史上16度目で13人目。
4月24日には、ヒューストン・アストロズ戦で100マイル（160.9 km/h）越えの投球を連発し、5回裏にはジョシュ・レディックに対し101マイル（162.5 km/h）の速球を2度に渡り投じ、過去10年で先発投手で101マイル越えの速球を投げたのは大谷が7人目。また、前年ア・リーグMVPだったホセ・アルトゥーベを3打数無安打（うち2奪三振）に封じたため、同一シーズンで「サイ・ヤング賞投手」（4日に対戦したコーリー・クルーバー）から本塁打を打ち、「MVP打者」から三振を奪ったMLB史上5人目の投手となった。4月27日のヤンキース戦で、MLB移籍後初の「5番・指名打者」で出場し、第1打席で第4号本塁打を放った。1か月での4本塁打、25奪三振達成は1971年9月のファーガソン・ジェンキンス以来、47年ぶり史上4人目。
5月2日に、4月のア・リーグルーキー・オブ・ザ・マンスを受賞した。日本人選手の選出は2012年4月のダルビッシュ有以来6年ぶり6人目。

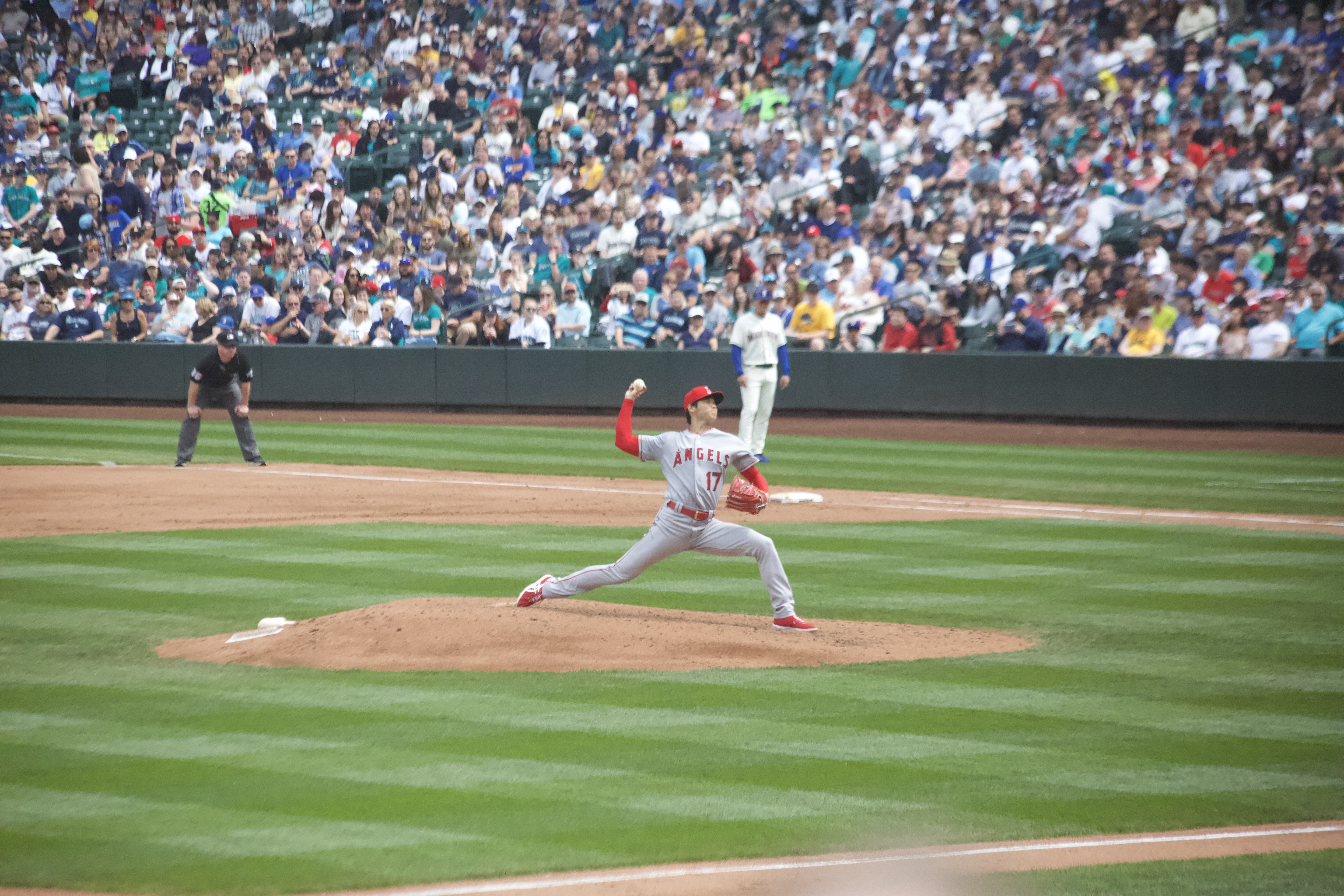
2018年

6月8日、右肘の内側側副靱帯を損傷し、自身初となる10日間の故障者リストに登録された。7月3日、シアトル・マリナーズ戦に「6番・指名打者」で6月4日以来、約1か月ぶりに打者として復帰した。7月23日のホワイトソックス戦（エンゼル・スタジアム）で8号ソロを放った。これまでの本塁打全てが本拠地エンゼル・スタジアムで放ったものであり、新人選手が最初の8本（最終的に9本）全てをエンゼル・スタジアムで放ったのは球団史上初となった。8月3日、敵地クリーブランド・インディアンス戦に「3番・指名打者」で先発出場し、マイク・クレビンジャーからMLB初となる第1打席に先制10号2ラン、続いて第2打席に2打席連続の第11号ソロ本塁打を放った。MLB1年目での日本人選手による2桁本塁打到達は2012年の青木宣親（10本）以来、6年ぶり7人目となった。
9月2日、アストロズ戦で6月6日のロイヤルズ戦以来88日ぶりに投手として復帰登板した。同一シーズンで10試合以上に先発登板し、かつ10本塁打以上を記録したのは、ベーブ・ルース以来の出来事でMLB史上2人目の快挙である。
9月5日の試合前にMRI検査の結果、大谷の右肘靱帯に新たな損傷が判明し、医師からは靱帯再建手術（トミー・ジョン手術）を勧められていると発表した。
9月7日、「5番・指名打者」で出場したホワイトソックス戦でカルロス・ロドンから3試合連続の第19号勝ち越し3点本塁打を放った。城島健司（2006年）に並んでいた日本人のメジャーリーグ第1年目での本塁打記録を更新し、単独1位となった。9月10日、今シーズン2度目となる9月3-9日までのプレイヤー・オブ・ザ・ウィークを受賞した。日本人メジャーリーガーによるシーズン2度の受賞は1996年の野茂英雄以来2人目となり、1年目では史上初だった。9月15日、「4番・指名打者」で出場したマリナーズ戦の第一打席でエラスモ・ラミレスから第20号ソロ本塁打を放った。日本人選手のシーズン20本以上は松井秀喜に次いで史上2人目。
このシーズンは打者として104試合（代打22試合）に出場し、打率.285、22本塁打、61打点、10盗塁。投手としては10試合に先発登板し4勝2敗、防御率3.31の成績を残し、MLB史上初の「10登板、20本塁打、10盗塁」を達成し、シーズンを終了した。
10月1日、ロサンゼルス市内の病院でトミー・ジョン手術を行い、成功した。
同日、9月のア・リーグのルーキー・オブ・ザ・マンスを受賞した。4月以来2度目の受賞となり、日本人選手が同賞を複数回受賞するのは2001年のイチロー以来となった。2位のミゲル・アンドゥハーに48ポイントの大差をつけ、ア・リーグの新人王を受賞した。日本人選手の受賞は2001年のイチロー以来17年ぶり4人目となった。

#### 2019年

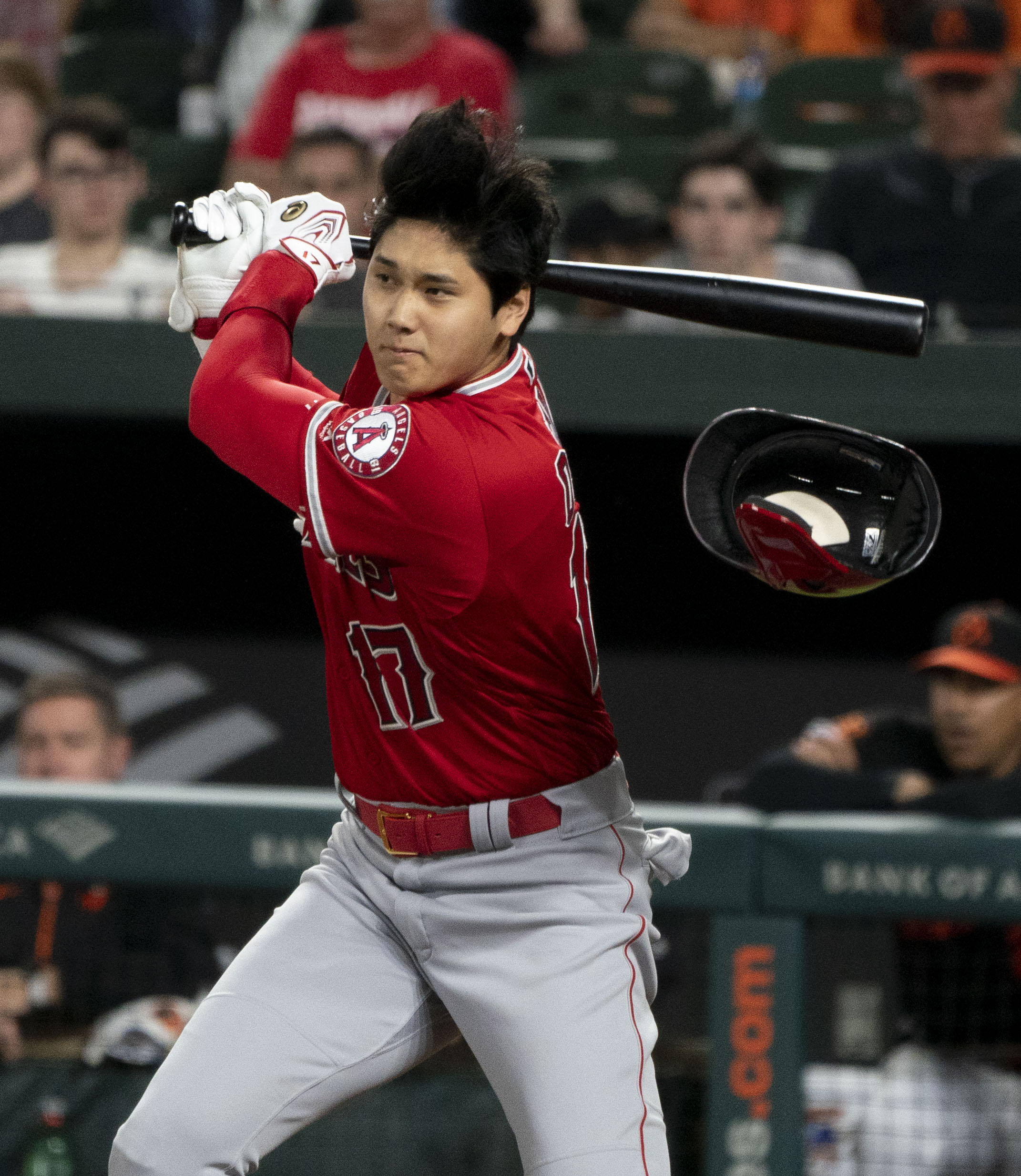
2019年

2019年は開幕からリハビリを重ね、5月7日のデトロイト・タイガース戦で打者として復帰した。6月13日のタンパベイ・レイズ戦に「3番・指名打者」で出場し、日本人初のサイクル安打を達成した。1900年以降、投手で2勝以上し、サイクル安打を放ったのは、1920年、1921年のジョージ・シスラー（5勝、サイクル安打2度）以来史上2人目、98年ぶり。6月27日のアスレチックス戦で2年連続2桁本塁打となる10号2ランを放った。日本人メジャーリーガーで入団から2年連続10本以上の本塁打を打ったのは、松井秀喜、井口資仁、城島健司、福留孝介に次いで5人目となった。9月12日、翌13日に左膝蓋骨の手術（二分膝蓋骨）を行うと発表した。全治まで8週間から12週間の予定で、残りのシーズンを欠場。106試合に出場し、打率.286（384打数110安打）、18本塁打、62打点を記録した。

#### 2020年
2020年から"Two-Way Player"（二刀流選手）がルール上定義され、大谷はMLB初の「二刀流」適用選手となった。"Two-Way Player"は、前年まで不可能だった「投手として故障者リスト入りし、マイナーリーグ公式戦でリハビリ登板しながら (rehab assignment) 、同時に野手（または指名打者）としてMLB公式戦に出場する」ことが可能となり（詳細は「ロースター (MLB)#選手区分」を参照）、エンゼルスは開幕から大谷を指名打者で起用しつつ、同時にマイナーで調整登板させ、5月中旬を目処にMLBで復帰登板させるプランを発表した。しかし、COVID-19の影響でシーズン開幕が7月下旬に延期となり、二刀流での起用が開幕から可能となった。7月26日のアスレチックス戦で2018年9月2日以来693日ぶりに復帰登板を果たしたが、1回途中一死も取れず3安打、3四球、5失点で降板し、敗戦投手となった。8月2日のアストロズ戦ではこの試合最速156 km/hの速球が2回途中から140 km/h台に落ち、1回2/3を無安打5四球2失点（押し出し四球2）3奪三振で降板した。この登板後にMRI検査を受け、翌3日に「右屈曲回内筋群の損傷、投球再開まで4〜6週間」と診断され、同年中の復帰登板は絶望的となり、投手としては上記2試合だけの出場に終わった。負傷者リスト登録はせず、同月6日から指名打者として出場を続けたが、最終的に44試合で、打率.190（153打数29安打）、7本塁打、24打点の成績に終わった。9月4日のアストロズ戦ではMLBで初となるサヨナラ安打を放った。オフにMLBサービスタイムが3年に達して年俸調停権を取得したが、年俸交渉は越年となった。

#### 2021年
2021年2月9日に年俸調停を回避して2年総額850万ドルで契約合意したことが公式発表された。シーズンでは4月4日の対ホワイトソックス戦では、MLB移籍後初となる「2番・投手」で先発出場。打者として初回に先制の2号本塁打を放った。投手としても球速163 km/hを計測するなど好投したが、4回途中3失点で負傷降板し3年ぶりの勝利とはならなかった。4月9日のブルージェイズ戦で、松井秀喜の1393打席を大幅に塗り替え、日本人最速となる997打席でのMLB通算50本塁打を達成。4月21日のテキサス・レンジャーズ戦ではNPB/MLB通算100本塁打を達成した。4月24日の対アストロズ戦でMLBでは初となる左翼手の守備に就いた（交代させる野手がいなかったため急遽指名打者を解除して起用）。同26日のレンジャーズ戦では、5回9奪三振4失点で、3シーズンぶりに勝利投手となった。5月11日のアストロズ戦では「2番・投手」として7回10奪三振1失点の快投後、右翼に就いて試合終了までプレーを続けた。同17日のインディアンス戦に13号本塁打を放ち、日本人メジャーリーガー初の両リーグ本塁打王単独トップに躍り出た。6月4日、マリナーズ戦に「2番・投手」で投打同時出場を果たすと6回を4安打2失点で4月25日以来39日ぶりのシーズン2勝目を挙げた。この試合では、MLB20試合目の登板で初の無四球を達成し、さらには10奪三振を記録した。11日に敵地で行われたダイヤモンドバックス戦では、「2番・投手」で、MLB移籍後初の交流戦先発登板を果たした。ナ・リーグの球場で投手が1番から4番までの打順に入るのは初となった。翌16日のアスレチックス戦ではシーズン10個目の盗塁を成功させ、2年ぶりの2桁盗塁に到達した。
18日、オールスターゲームのホームランダービーに出場することを表明した。日本人の出場は史上初であるのに加え、投手としてキャリアをスタートさせた選手の出場も史上初となる。
「2番・指名打者」で先発出場した同日のタイガース戦で、第3打席に20号2点本塁打を放ち、2018年以来3年ぶりのシーズン20号本塁打に到達した。チーム70試合目（打者出場65試合目）での20号到達は、松井秀喜が2007年に樹立した、チーム106試合目（打者出場93試合目）での20号到達の日本人選手最速記録を大幅に更新した。その後、第5打席にも21号ソロ本塁打を放ち、2019年以来2年ぶりの1試合2本塁打を記録した。同19日、本拠地アナハイムでのタイガース戦に「2番・指名打者」で先発出場。第2打席に2試合連発、MLB1年目の2018年に並ぶ22号本塁打を放った。同20日、本拠地でのタイガース戦に「2番・指名打者」でスタメン出場。第3打席に3試合連続の23号本塁打を放った。自身のプロ最多本塁打数を更新した。同23日、本拠地でのジャイアンツ戦に「2番・投手」で先発出場。これにより、ア・リーグのチームが指名打者を解除し、ナ・リーグのチームが指名打者を使用するという史上初の事象となった。結果、この週（6月14日 - 20日）で7試合に出場し、打率.296（27打数8安打）、6本塁打、9打点、1盗塁を記録。投げては6回1失点、奪三振5でシーズン3勝目を挙げ、翌日の21日には2018年4月、9月に続いて、3年ぶり3度目となるア・リーグのプレイヤー・オブ・ザ・ウィークを受賞した。
同27日、MLBオールスターゲームのファン投票の1次結果を発表し、ア・リーグ指名打者部門で196万1,511票を集めてトップ通過した。7月1日にMLBオールスターゲームファン投票の最終結果が発表され、ア・リーグ指名打者部門で全体の63％を集める圧倒的な得票率でMLBオールスターゲームに初選出された。同28日には第25号本塁打を放ち、アジア人では歴代2位であった秋信守（大韓民国出身。MLB通算本塁打数では松井秀喜を上回ってアジア人歴代1位）の最多記録24を抜いた。
6月は25試合に出場し、打率.309、13本塁打、出塁率.423、長打率.889、OPS1.312を記録し、7月2日にア・リーグ野手部門で初の月間MVPに選出された。同2日のボルチモア・オリオールズ戦で第2打席で右翼席へ29号ソロ、第3打席で左翼席へ30号2点本塁打を放ち、NPB/MLB通じて自身初となる30本塁打に両リーグ最速で到達。日本人選手としては2004年の松井秀喜が31本塁打を記録して以来、17年ぶりの快挙となった。同試合では9回に四球で出塁後に二盗を成功させ、ジャレッド・ウォルシュの安打でサヨナラのホームを踏んでいる。また、オールスターゲーム前の本塁打数として2019年にマイク・トラウトが記録した28本を抜き、エンゼルスの球団新記録となった。なお、ベーブ・ルースが先発投手として1試合以上出場したシーズンで記録した最多本塁打は1919年の29本であったことから、アメリカ合衆国の記者ジャック・ベアは「二刀流選手として大谷はベーブ・ルース以上」と述べたという。
7月4日、ニューヨーク・ポスト紙は、アメリカン・リーグの前半戦MVPに大谷を選出した。
同4日本拠地で行なわれたオリオールズ戦に「2番・指名打者」で先発出場。第2打席で第31号本塁打を放ち、2004年に松井秀喜（ニューヨーク・ヤンキース所属）が記録した日本人選手として最多のシーズン本塁打数「31」（アジア人としても最多）に並んだ。同4日にオールスターゲームの選手間投票などで選ばれた投手と控え野手が発表され、ファン投票選出のア・リーグ指名打者部門に続き、同先発投手部門でも選出され、史上初めて投打二刀流で選出された。6日には、シーズン2度目となるプレイヤー・オブ・ザ・ウィーク（6月28日 - 7月4日）を受賞した。打者として6試合に出場し、打率.286、6本塁打、8打点、1盗塁、OPS1.543を記録。同6日本拠地アナハイムでのレッドソックス戦に「2番・投手」で投打同時出場。シーズン最長タイの7回、89球を投げ5安打2失点でNPB/MLB通算50勝目となる4勝目を挙げた。
同7日には本拠地でのレッドソックス戦に「2番・指名打者」で出場し、3試合ぶりとなる第32号本塁打を放った。松井秀喜による日本人選手最多本塁打記録であった31本をシーズン前半戦のうちに更新し、日本人では単独最多となった（アジア人としても最多）。さらに、当時点ではMLB両リーグ内で最多の本塁打数であり、またオールスターゲーム前に32本塁打以上かつ12盗塁以上の達成はMLB史上初の記録でもあった）。同4日の31本塁打達成時および同7日の32本塁打達成時には松井から大谷を絶賛し応援する内容の祝辞を贈られ、大谷は「（松井を）子どもの頃からすごい見ていたので、光栄だなと思います。」「素直に嬉しいですし、（松井が）わざわざコメントしていただけるのも嬉しいです。まだまだ打てるように期待に応えられるように頑張りたい。」などと語った。
最終的にオールスター前に33本の本塁打を放った。これはアメリカ合衆国外出身者のオールスター前の本塁打数ではサミー・ソーサ（ドミニカ出身）に並びトップタイの記録である。同10日、米スポーツ界で目覚ましい活躍をした選手や優れたプレーなどに贈られ、スポーツ界のグラミー賞またはアカデミー賞と言われるESPY賞の「ベストMLB選手」部門に日本人選手で初めて選出された。
7月12日、翌日に控えるオールスターゲームにアメリカンリーグ側「1番・指名打者」で先発出場すると同時に先発投手としても出場することが発表された。日本人選手がオールスターゲームで先発登板するのは1995年の野茂英雄（ロサンゼルス・ドジャース所属）以来、26年ぶり2人目であった。同日に開催されたホームランダービーでは第1ラウンドでワシントン・ナショナルズ所属のフアン・ソトと2度の延長戦にもつれる熱戦を繰り広げるも、敗退となった。翌13日に開催されたオールスターゲームでは、1回表に先頭打者としてナショナルズのマックス・シャーザーと対決してMLBオールスターゲーム初打席に立ったが、二塁ゴロとなった。1回裏には先発投手としてMLBオールスターゲーム初登板を果たし、三者凡退に抑えた。2回裏にはホワイソックスのランス・リンが登板したため1回表限りの登板となった。打者としてはそのまま続投し、3回表に2打席目を迎えてブルワーズのコービン・バーンズと対決したが、初球を叩いて一塁ゴロとなった。5回表にレッドソックスのJ.D.マルティネスを代打に送られた。2回表にブルージェイズのマーカス・セミエンが先制点を記録し、最終的にアメリカンリーグが5-2でナショナルリーグを下したことから、大谷は勝利投手となった。このオールスターゲームで大谷が使用したハンドグローブ、スパイクシューズ、フットガードはアメリカ野球殿堂入りした。
同18日、本拠地で開催されたマリナーズ戦、5試合ぶりに後半戦初となる34号本塁打を放った。7月19日のアスレチックス戦では「2番・投手」の投打同時出場で後半戦初登板し、6回を3安打無失点、8奪三振1四球の快投を見せるも勝敗は付かなかった。また、打っては4打数1安打で二塁打を放ち、7回からは右翼の守備に就き、8回の守備で退いた。同26日本拠地でのコロラド・ロッキーズ戦に「2番・投手」で投打二刀流出場し7回被安打5、奪三振5、失点1で1打点も記録し、MLB自己最多となる5勝目を挙げた。

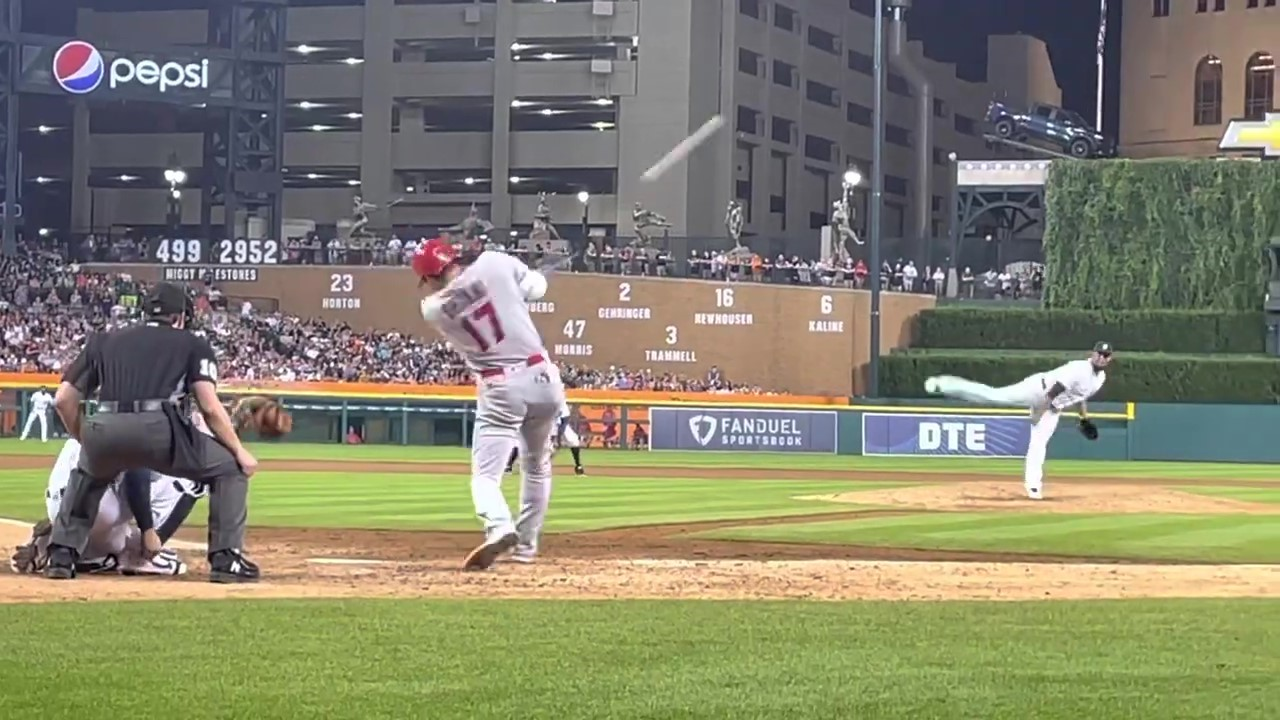
8月18日、40号本塁打を放つ大谷

8月2日、2か月連続でアメリカンリーグの野手部門でプレイヤー・オブ・ザ・マンスを受賞した。日本人野手の複数回受賞は史上初の快挙である。打者として23試合出場でリーグトップタイの9本塁打を放ち、投手として3試合登板し、2勝0敗、防御率1.35。20イニングを投げて17奪三振を記録した。8月14日の対ヒューストン・アストロズ戦（エンゼルス・スタジアム）には「1番・指名打者」で出場。1回裏にルイス・ガルシアから第39号本塁打を打ち、1982年のレジー・ジャクソンに並ぶ、球団タイ記録の左打者シーズン最多本塁打を記録。同18日、敵地でのタイガース戦に「1番・投手」で出場。MLBでの自己最長となる8回を投げ、被安打6、与四死球0、奪三振8、失点1（自責1）で8勝目を挙げた。打者としても8回の第4打席で4試合ぶりの40号本塁打を打ち、レジー・ジャクソンの持つ球団左打者のシーズン最多本塁打記録を更新した。8月31日には自己初のホームスチールを決める。9月3日、レンジャーズ戦で9勝目を挙げた。
9月15日にタイム誌が「世界で最も影響力のある100人」を発表し、野球界で唯一選出された。推薦人はヤンキースのレジェンドで、MLB通算696本塁打を放ったアレックス・ロドリゲス。
同24日、3試合で11四球のアメリカンリーグ新記録を50年ぶりに更新した。また、2016年のブライス・ハーパーと並ぶMLB最多記録と並んだ。同25日、4試合で13四球のMLBのタイ記録を達成し、ベーブ・ルースと並んだ。
10月3日、シーズン最終戦に「1番・指名打者」で先発。第1打席で11試合ぶりとなる本塁打を放ち、この1本でシーズン100打点を達成。打者として138安打・100打点・103得点、投手として130回1/3、156奪三振という、MLB初となる投打5部門での「100」を成し遂げた。
後半戦は打撃の調子を落としたことに加えて、一発を恐れた相手チームから勝負を避けられることも多く、本塁打王にはあと一歩及ばなかった。しかし、MLBでは自身初めて投打の二刀流として怪我なくシーズンを完走し、打者としての最終成績は打率.257、46本塁打、100打点、OPS.965、26盗塁、投手としての最終成績は9勝2敗、防御率3.18、156奪三振という飛躍のシーズンとなった。なお、45本塁打25盗塁は史上6人目の快挙といわれている。なお、三塁打をシーズン6本以上も打ったが、この成績も合わせたことで1955年のウィリー・メイズ以来の記録を残したとも言われる。
オフの10月22日に日本版のフォーブス30アンダー30の一人に選ばれた。11月18日には同年の二刀流での活躍が評価され、アメリカン・リーグ最優秀選手（MVP）に史上19人目の満票で選出された。日本出身の選手としては2001年のイチロー以来史上2度目となる。この年のエンゼルスはポストシーズン進出争いに絡めずに負け越したが、ポストシーズン進出を逃したチームからの選出は史上4人目、満票での選出は史上初となった。11月23日に自身初めてオールMLBチームのファーストチーム指名打者、そしてセカンドチーム投手に選出された。その他にもシルバースラッガー賞やエドガー・マルティネス賞など数々の表彰を受けた。

#### 2022年
2022年はシーズン開幕前の2月1日にソニーから「MLB The Show 22」のカバーを務めることがニューヨークのタイムズスクエアで発表された。前年にMVPを受賞した選手がカバーを務めるのは5人目となった。

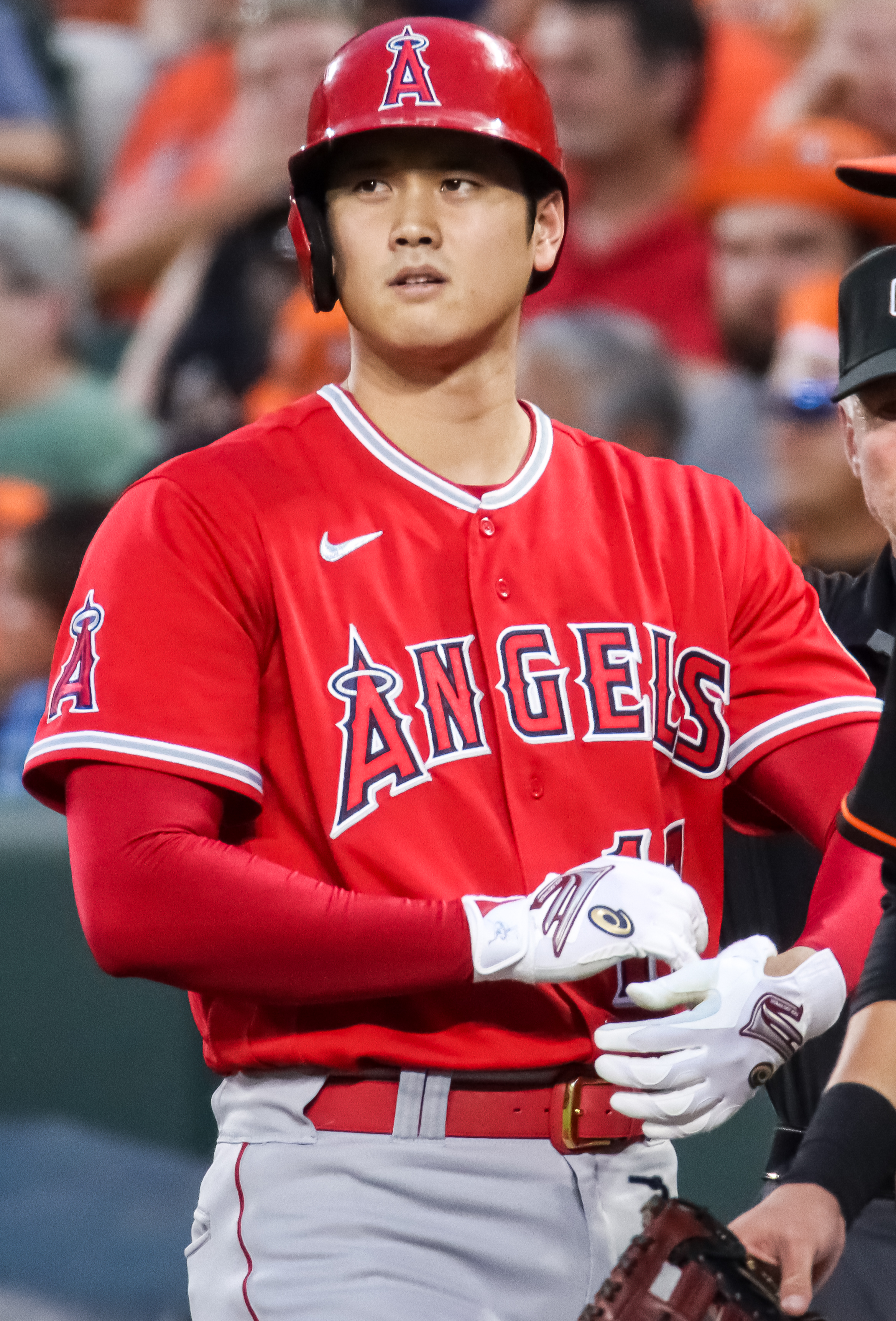
2022年7月8日 （オリオール・パーク・アット・カムデン・ヤーズにて）

4月8日には雑誌「TIME」米国版（4月25日、5月2日号）でMLBで2004年に86年ぶりにワールドシリーズ優勝を果たしたレッドソックス以来となる表紙を飾った。
5月9日のタンパベイ・レイズ戦ではNPB/MLB時代を通じて自身初となる6号満塁本塁打を記録し、MLB通算100号本塁打に王手をかけた。
同16日アスレチックスとのダブルヘッダー2試合目に「3番・指名打者」で先発出場しシーズン7号本塁打を記録した。これが日本選手最速の出場459試合目でのMLB通算100号となった。
6月10日にはレッドソックス戦に「2番・投手兼指名打者」で投打同時出場。投げては7回1失点、打っては5回に逆転の12号2ランを放ち、チームの連敗を14で止めた。エンゼルスは1988年に記録したシーズン球団ワースト記録を34年ぶりに連敗「14」に更新していた。同22日ロイヤルズ戦に「3番・指名打者」で先発出場し、14号3ラン、9回には劇的な同点3ランを放ち、さらに2本の犠飛でMLB日本選手では新記録となる8打点を記録。翌23日の同カードでは先発投手として8回を投げ2安打無失点、自己最多の13奪三振で6勝目を挙げた。メジャー史上で初となる1試合8打点を記録した翌日に13奪三振を記録した投手となった。
7月14日のアストロズ戦に「1番・投手兼指名打者」で先発し、6回を4安打1失点、12三振2四球で自身6連勝でシーズン9勝目（4敗）を挙げた。6連勝中は無失点を続け、6月10日レッドソックス戦から32イニング連続自責点ゼロを記録。2013年に岩隈久志（マリナーズ）が記録した31回2/3を抜き、日本人の最長記録とエンゼルスの連続自責点ゼロの球団新記録を樹立した。同21日、スポーツ界の「アカデミー賞」と言われる「ESPY賞」でNBAファイナルでMVPに輝いたステファン・カリーの他、NFLでMVP4度のアーロン・ロジャース、NHLで2020-2021年シーズンMVPのコナー・マクデビッド等を抑えて「男子最優秀アスリート」部門を日本人で初めて受賞した。野球界では過去に1994年のバリー・ボンズ、1996年のカル・リプケン・ジュニア、1998年のケン・グリフィー・ジュニア、1999年のマーク・マグワイアが受賞。大谷はMLB選手として23年ぶりの受賞となった。
8月10日、敵地オークランドで行われたアスレチックス戦に「2番・投手兼指名打者」で出場。6回4安打5奪三振無失点で同年10勝目を挙げ、1918年のベーブ・ルース（レッドソックス）以来史上2人目となる同一シーズン「2桁勝利＆2桁本塁打」を達成した。打撃では七回の第4打席で5試合ぶりとなる同年25号を放ち投打二刀流で活躍。MLB通算118号となり、日本人MLB選手ではイチローを抜いて松井秀喜の175本に次ぐ単独2位となった。
同22日、敵地・タイガース戦では体調不良に苦しみ4回を投げ5安打3失点4四球で降板。同年8敗目を喫した。ゲーム前の午前中から体調に異変を感じながらも大谷は「投げるのは決まっていたので、体調良しあしに関係なく、登板はするつもりではいました」「ゲームの直前の直前だったので、もう行くしかないですし、結果がどうのこうのではなく、できる限りの調整をして、マウンドに行って抑えて来る、というゲームだったかなと思います」と、試合後に強行出場したことを明かした。
同28日、敵地ブルージェイズ戦に「3番・投手兼指名打者」で先発し、7回2安打無失点。同年最多の109球を投げ11勝目を挙げた。その翌日には疲れを感じさせず、「3番・指名打者」で先発出場。10試合ぶりとなる同年28号本塁打を放ちプレーオフ進出争いをしているブルージェイズを相手に同一カード3連戦で3連勝に貢献した。同30日からは本拠地でヤンキース3連戦が行われ、記録的なペースで本塁打を 量産するヤンキースの主砲・ジャッジとの“MVP争い”にも注目が集まった。連日超満員となったこの3連戦は初戦はともに本塁打。2戦目でジャッジが51号3ランを放ち、3戦目は大谷が決勝弾となる30号を記録し日本選手初となる2年連続30本塁打を達成した。
9月24日、敵地ツインズ戦で「3番・投手兼指名打者」で出場。この試合で日本人投手4人目のシーズン200奪三振も達成し14勝目（8敗）を挙げた。「14勝＆34本塁打」で、1918年にベーブ・ルースが記録した「13勝＆11本塁打」を投打両方で超えた。シーズン200奪三振は日本投手では野茂英雄、松坂大輔、ダルビッシュ有に続く4人目（計10度目）の快挙。対戦した打者は同年延べ600人に到達し、600打席との「ダブル600」も史上初となった。同30日本拠地アスレチックス戦に投打同時出場し支配的なパフォーマンスを見せ、8回二死までノーヒットノーランの快投。8回2安打1四球無失点10奪三振で15勝目を挙げた。
10月1日に年俸3000万ドルの1年契約で合意に達したと発表した。同6日敵地アスレチックス戦に「3番・投手兼指名打者」として投打同時出場。1回表の第1打席で同年160安打目となる右前打を放ち、その裏のマウンドを三者凡退に抑えた時点で同年の規定投球回に到達。MLB史上初となる投打“ダブル規定到達”の偉業を成し遂げた。近代MLBで初めて投手打者の両方で規定回に達した初めての選手になった。開幕投手を務め最終戦まで28登板連続でリアル二刀流を実践し、投手としては15勝、防御率2.33、奪三振219でMLB2位の奪三振率11.9を記録。防御率2.33はリーグ4位で、コロナ禍で短縮された20年を除けば95年の当時ドジャースに所属していた野茂英雄の同2.54を抜き日本選手歴代最高となった。同年の打者では157試合に出場し、打率.273、34本塁打、95打点、11盗塁を残した。
総合的には前年を上回るシーズンとなったが、アーロン・ジャッジが本塁打と打点の二冠をはじめ、WAR・OPS+・wRC+・WPAなど数多くの項目でリーグトップを記録し、投高打低なシーズンにおいて62本塁打を放ち、ア・リーグの本塁打記録を61年ぶりに更新と、ジャッジも歴史的なシーズンを送り、“MVP論争”が過激化。注目が集まる中、10月14日にその前哨戦とされる『Baseball Digest』の年間最優秀選手賞が発表されたが、大谷に大差をつけてジャッジが受賞し、同28日に発表されたスポーティングニュースの年間最優秀選手にも大差でジャッジが受賞。メジャーリーグベースボール選手会(MLBPA)主催の選手間投票で選出される年間最優秀選手が11月5日に発表されたが、こちらもジャッジが受賞した。同18日には全米野球記者協会(BBWAA)が選出するア・リーグのMVPが発表され、ジャッジが受賞。大谷への1位票は、エンゼルスの地元ロサンゼルスの記者からの2票にとどまり、2年連続受賞とはならなかった。
投打個別の賞レースでも、投手としてはサイ・ヤング賞の最終候補にノミネートされず、2位票が9、3位票が7、4位票が12、5位票1の計82ポイントで4位だった。打者としてはシルバースラッガー賞の2部門にノミネートされていたが、ユーティリティ部門はア・リーグの首位打者でジャッジの三冠王を阻止したルイス・アラエス、指名打者部門はジャッジに次いでMLB2位のOPS1.019を記録したヨルダン・アルバレスが受賞。エドガー・マルティネス賞もアルバレスの受賞が有力視されていたが、アルバレスが指名打者としては77試合の出場にとどまり、指名打者成績では大谷が7部門でトップを記録。大谷の2年連続受賞となり、これが今オフ初の表彰であった。12月5日にはセカンドチームの指名打者としては自身初、通算では2年連続2度目、ファーストチームの投手としては自身初、通算では2年連続2度目となるオールMLBチームに選出された。

#### 2023年

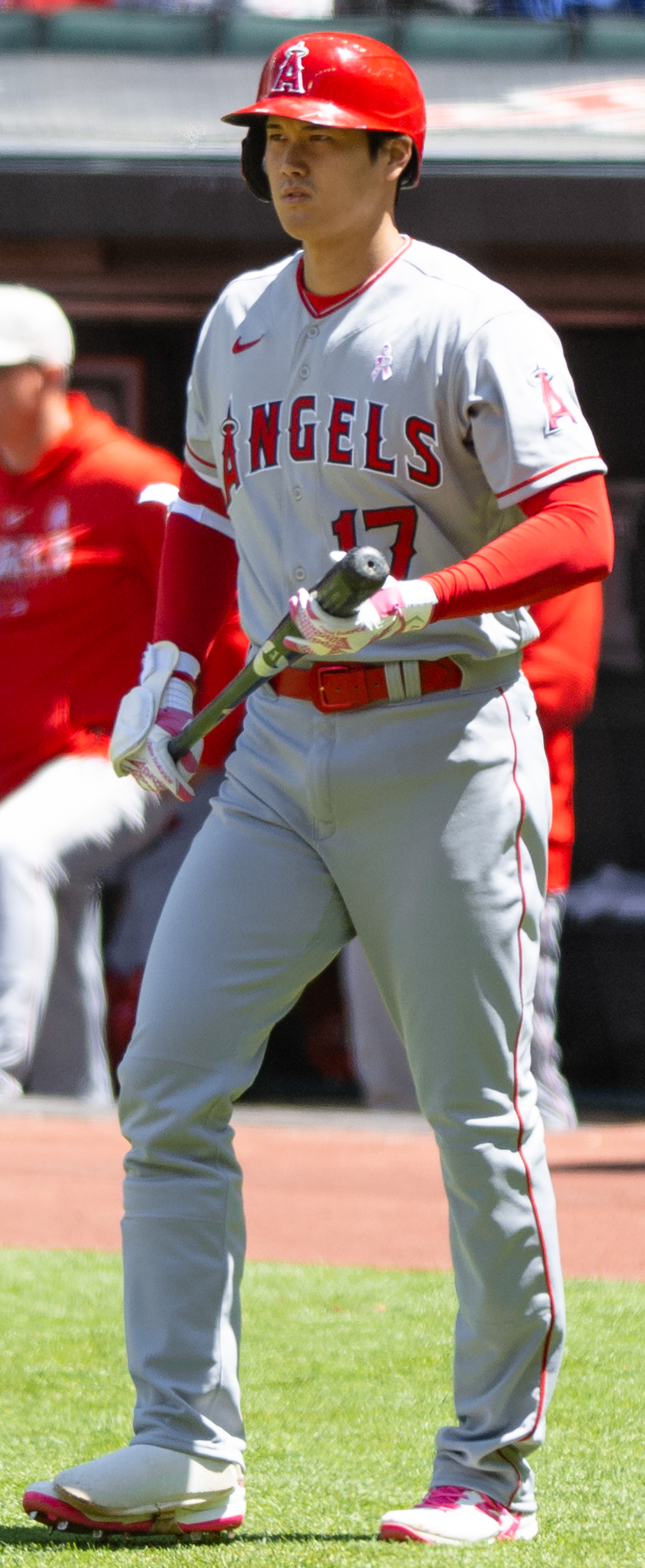
2023年5月24日

第5回ワールド・ベースボール・クラシック（WBC）での優勝からわずか9日後の過密日程下で迎えた3月31日のシーズン開幕戦では史上初となる2年連続二刀流として「3番・投手兼指名打者」で先発出場し6回10奪三振無失点と好投した。4月28日本拠地・アスレチックス戦で「3番・投手」で投打同時出場し、投げては6回で5失点ながらも8奪三振で同年4勝目を記録した。この試合で昨季から続いていたエンゼルスタジアムでの連続イニング無失点は歴代2位の35回で途切れ、昨年8月27日のブルージェイズ戦から続いていた先発連続2失点以下も12試合でストップした。打撃では同年初の3安打で本塁打が出ればメジャー史上初の「先発投手によるサイクル安打達成」だったが、最終打席はフェンス手前の中飛で快挙を逃した。
5月1日敵地でのブルワーズ戦に「3番・指名打者」で先発出場しセンターバックスクリーンへと飛び込む豪快な7号ソロ本塁打を放った。2015年の打球追跡システム導入以降では最も高さのある軌道を描き、MLB歴代最高の高さ162フィート（約49.4メートル）を記録した。投手として4月は5度の先発で4勝を挙げ、防御率も一時は0.47と驚異の0点台を記録するなど幸先よいスタートを切ったが5月に入ると状況は一転。決め球であるスイーパーを狙われる場面が目立ち、4月と比較して5月以降の被打率はほぼ倍まで跳ね上がり、防御率も3点台まで悪化した。
6月7日のカブス戦で日本人MLB選手通算1000盗塁という節目を記録。
6月10日本拠地・マリナーズ戦に「2番・投手」で投打同時出場し、投げては5回3安打3失点で6勝目を逃したが、6奪三振で3年連続の100奪三振に到達した。打ってはサイクル安打に同年4度目の王手をかけるなど17号2ランを含む3安打を記録した。同12日レンジャーズ戦延長に1試合2本塁打を含むシーズン20号本塁打を放ち、21年9月12日以来638日ぶりにアメリカンリーグの本塁打争いのトップに立った。大谷の延長戦本塁打はNPB/MLBを通じて初で、日本選手初の3年連続20本塁打を達成した。ポストシーズン進出に向けて前半戦のヤマ場だった同地区首位レンジャーズとのシリーズ4連戦にて、打者として両リーグを合わせMLBトップの22号を記録するなど4本塁打8打点と活躍し、投手としてはチーム打率と総得点がMLB全30球団でトップの強打のレンジャーズ打線を6回2失点に抑え自身6勝目を挙げ投打にわたる活躍を見せた。同20日には、7試合に出場して打率.435、6本塁打、12打点、OPS1.892を記録したことが評価され、2021年7月以来自身5度目のア・リーグのプレイヤー・オブ・ザ・ウィーク（同13日 - 同19日）を受賞した。
21日ドジャースとのライバル対決「フリーウェイ・シリーズ」に初登板し12奪三振を記録し、2015年9月9日のギャレット・リチャーズの11奪三振を抜いて、ドジャース戦での1試合最多奪三振の球団記録を更新した。
6月22日にア・リーグのオールスターゲーム投票で最多得票となり、3年連続3度目となるオールスターゲーム選出を果たし、初の最多得票によって指名打者で先発出場することが決まった。同27日ホワイトソックス戦に「2番・投手」で出場し、ツメが割れるアクシデントに見舞われながら7回途中10奪三振1失点で7勝目を挙げた。打者としてもメジャー6年目、64度目の投打同時出場での自身初の1試合2本塁打を放った。同29日には6月14本目となる29号を放ち、月間本塁打で球団最多と2007年7月の松井秀喜（ヤンキース）を抜いて日本人月間最多記録13本を塗り替えた。翌30日にはエンゼルスタジアムで記録された本塁打で最長となる飛距離493フィート（約150.3メートル）の自己最長特大弾となる30号本塁打を放ち、歴史的な活躍でア・リーグにおいて6月に15本塁打を記録したのは1930年のベーブ・ルース、1934年のボブ・ジョンソン、1961年のロジャー・マリスに続く4人目。
7月2日にア・リーグDH部門に続き、選手間投票で先発投手としてもオールスターゲームに選出された。7月3日に通算6度目となるプレイヤー・オブ・ザ・ウィーク（6月26日 - 7月2日）と2021年7月以来通算3度目となるプレイヤー・オブ・ザ・マンスを同時受賞。日本選手で週間は5度の受賞のイチローを抜き、月間は野茂秀雄、伊良部秀樹、ダルビッシュ有の2度を超え、ともに単独最多受賞となった。
6月に指名打者として27試合に出場し、打率.394、15本塁打、29打点、OPS1.444はいずれもリーグトップを記録し、投手としては5先発で2勝（2敗）、防御率3.26、奪三振率10.98を記録したことが評価された。
同11日に開かれたオールスター（シアトル＝Tモバイル・パーク）ではシーズンで爪が割れた影響で登板はせず、ア・リーグ選抜の「2番・指名打者」で先発出場した。無安打に終わったが、全米に中継され今オフにFAとなる大谷が打席に立つたびに、超満員に膨れ上がった球場中に「Come! to! Seattle!（シアトルに来て）」の極めて異例の大合唱が沸き起こるなど、スターぞろいのオールスターでも主役を張った。翌12日スポーツ界の「アカデミー賞」と言われるESPY賞の「ベストMLBプレイヤー賞」をバリー・ボンズ（ジャイアンツ）以来3年連続で受賞した。昨季61年ぶりのリーグ新記録となった62本塁打でMVPだったアーロン・ジャッジ（ヤンキース）、前年39歳でサイ・ヤング賞のジャスティン・バーランダー（メッツ）などもノミネートされていた。同27日には敵地で同年初のダブルヘッダーとなったタイガース戦1試合目に「2番・投手」で投打同時出場し、MLB移籍後初となる9回を投げ切り、MLB通算83登板目で初完投初完封を達成し、9勝目を挙げた。さらに約45分後に開始となった第2戦では本塁打王独走の2打席連続の37号2ランと38号ソロを放ち、歴史的な躍動でダブルヘッダーの2試合で完封＆本塁打を記録するのはメジャー史上初の快挙となった。翌28日の敵地ブルージェイズ戦の初回に前日から“3打席連発”となる39号を記録し、日本ハム時代を含めて自身初の3打席連続本塁打を記録した。一方で5月3日のカージナルス戦を欠場して以来、一切の休養なくフル出場を続けてきたが試合中に自ら異変を訴え2試合連続の身体の痙攣による途中交代を余儀なくされた。同31日、史上初のダブルヘッダーで完封勝利後に1試合2発を放つなど投打での活躍が評価され同年3度目の選出で日本選手では最多を更新する通算7度目のア・リーグのプレイヤー・オブ・ザ・ウィーク（同24日 - 同30日）を受賞した。
8月2日に2か月連続となる7月のプレイヤー・オブ・ザ・マンスを受賞した。投手として初完封したのをはじめ、打者として打率.282、OPS1.152、リーグ最多の9本塁打を記録し、通算4度目で自身の日本選手最多受賞回数を更新した。同9日本拠地・ジャイアンツ戦で6回3安打1失点と好投し同年10勝目（5敗）を挙げ、ベーブ・ルースも1918年の1度しか出来なかった史上初となる2年連続の「2桁勝利＆2桁本塁打」を達成した。さらに同一シーズンで10勝&40本塁打を達成したメジャー史上初の選手になった。同23日、レッズとのダブルヘッダー第1試合に先発登板し、第1打席で両リーグ最多となる44号本塁打を放った直後に異変が起き同年最短の1回3分の1で降板した。右腕の疲労感を訴えて先発登板を1度回避し、同年最長の中13日を空けての登板だった。試合後にエンゼルスのペリーミナシアンGMが会見を行い、検査の結果右肘の内側側副靱帯を損傷し、投手では同年絶望となったことを明かした。右肘の靱帯損傷にもかかわらず、チームの勝利のために打者として出場を続け同28日敵地フィリーズ戦で二塁打1本、単打2本を放ち、同年322塁打と2004年イチロー（マリナーズ）の320塁打（本塁打8、三塁打5、二塁打24、単打225）も更新する日本選手の歴代最多記録を更新した。
9月4日、屋外のフリー打撃中に右脇腹を痛め、11試合連続で欠場し出場に向けて最善を尽くしていたが、同月16日にエンゼルスは右脇腹痛で10日間の故傷者リストに入れ、シーズンを終了したことを発表した。シーズン最後25試合欠場しながらも、打者では135試合出場で打率.304、44本塁打、95打点、20盗塁、OPS1.066を記録した。規定打席に到達し、打率3割も初めて達成した。投手として2年連続の規定投球回到達には未達も、23試合で132イニングを投げ、10勝5敗、防御率3.14、167奪三振、WHIP1.06、被打率.184を記録し投打で圧倒的な成績を残した。同月19日にロサンゼルス市内の病院で右肘の手術を行い、成功したと発表された。執刀医は2018年にトミー・ジョン手術を担当した医学博士のニール・エルアトラッシュ。2024年は投手での復帰は断念し、打者に専念する見通しとなったが、大谷は自身のインスタグラムで「早朝に手術を受け、無事成功しました。自分自身一日でも早くグラウンドに戻れるように頑張ります」とコメントした。同29日にはMLBから2023年シーズン開幕以降のユニフォーム売上ランキングが発表され、ブレーブスのロナルド・アクーニャ・ジュニアやヤンキースのジャッジら人気選手を抑え、日本人選手として史上初めて全体1位に輝き、名実ともに「メジャーの顔」となった。
10月1日、ア・リーグのレギュラーシーズン全日程が終了し、日本人初、アジア出身の選手としても初の本塁打王を獲得した。日本人のMLB打撃主要部門におけるタイトル獲得は、2004年に首位打者を獲得した当時マリナーズのイチロー以来で、大谷は球団を通じ「MLBでこれまで活躍された偉大な日本人選手たちのことを考えると大変恐縮であり光栄なことです。この目標を達成するのに協力してくれたチームメイト、コーチングスタッフ、ファンに感謝します」とコメントした。
11月2日、MLB選手会から選手間投票によって決まる各賞の受賞者が発表され、ア・リーグ最優秀野手を受賞した。しかし両リーグから1人しか選ばれないMVPでは9月の欠場が響いて受賞を逃し、史上初の40本塁打、70盗塁を記録した、ブレーブスのアクーニャ・ジュニアが受賞した。同3日にFAとなった。同月9日、全30球団の監督・コーチの投票によりア・リーグ指名打者部門で2年ぶりにシルバースラッガー賞を受賞した。エンゼルスからはクオリファイング・オファーを受けていたが、同月14日の期日までに契約は行わなかった。同16日、全米野球記者協会の投票によるシーズンMVPが発表され、2年ぶり2回目のMVPを満票で獲得した。満票での選出も2回目となり、これは史上初である。なお発表の際に「大谷の近くに映っていた犬は何だ？」と大きな話題を呼んだ（デコピン）。レギュラーシーズンで日本選手初の本塁打王を獲得し投手でも10勝するなど歴史的な活躍が評価された。
同30日に3年連続3度目のエドガー・マルティネス賞を受賞した。3年連続はデビッド・オルティーズ以来となる史上2人目の快挙である。12月16日、先発投手部門、指名打者部門で史上初めて投打でオールMLBチームのファーストチームに選出され、また各リーグで最も傑出した打者を選ぶハンク・アーロン賞を日本人選手として初受賞した。

### ドジャース時代

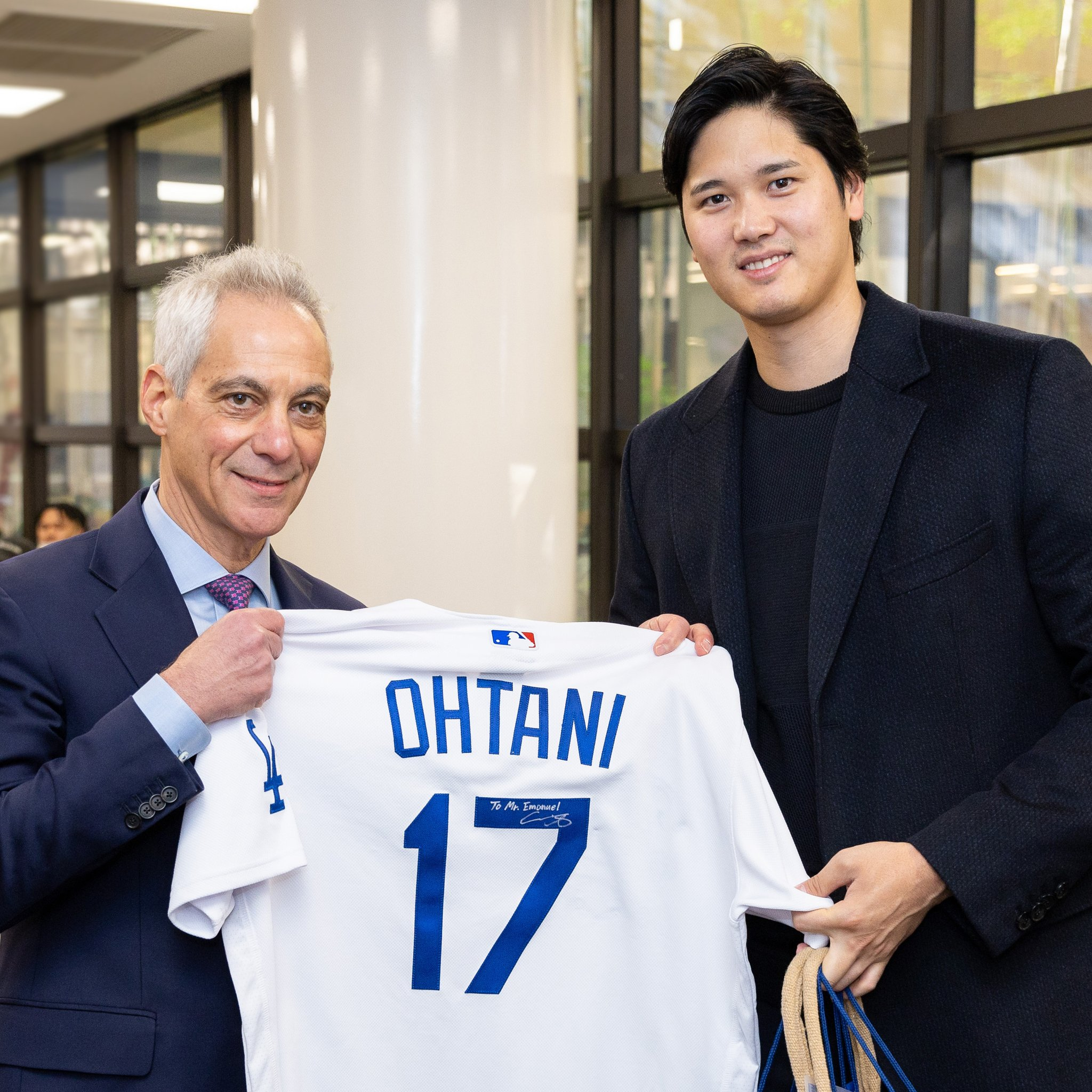
2024年1月9日、ドジャースのユニフォームを持つ大谷とラーム・エマニュエル

2023年12月9日に自身のInstagramでドジャースに移籍を発表し、英語で「次のチームをドジャースに決めた。現役最後の日まで、ドジャースのためだけでなく、野球界のために努力し続けたい」と綴った。同月11日にドジャースが正式に大谷の獲得を発表した。背番号はエンゼルス時代と同じ「17」となった。同月14日に本拠地ロサンゼルスのドジャー・スタジアムで入団会見を行った。
契約金は、10年総額7億ドル（約1015億円）に達した。当時、MLBでの過去最高額はエンゼルスのトラウトが2019年に結んだ12年総額4億2650万ドル（472億円）であり、北米4大プロスポーツリーグでの過去最高額はNFLのカンザスシティ・チーフスのパトリック・マホームズが2020年に結んだ10年総額4億5000万ドル(483億円)であった。またこの大谷とドジャースの契約は特殊な契約となっており、大谷とドジャースが契約満了になる2033年までは毎年、年俸200万ドル（約2.9億円）が支払われ、大谷との契約が終了した2034年以降に残りの約97％が無利子で後払いされて行く予定という特殊な契約内容となっている。また、実際の支払いは前述通り、毎年200万ドルだが、ぜいたく税の関係から球団選手年俸分としては毎年2821万6944ドルで計算される。

#### 2024年
2024年は前年に行った右肘手術から復帰を目指す中、約5か月間余りのリハビリを経て、2月27日に177日ぶりにスプリングトレーニングにて実戦復帰し、ホワイトソックス戦で「2番・指名打者」として先発出場し、移籍後初本塁打を記録した。同月29日、自身のInstagramで結婚を発表した。

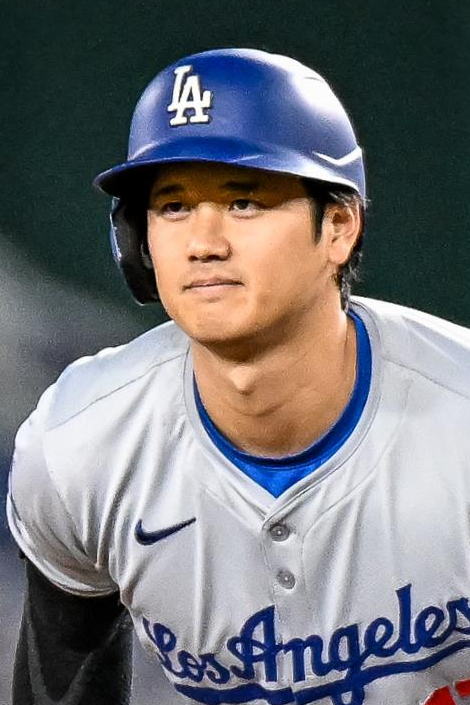
2024年4月24日 ナショナルズ・パーク

3月14日にMLB史上初となる韓国のソウルでサンディエゴ・パドレスと開催する開幕戦に帯同する選手として発表された。3月20日に開幕ロースター入りした。同日の開幕戦に「2番・指名打者」で先発出場し、NPB/MLB通じて初対決となったパドレスの開幕投手であるダルビッシュ有から移籍後初安打を含む2安打1打点1盗塁でチームの勝利に貢献した。
開幕から状態が上がらず自己ワーストの40打席本塁打なしが続いていたが、4月4日のジャイアンツ戦（ドジャー・スタジアム）で移籍後初本塁打を記録した。さらに本塁打を打った相手球団もジャイアンツで25球団目となり日本人で単独トップとなった。同12日パドレス戦（ドジャー・スタジアム）の第1打席にMLB通算175号となる4号本塁打を記録し、松井秀喜がMLB10年間で通算1236試合出場で記録した日本人MLB選手通算最多本塁打記録である175本に並び、第3打席にも安打を記録し、NPB/MLB通算1000安打を達成した。同21日メッツ戦で迎えたMLB通算2979打席目で通算176号となる5号本塁打を記録し、松井秀喜の持つ日本人MLB選手通算本塁打記録を更新した。
5月4日ブレーブス戦（ドジャー・スタジアム）の第2打席に8号本塁打を記録し、デーブ・ロバーツ監督が持つ日本出身選手のドジャース在籍時の最多本塁打記録を更新した。翌5日には両リーグトップに並ぶ移籍後初の1試合2本となる10号本塁打を記録し、プレーオフ常連の強豪ブレーブス相手に3連戦全勝のスイープに貢献した。同6日、ア・リーグとの通算で日本人選手の最多を更新する8度目のナ・リーグのプレイヤー・オブ・ザ・ウイーク（4月29日- 同5日）をドジャース移籍後初受賞した。5試合で打率5割2分4厘、3本塁打、7打点、出塁率5割8分3厘を記録し、両リーグでの受賞は日本選手として野茂英雄、イチローに続き3人目となった。同17日にロサンゼルス市が、選手としての功績や歴史的な影響力などを讃えドジャースの現役期間中は5月17日を「大谷翔平の日」として正式に制定することを発表した。
6月20日敵地でのロッキーズ戦に「1番・指名打者」で出場し、リーグ単独トップの21号先頭打者本塁打を記録し、安打数でMLB通算775安打とし、青木宣親（ブルワーズなど）の記録を塗り替え、日本人歴代単独3位となった。同23日、6試合（6月16日-22日）で24打数11安打、4本塁打、11打点、出塁率5割6分7厘、OPS1.605と圧倒的な成績を残した事が評価され、シーズン2度目のプレイヤー・オブ・ウイークを受賞した。通算9度目の受賞で、自身が持つ日本選手最多を更新した。同28日敵地ジャイアンツ戦に「1番・指名打者」で出場し、打点はなく1安打に終わったが、この試合まで同月16日ロイヤルズ戦から10試合連続打点を記録し、打点が公式採用された1920年以降でのドジャースの球団新記録となった。
7月3日、ファン投票でナショナル・リーグの指名打者部門でオールスターゲームに4年連続4度目の選出を果たした。翌4日にはダイヤモンドバックス戦で盗塁を記録し、MLB通算103盗塁とし、松井稼頭央を抜いて、歴代1位のイチローの509盗塁に次ぐ日本人単独2位に浮上した。同10日にはESPY賞の「ベストMLBプレイヤー賞」を史上初めて4年連続で受賞した。同13日、対タイガース戦の5回に29号本塁打を記録し、通算797試合目2848打席目でMLB通算200号本塁打を達成した。同16日グローブライブ・フィールドで行われたオールスターゲームに「2番・指名打者」で先発出場し、第2打席でオールスターゲーム初本塁打を記録した。日本人選手のオールスターゲームでの本塁打は、2007年のイチロー（マリナーズ）がランニング本塁打で記録して以来17年ぶり2本目であり、柵越えとしては日本人初の本塁打だった。また、初出場の2021年に勝利投手になっており、MLB史上唯一オールスターゲームで勝利と本塁打を達成した。
8月3日の敵地でのアスレチックス戦で9回に二盗を決め、自身初かつ日本選手初の「30本塁打&30盗塁」を達成した。指名打者での「30本塁打&30盗塁」は史上初。またその後、三盗も成功させ自身初の1試合3盗塁を記録して、NPB/MLB通じて自己最多の31盗塁とした。同17日、敵地セントルイスでのカージナルス戦で38号本塁打を記録し、MLB史上81人目、日本選手で初となるMLB全30球団からの本塁打を達成した。同23日、本拠地でのレイズ戦で4回に40盗塁目を決め、同点で迎えた9回二死満塁の第5打席で自身初のサヨナラ本塁打で40号満塁本塁打を記録し、MLB史上6人目の「40本塁打＆40盗塁」を出場126試合目で達成した。2006年のアルフォンソ・ソリアーノ（ナショナルズ）の147試合目を大幅に更新する史上最速での「40本塁打＆40盗塁」達成となった。同月28日のオリオールズ戦にて、42号先頭打者本塁打、2盗塁を記録し、MLBタイ記録の「42本塁打＆42盗塁」を達成（A.ロッドに次いで2人目）。同30日、敵地でのダイヤモンドバックス戦で43個目の盗塁を決めると、8回の第5打席で2試合ぶりの43号本塁打を放ち、MLB新記録となる「43本塁打＆43盗塁」を達成した。翌31日、44号本塁打を通算11本目の先頭打者本塁打で決めると続くベッツ、フリーマンも本塁打を放ち、2022年4月以来球団16度目、初回先頭打者からに限れば球団史上初（MLB史上9度目）となる3者連続本塁打となった。
9月8日、ガーディアンズ戦の第2打席で安打を放ち、2022年に記録した年間160安打を更新する161安打目をマーク、第3打席では46号を放ち、2021年の自己最多100打点を更新する101打点をマークした。同11日本拠地カブス戦で韓国出身秋信守が持つアジア人選手最多タイ記録に並ぶMLB通算本塁打数218本目となる47号本塁打を放ちシーズン自己最多を更新した。
同17日敵地・マーリンズ戦で指名打者としてのシーズン最多本塁打を更新する48号本塁打を放ち、MLB通算では219本塁打となりアジア人選手のMLB通算本塁打数で新記録となった。
同19日、ローンデポ・パークで行われたマーリンズ戦で2盗塁を決め「51」とし、2001年にイチローが56盗塁を達成して以来日本選手23年ぶり2人目となる50盗塁を達成した後に、自身初の1試合で3打席連続本塁打を放ち、2001年にショーン・グリーンが記録したドジャースの球団シーズン歴代最多本塁打「49」を更新する「51」として、MLB史上初のシーズン「50本塁打＆50盗塁」を達成した。打点も1試合での球団新記録となる10打点を記録し、120打点に伸ばして2005年に松井秀喜が記録した日本人のシーズン最多打点となる116も更新した。また試合に勝利したことで、前日まで通算865試合に出場し、ポストシーズン未経験は現役選手では最長記録だったが、終止符を打ち自身初のポストシーズン進出を決めた。
同22日本拠地ロッキーズ戦で1点を追う9回先頭で同点に追い付く同季128得点目となる53号ソロを放ち、2001年に記録したイチロー（マリナーズ）の日本人選手のシーズン最多得点127を更新した。同23日にはシーズン3度目のプレイヤー・オブ・ザ・ウィーク（同16日-同22日）に選出された。7試合に出場し打率.500、6本塁打、17打点、7盗塁、11得点、出塁率.543、長打率1.125、OPS1.668で打率、安打、得点、本塁打、打点、盗塁、長打率、OPSと8部門リーグトップを記録するなど歴史的な活躍が評価された。同24日からは本拠地で勝てば地区優勝が決まるパドレスとの3連戦が行われ、首位攻防の2戦目で二盗を決め、2001年イチロー（マリナーズ）に並ぶ日本人選手のシーズン最多盗塁記録56盗塁を記録した。3連戦最終戦で3安打を放ち、MLB史上19人目（30度目）となるシーズン400塁打を、2001年のサミー・ソーサやバリー・ボンズら4人が達成して以来23年ぶりに記録した。ドジャースはホーム最終戦でナ・リーグ西地区優勝をきめ、大谷にとって自身初の地区優勝の栄冠を手にした。翌27日敵地・ロッキーズ戦に2回に57盗塁目となる二盗を決め、イチローが2001年にマークした日本選手最多盗塁記録「56」を更新した。同29日レギュラーシーズン最終戦を終え右肘手術からリハビリを進めながら打者に専念した同季は159試合に出場で打率.310、54本塁打、130打点、59盗塁、OPS1.036とキャリアハイを記録した。MLB史上初の「50-50」を54本塁打＆59盗塁まで更新し、日本人初のトリプルスリーも達成した。翌30日ナ・リーグのレギュラーシーズン全日程が終了し、1998年マーク・マグワイア（カージナルス）以来史上4人目の両リーグでの本塁打王と日本人初の打点王の2冠を獲得した。また例年失速する9月だが、シーズン最後の10試合で打率.628、27安打、6本塁打、20打点、10盗塁を記録し通算11度目となる2週連続プレイヤー・オブ・ザ・ウィーク（9月22日 - 29日）を受賞した。さらに同日発表で2024年シーズンのユニフォーム売上ランキングが発表され、2年連続で1位に輝いた。
10月1日、2023年7月以来となる9月のプレイヤー・オブ・ザ・マンスを受賞した。MLB史上初の「50-50」を達成し塁打数411で23年ぶりの400超えしたのをはじめ、月間で打率.393、10本塁打、32打点、16盗塁いずれもリーグトップを記録し日本人選手最多の5度目の受賞となった。同5日、サンディエゴ・パドレスとのディビジョンシリーズ第1戦で日本人初のポストシーズン初出場で本塁打を記録し、チームの逆転勝利に貢献した。シリーズ全5試合で打率.200、1本塁打、4打点を記録し、ダルビッシュ有に今シリーズ通算6打数凡退に封じられたが、チームは3勝2敗でパドレスを下し、3年ぶりにディビジョンシリーズを突破した。続くニューヨーク・メッツとのリーグチャンピオンシップシリーズ第3戦では敵地で勝負を決定付ける3点本塁打と第4戦の日本人選手初の先頭打者本塁打を放ち、3勝2敗で迎えた同20日第6戦では3度の出塁で球団新記録となる単一シリーズ17出塁を記録しシリーズ通算打率.333、2本塁打、5打点でドジャースの4年ぶりのナショナルリーグ優勝に貢献した。
同25日からのワールドシリーズは43年ぶりとなるニューヨーク・ヤンキースとの対決となり、同26日にMLB選手会から選手間投票によって2年連続3度目の「ナ・リーグ最優秀野手」に選出された大谷と、58本塁打・144打点を記録し両リーグの年間最優秀選手に選出されたジャッジによる63年ぶりの両リーグ本塁打王対決に注目が集まった。本拠地での第1戦では同点の起点となるワールドシリーズ初安打を放ったが、第2戦では二盗を試みた際に左肩を亜脱臼し負傷交代。しかし2日後、痛み止めの服用やテーピングをしながら敵地ヤンキー・スタジアムでの第3戦に強行出場し、1得点2出塁の活躍でチームの3連勝に貢献した。同30日、ヤンキー・スタジアムでの第5戦でドジャースが勝利、4勝1敗で8度目のワールドシリーズ優勝を果たした。大谷はシリーズを通じて5試合で2安打に終わったが存在感を示し、ポストシーズン全16試合で打率.230、10打点、3本塁打、OPS.766を記録しチームのワールドシリーズ優勝に貢献した。
11月12日、イチローが持つ日本選手最多記録に並ぶ通算3度目のシルバースラッガー賞をナ・リーグDH部門で受賞した。同14日にはオールMLBチームのファーストチームに指名打者部門で選出され、4年連続4度目の受賞となったエドガー・マルティネス賞とリーグ最強打者に贈られるハンク・アーロン賞に史上初めてリーグを跨いで受賞した。同月21日、史上12人目の3度目のリーグ最優秀選手（MVP）に自身の最多記録を更新する3度目の満票で選出され、フランク・ロビンソン以来、史上2人目の両リーグでの受賞、リーグをまたいでの2年連続受賞は史上初。さらに打者に専念で前人未到の「54本塁打＆59盗塁」をマークし、1973年に指名打者制を導入して以降、指名打者専任では史上初となる快挙となった。12月23日、AP通信による年間最優秀男性アスリート賞に選出され、マイケル・ジョーダンと並ぶ3度目の受賞となった。

#### 2025年
ワールドシリーズ終了後に左肩手術を受け、オフの間に妻の妊娠を公表、同年1月にロサンゼルスで発生した山火事の影響で自宅から避難を余儀なくされ同時期に自身のインフルエンザ感染など多忙なオフを過ごした。スプリングトレーニングで投打の調整を同時並行で進めながら、2月28日古巣エンゼルスとのオープン戦で「1番・指名打者」で先発出場し母校・花巻東高校の先輩にあたる菊池雄星からMLB8年目で最速となる初打席初本塁打を記録した。

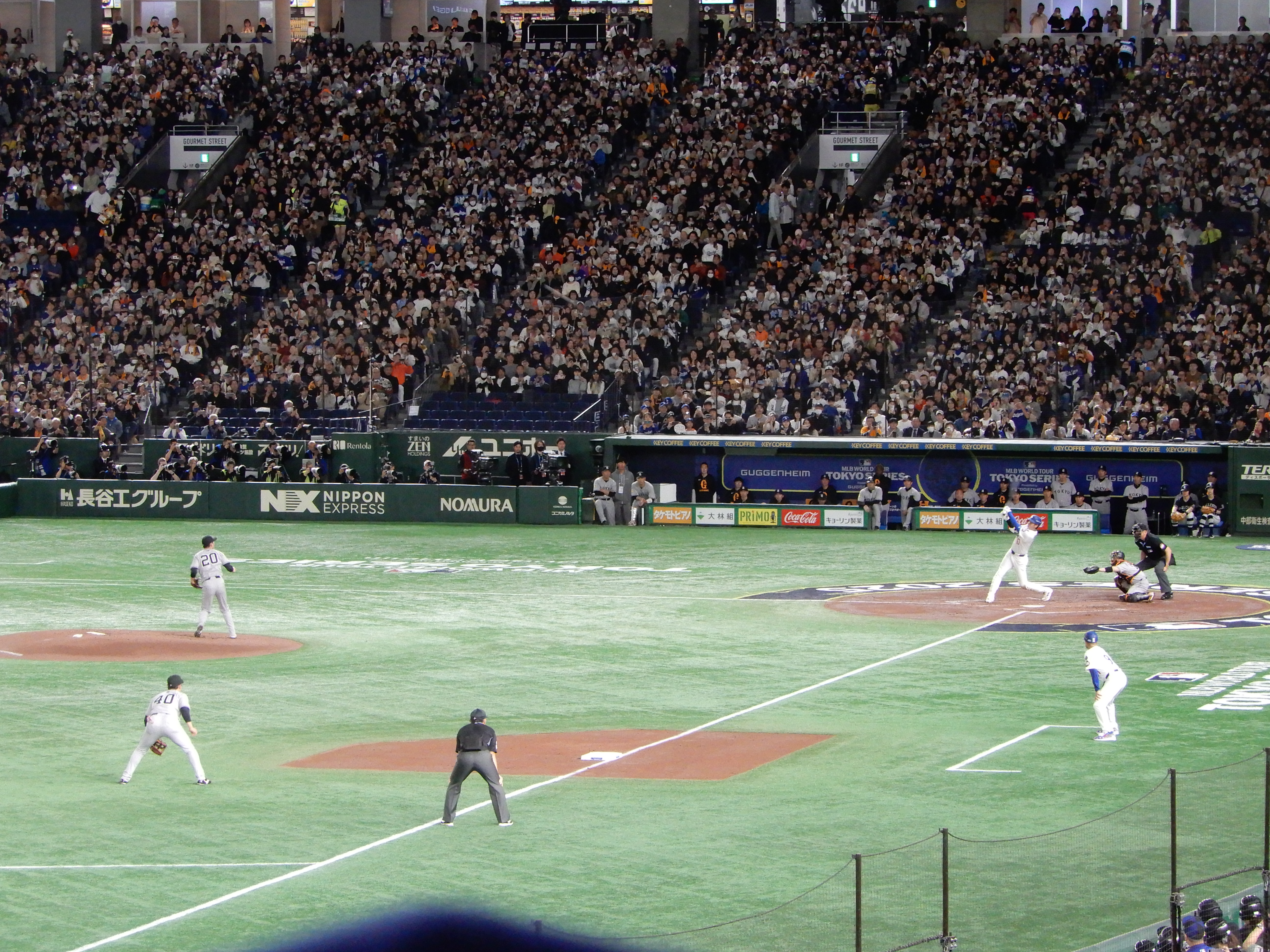
読売ジャイアンツとの試合で戸郷翔征から本塁打を記録した瞬間（打球は写真中央）

日本で6年ぶりに開催となるシカゴ・カブスとの東京ドームでの開幕戦「MLB東京シリーズ」にむけて、3月13日に訪日選手31人に選ばれ、同日中にドジャースの一員として帰国。開幕戦に先立って開催された読売ジャイアンツとの親善試合では戸郷翔征から本塁打を記録した。3月18日に開幕ロースター入りした。同日の開幕戦では、ドジャースは山本由伸、カブスは今永昇太がともに投げ合うMLB史上初の「日本人開幕投手対決」となり、「1番・指名打者」で先発出場した大谷は2安打2得点に絡み、翌19日の開幕第2戦ではシーズン初本塁打を記録しチームの連勝に貢献した。また、日本生まれの選手が日本開催のMLB公式戦で本塁打を記録したのは2004年の松井秀喜以来21年ぶりだった。試合終了後にはアメリカ合衆国へスプリングトレーニングや本土での公式戦のため戻った。

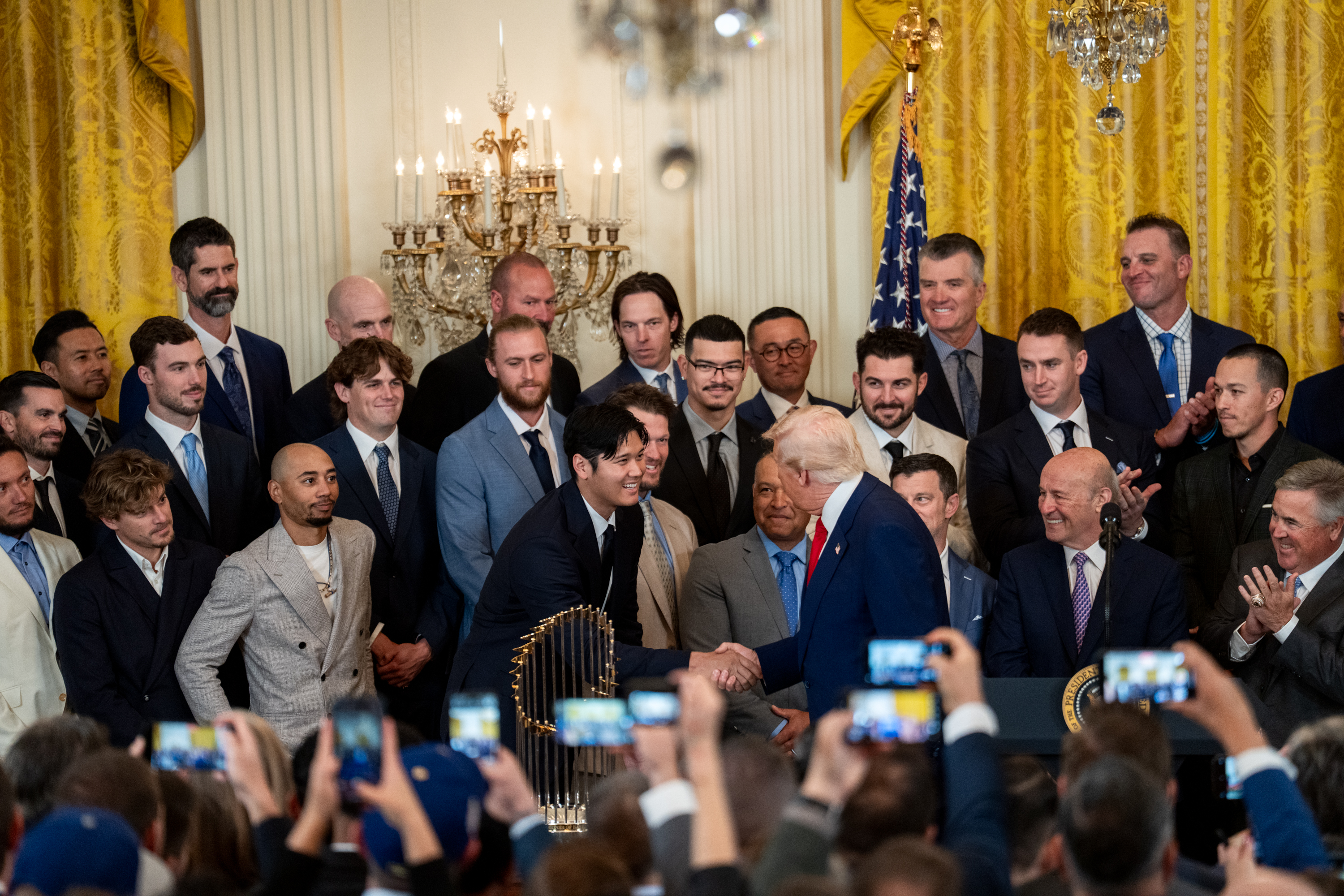
ホワイトハウスにてトランプ大統領と握手を交わす大谷

3月27日からMLBは本土での開幕を迎えた。同日に本拠地開幕戦となったタイガース戦で開幕26人ロースターに名を連ね、決勝点となる2号本塁打を記録し、チームの勝利に貢献した。
4月2日、本拠地・ブレーブス戦で自身2度目のサヨナラ本塁打となる3号本塁打を記録し、ドジャースは前年王者としては史上初となる開幕8連勝を達成した。同月9日、敵地・ナショナルズ戦でマルチ安打を記録し、自身が持つ日本人記録を更新する開幕14試合連続出塁を記録した。同15日には本拠地・ロッキーズ戦で同季5盗塁目を記録し、日本人2人目となるMLB通算150盗塁を記録した。 4月18日、第1子出産に立ち会う為、最長3日間の産休制度「父親リスト」に入り、チームを離脱した。 4月19日に第1子となる長女誕生を発表後、翌20日敵地レンジャーズ戦に「1番・指名打者」で3試合ぶりに戦列に復帰し、決勝点につなげる四球を選びチームの勝利に貢献した。
5月25日敵地・ニューヨーク＝シティ・フィールドで右肘靱帯の修復手術後初めてとなる実戦形式の投球練習に登板し23年8月23日のレッズ戦以来641日ぶりに打者相手に変化球を交え22球を投げ、さらに約4時間半後に開始となったメッツ戦では千賀滉大から両リーグ最多タイとなる18号先頭打者本塁打を記録した。同30日本拠地・ヤンキース戦で、アーロン・ジャッジが本塁打を記録した初回の裏に歴代最速のシーズン60得点目となる21号先頭打者本塁打を放ち、6回には23年6月に並ぶ月間自己最多と月間本塁打で球団最多となる5月15本目の22号を記録しチームの勝利に貢献した。
5月は27試合出場でリーグ最多15本塁打を含む打率.302、27打点、長打率.752、OPS1.147を記録し、6月3日に2024年9月以来通算6度目となるプレイヤー・オブ・ザ・マンスを史上初めて両リーグで複数回受賞した。 6月に入りドジャース移籍後ワーストの10試合で本塁打が出ていなかったが、同月14日負ければ首位陥落の大一番となったジャイアンツ戦でMLB通算250号となる25号本塁打を記録し、チームの勝利に貢献した。投手復帰を目指して、当初復帰は7月の球宴以降と見られていた中マイナーでの調整登板や実戦形式の投球練習をなくし公式戦で球数と強度を上げていくという前例のない二刀流復帰プランに急転し復帰が大幅に前倒しとなり、同月15日ドジャースは球団公式Xで翌16日本拠地パドレス戦で先発し、23年8月23日のレッズ戦以来、633日ぶりに投打で同時出場する事を発表した。
6月16日本拠地・パドレス戦に「1番・投手兼指名打者」で先発出場し、フェルナンド・タティス・ジュニア、ルイス・アラエス、マニー・マチャド擁するパドレスの強力打線を相手に、最速100.2マイル（約161.3キロ）を記録するなど28球を投げ、1回無四球2安打1失点で短いイニングの先発「オープナー」として23年8月23日のレッズ戦以来663日ぶりの復活登板を果たし、打者としても自身の失点を帳消しにする同点適時二塁打を含む2安打2打点を記録し、チームの勝利に貢献した。 同22日本拠地・ナショナルズ戦に「1番・投手兼指名打者」で先発し、投手として18球を投げ術後初となる奪三振を含む1回無安打無失点、無四球2奪三振を記録し、打っては23年8月23日のレッズ戦以来669日ぶりに「リアル二刀流」で通算13本目の26号本塁打を放ち、2安打5打点で自身の登板時の最多打点を更新した。同24日敵地・ロッキーズ戦で27号本塁打を記録し、日米通算300号本塁打（NPB48本、MLB252本）を達成した。 同月26日、23年以来2年ぶりにファン投票でリーグ最多の票を獲得し、5年連続5度目のオールスター先発出場が決定した。同28日敵地・ロイヤルズ戦で「1番・投手兼指名打者」で先発出場し2回27球1安打無失点。1回裏にパスクアンティノへの投球で同季ドジャースの投手が記録した球速で最速となる101.7マイル（約163.6キロ）を計測し、渡米後これまでの最速は22年9月10日のアストロズ戦で記録した101.4マイル（約163.2キロ）が最速だったが、MLBでの公式戦の自己最速を更新した。また試合後に同年オールスターゲームのホームラン競争への不参加の意向を表明した。
7月1日本拠地・ホワイトソックス戦でリーグトップを独走する30号本塁打を記録し、自らの持つ日本人最多記録を更新する5年連続30本塁打を達成した。 同8日敵地・ブルワーズ戦でナ・リーグの前半戦最多記録を更新する同季88得点目となる31号本塁打を記録し、またオールスター前の31号本塁打は2019年にコディ・ベリンジャーが記録した30本塁打を抜く球団最多記録となった。同11日敵地・オラクル・パークでのジャイアンツとの首位攻防では、第1戦でマッコビー湾へ飛び込む日本人初の「スプラッシュ・ヒット」となる32号本塁打を放った。チームが17年以来8年ぶりの7連敗で迎えた翌12日の第2戦では「1番・投手」で先発登板し、初回に空振りで3者連続三振を奪うなど、復帰後最長の3回36球を投げ1安打無失点4奪三振と好投し、連敗ストップに貢献した。前半戦最終戦となった翌13日の第3戦では91得点目となる2得点を記録しチームの連勝に貢献した。前半戦32本塁打、91得点はいずれもリーグトップを記録し、投手としてはMLBの実戦で「オープナー」として短いイニングで5試合に先発登板し、0勝0敗、防御率1.00、10奪三振、2四球を記録した。同15日、オールスター戦（ジョージア州アトランタ）が開催され、指名打者部門で歴代最多の通算5度の先発出場を誇るデビッド・オルティーズに並ぶ「1番・指名打者」で 5年連続5度目の先発出場を果たし、2打数1安打1得点を記録した。 翌16日「ESPY賞」の「最優秀MLB選手賞」を5年連続で受賞し、また通算5度の受賞はバリー・ボンズ、アルバート・プホルスを抜いてMLB史上最多の快挙となった。同21日本拠地・ツインズ戦に「2番・投手」で先発出場し、史上初めて1回表に被弾後、その裏に逆転本塁打を記録するなど3回46球3奪三振1失点と好投。チームの連敗ストップに貢献した。翌22日ツインズ戦でドジャース移籍後初めて登板翌日の試合で36号本塁打を記録し、日本選手で史上初となる4試合連続本塁打を達成した。さらに翌23日ツインズ戦でも初回にリーグ単独トップとなる37号本塁打を記録し、ドジャースの球団記録と日本ハム時代の16年5月4日～17日に記録した自己最長に並ぶ5戦連続本塁打を記録した。
8月6日本拠地・カージナルス戦で先発投手として4回を投げ復帰後最多の8奪三振を含む2安打1失点、打っては10試合ぶりの39号逆転本塁打を記録し、日本人ではイチロー（3089安打）、松井秀喜（1253安打）に次ぐMLB通算1000安打を達成した。 同月9日、本拠地・ブルージェイズ戦で16-18年のクリス・デービズ（アスレチックス）以来となる現役選手では初の3年連続40本塁打を記録した。さらに同月11日から始まったエンゼルスとの「フリーウエー・シリーズ」では第1戦でエンゼル・スタジアム通算100号となる42号本塁打を放ち、翌12日第2戦では同季2度目の4試合連続となる43号本塁打を記録した。敗れれば首位陥落となった第3戦で古巣のエンゼル・スタジアムで「1番・投手」でドジャース移籍後初登板を果たし、23年のワールド・ベースボール・クラシック（WBC）以来、876日ぶりの対戦となった盟友マイク・トラウトに最速の100・7マイル（約162・1キロ）で2打席連続で見逃し三振を奪うなど投手として復帰後最多80球4回1/3を投げ5安打4失点7奪三振と力投したがチームは敗れ、4月27日以来、108日ぶりの首位陥落となった。

## 代表経歴

### 第25回AAA世界野球選手権大会
2012年9月に第25回AAA世界野球選手権大会の日本代表に選出され、主に「4番・指名打者」として起用された。第一ラウンドの第一試合の対カナダ戦に先発し、4回まで投げた。2回までに4奪三振と好調な立ち上がりをみせるも、3回裏に、タイムリーを浴び、1点を返される。さらに、4回にも2点を失い、2対3と逆転を許し、7回に自身の安打を含め一時逆転に5対3と成功するが、チームは9回に二死満塁からパスボールで5対6xとサヨナラ負けを喫した。また5位決定戦の対韓国戦にも先発し、7回を投げ、鋭いスライダーを武器にに、2失点、12奪三振、最速155 km/hを記録した。しかし、韓国に2、5回にそれぞれ1点ずつ入れられ、後続の佐藤拓也も9回にソロ本塁打を打たれてしまい、チームは0対3で試合に敗れ、敗戦投手となった。

### 2015 WBSCプレミア12
2015年10月9日に2015 WBSCプレミア12の日本代表の最終ロースター28名に選出された。
投手一本で専念。開幕戦の韓国戦で先発して、6回を2安打無失点に抑える活躍を見せて勝利に貢献した。日本はグループリーグを突破。準決勝の韓国戦でも先発し、7回を1安打無失点に抑えたがチームは3-4で敗れた。大谷はこの大会最多となる21奪三振を記録。この対外での好投を評価されてプレミア12のベストナインに選出された。

### 2017 WBC
2017年1月24日に第4回WBCの日本代表のロースター28名に選出された。しかし、右足首怪我（アキレス腱下部にある三角骨の骨棘が原因）のため、2月4日に辞退が発表された。

### 2023 WBC
2022年11月16日に自身のインスタグラムで第5回WBCの日本代表への参加の意思を表明した。
2023年1月6日に日本代表監督の栗山英樹から第5回WBCの日本代表の一部メンバーが先行発表され、代表入りが正式に決まった。
3月9日、日本代表のWBC初戦である中国戦に「3番・投手兼指名打者」で先発出場。打っては2点二塁打など2安打で白星に貢献し、4回1安打無失点に抑え勝利投手となる。その後の韓国戦、チェコ戦、オーストラリア戦も全試合「3番・指名打者」で出場し、1次ラウンドは全4試合で貴重な打点を挙げて、12打数6安打の打率.500、1本塁打、8打点となった。またオーストラリア戦では、1回の第一打席で球場内の、自身が掲載されているSalesforceの大看板に本塁打を直撃させた。日本代表は4戦全勝でグループリーグを首位で突破し、自身は1次ラウンドのMVPを受賞した。同16日、今大会から初めて導入された準々決勝のイタリア戦に「3番・投手兼指名打者」で先発出場。立ち上がりから気迫のこもった投球を見せ、メジャー移籍後では最速となる164 km/hを記録するなど、5回途中5奪三振2失点の力投で勝利投手となり、打者では3回の攻撃に1死一塁からの初球セーフティバントで好機を広げ勝利に貢献した。準々決勝の先発に大谷を起用したことについて、監督の栗山英樹は帰国後の「報道ステーション」でのインタビューで「準々決勝で大谷選手とダルビッシュ選手の2人を使いました。それを『もったいない』という意見ももちろんあるんですけど、負けたら終わりなんで」と、起用した理由を語った。決勝ラウンドでは同21日にフロリダ州マイアミのローンデポ・パークで行われた準決勝、対メキシコ戦に「3番・指名打者」として出場。1点ビハインドの9回裏、先頭打者としてメキシコの抑えであるジオバニー・ガジェゴスの初球を弾き返し、右中間へのツーベースヒットを記録。大谷は一塁ベースに向かう途中でヘルメットを脱ぎ捨て、二塁に到達すると塁上で雄叫びをあげながら煽るようにベンチを鼓舞した。続く4番の吉田正尚が四球を選び、5番の村上宗隆がセンターオーバーの打球で大谷は同点のホームを踏む。この村上の打球で吉田の代走として送られた周東佑京も生還し、これによって日本代表は劇的な逆転サヨナラ勝ちを収めた。翌22日の決勝、対アメリカ合衆国戦も「3番・指名打者」で出場。試合中、ブルペンとベンチを往復しリリーフの準備を進めながら、9回に指名打者を解除してリリーフ登板した。先頭バッターティム・アンダーソンを四球で出すものの、ムーキー・ベッツを二ゴロ併殺に打ち取った。最後は当時のエンゼルスの同僚でアメリカ合衆国代表キャプテンのマイク・トラウトをフルカウントの末にスライダーで空振り三振に仕留め、日本はWBCで3大会ぶり3度目14年ぶりの優勝を達成し、自身初のWBC優勝を経験した。
成績は、WBC史上初の二刀流で出場し、投手として3試合に登板し2勝1セーブ、打者として全7試合に出場し、23打数10安打で打率.435、1本塁打、8打点を記録。日本代表では、2009年の松坂大輔以来となる大会MVPを獲得。また、投手と指名打者の2つのポジションでオールWBCチームにも選ばれた。決勝で優勝を決めた際に投げた帽子はアメリカ野球殿堂博物館に寄贈されることとなった。

### 2026 WBC
2025年4月16日にデーブ・ロバーツ監督はWBC出場を容認した。

## 選手としての特徴
投手として先発出場し降板後に外野手として守備に就くケースや、外野手として先発出場し途中の回から救援登板するケースもある。

### 投手
| 球種         | 割合 | 平均球速 | 平均球速 |
| 球種         | %    | mph      | km/h     |
| ------------ | ---- | -------- | -------- |
| スイーパー   | 35.2 | 85.5     | 137.6    |
| フォーシーム | 32.8 | 96.8     | 155.8    |
| カットボール | 15.7 | 88.6     | 142.6    |
| スプリット   | 6.5  | 88.6     | 142.6    |
| シンカー     | 6.0  | 94.6     | 152.2    |
| カーブ       | 3.6  | 75.7     | 121.8    |
| スライダー   | 0.2  | 85.5     | 137.6    |

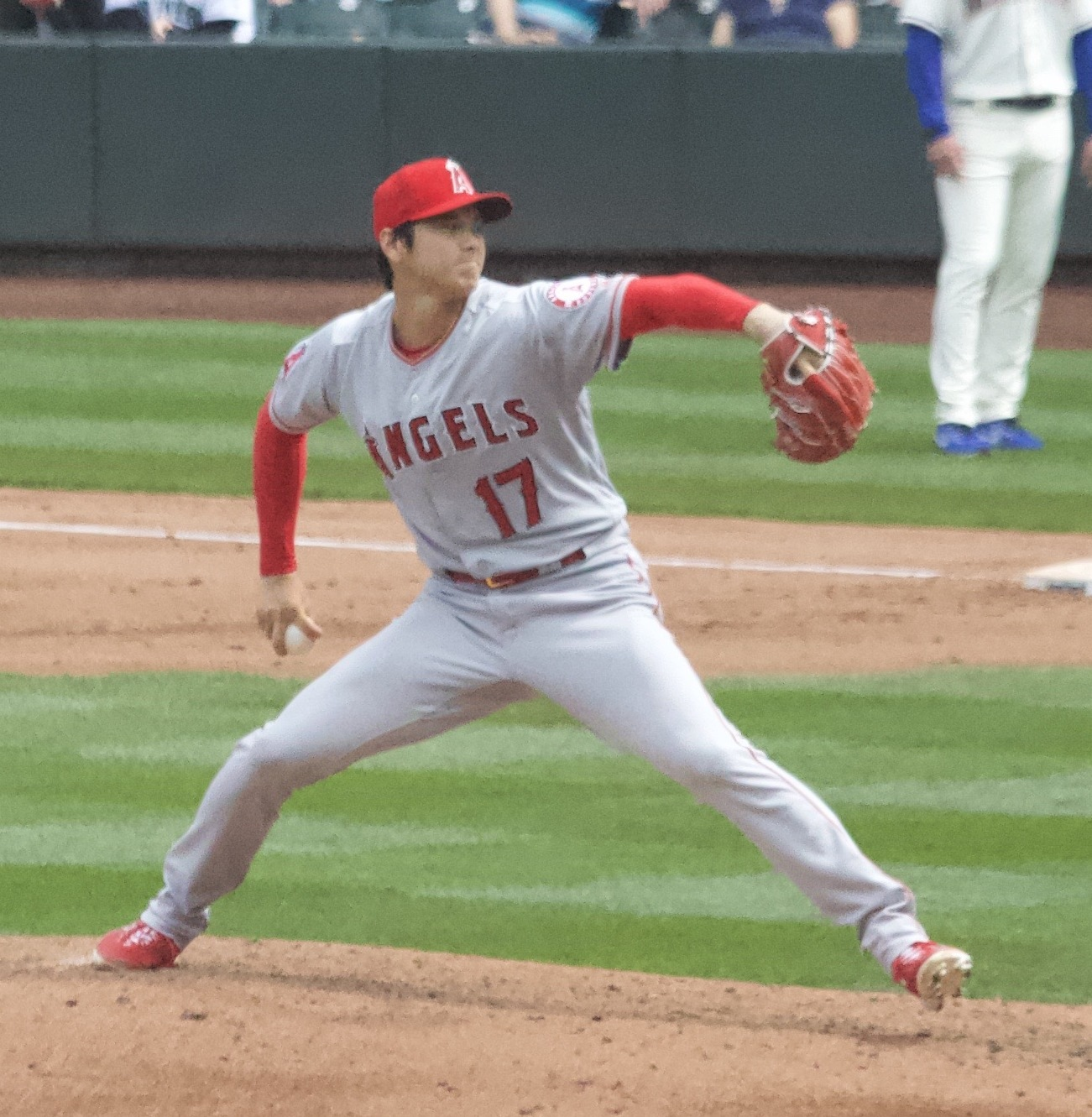
投球時の大谷（2018年）

オーバースローから繰り出す、平均97.3 mph（約156.6 km/h、2022年シーズン）・最速165 km/hのフォーシーム、平均143.7 km/hのフォークボール（スプリット）、スイーパーと称される縦方向の変化が少なく横方向の変化が大きいスライダーを軸に、稀に平均125 km/hのカーブを交える。フォークは米スカウトから高く評価されている。プロ入り後、フォークを習得。高校時代はカットボールやチェンジアップも混ぜた。渡米後は特にスイーパーが有効な武器となっている。
高校時代はフォームの安定やスタミナが課題とされていた。高校通算奪三振145に対し、与四死球61を記録するなど制球力にも課題がある。NPB通算奪三振は624、与四死球は223。日本ハム時代に捕手としてバッテリーを組んだ近藤健介は「リズムができてくればしっかりとコースにコントロールできるが、四球から崩れるという失点パターンに注意している」と語っている。
2022年シーズンには新球にシンカーが加わった。同年9月3日(アメリカ現地時間)に投じたシンカーは最速100.6 mph（約162 km/h）、変化量は最大で縦に28インチ（約71 cm）、横に21インチ（約53 cm）だった。
第5回WBC決勝アメリカ合衆国戦の9回二死にマイク・トラウトから空振り三振を奪ったスライダーは87 mphで曲がり幅が17インチ（約43 cm）と伝えられた。

### 野手

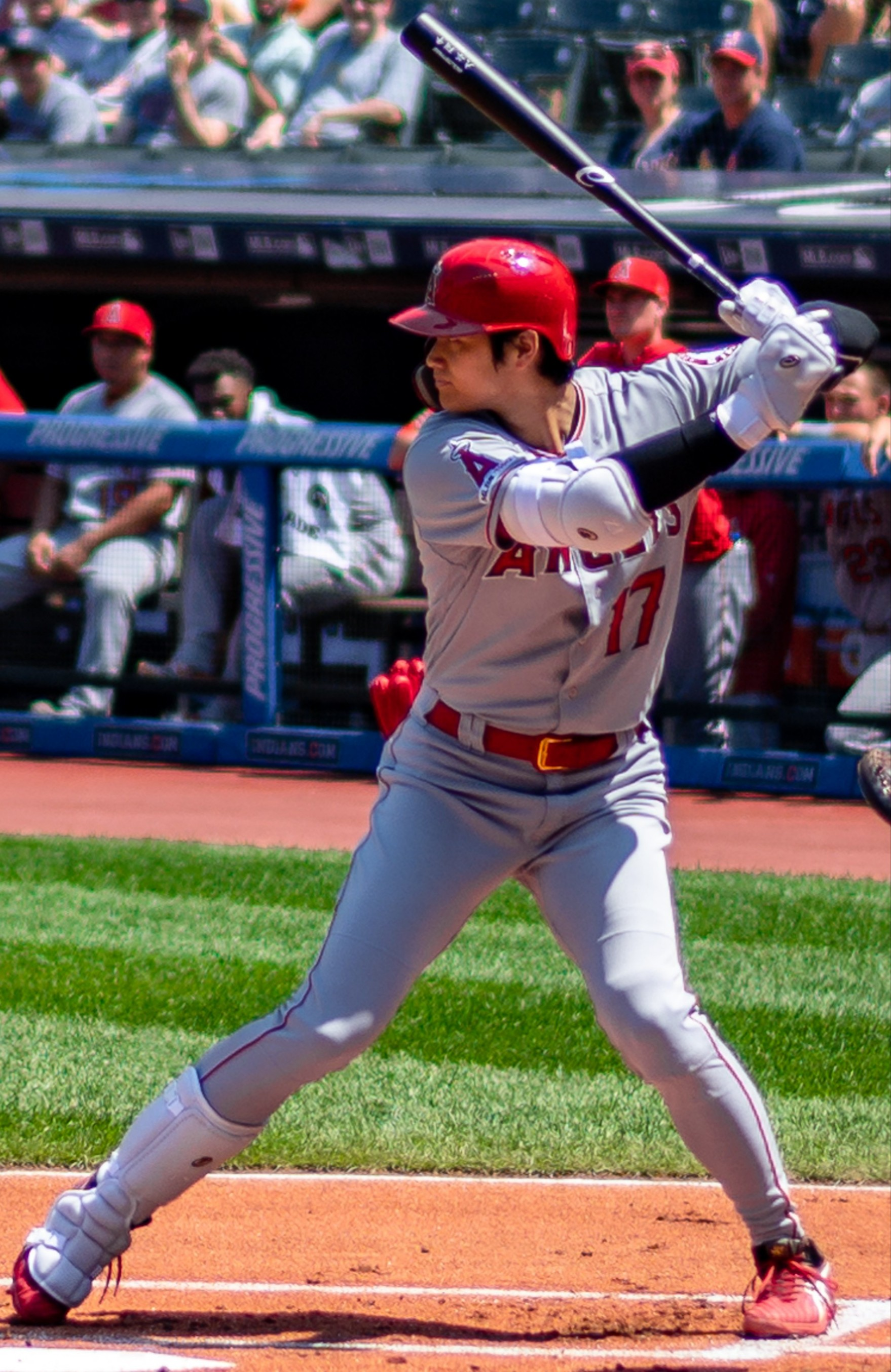
打撃時の大谷（2019年）

打撃については高校時代にプロのスカウトから「高橋由伸タイプで三冠王を狙える素材」、「松井秀喜以来の長距離打者」と高い評価を受け、高校では通算56本塁打を記録。NPB時代の2016年シーズンは382打席の少ない打席数で22本塁打、OPSは1.004を記録しチームの四番だった中田翔以上の実力を見せた。また2024シーズンに記録した54本塁打は日本人のMLBシーズン最多本塁打記録である。
一塁到達まで3.8秒台の俊足で1試合で3つの盗塁を記録したこともあり、ノーステップで遠投90メートルという強肩も兼ね備える。主に一番打者として起用される際は自由に盗塁する権利「グリーンライト」を与えられている。
MLBでの平均打球速度は、リーグ平均が約88 mphであるのに対して、2018年が92.9 mphで全体10位、2019年92.8 mphで全体9位であった。またスプリントスピードは、2018年が28.4ft/秒、2019年が28.2ft/秒と、リーグ平均の27.0ft/秒を上回っている。一方で打席数に比べて三振が突出して多く、例として2018年シーズンは367打席で102三振を記録している。これに対して2018年シーズン終了後に雑誌で「これも実力が足りないなりに、捨てた部分ではあります」「打率も出塁率も残しながら、求められているのは長打力だと思っているので」と回答をしている。MLB通算 (2018 - 2019)のOPSは.883で、このうち対右投手の値は.945、対左投手の値は.725となっており、相対的に左投手の値が低い。
指名打者の難しさについては「極端な言い方をすると、4回代打で出場するようなもの。如何に集中しながらゲームに臨むかが一番大事だと思います」と話している。
田淵幸一は大谷の打法を「でんでん太鼓打法」と名付けている。
長距離打者ではあるものの、俊足を活かし局面を読んで意表を突いたセーフティバントを決めるクレバーさ、器用さもある。谷繁元信のように「もし僕がキャッチャーだったら……やっぱり予想できないと思いますね。もう完全にお手上げですよ。『うわ、マジか！ やられた……』と。イタリアのバッテリーも、監督のマイク・ピアザもそう感じたと思います」と称賛する声を上げた解説者がいる一方、落合博満のように「俺だったらやらない。クリーンアップですから。普通はそう考えます」と批判的に評した解説者もいた。
MLBに移籍した際に、日本ハム入団2年目以降に守備につかなくなった理由を米メディアに聞かれたが「何でですかね？ 下手だったんじゃないですか、フフッ」と冗談っぽく笑って答えている。
日本ハム時代のチームメイトで、2023WBCでも同じ代表チームであった近藤健介は、大谷翔平に「ノーステップ打法」に変えた理由を尋ねると、大谷は「イメージはバントに近い形。バントから逆算している。」と答え、「振るよりバントの方が当たるでしょ。究極はバントでホームラン。そのぐらいの動きの小ささにしたい」と述べたという。さらに「強いスイングをするためにはノーステップ打法というより、バントのように一番まずボールに当たる形から行き着いた」と話した。

## 二刀流
大谷は投手と指名打者（または外野手）を兼任する二刀流の選手である。これは、アマチュア野球では人数不足からよく見られるものの、プロでは非常に珍しいスタイルでリーグ創成期を除くとほとんどの選手は投打いずれかを選んだ。例としてベーブ・ルースは、その打撃への期待から一時期は登板しない日に野手で出場した。しかし、じきに野手に専念するようになる。
近年の日本では遠山奬志や嘉㔟敏弘がチーム事情などにより二刀流に近い起用があった程度で、MLBでもブルックス・キーシュニックと、大谷とは同世代のマイケル・ローレンゼンが知られるぐらいであるが、1シーズンにわたり投手としても打者としても活躍し、規定投球回・規定打席を満たしタイトル争いに絡むような例は無かった。

### 経緯
後に北海道日本ハムファイターズの監督となる栗山英樹は、遊撃手としてプロ入りしたが大学時代に投手としても活躍していた。2011年、キャスターとして当時高校2年だった大谷を取材する。
2012年春の選抜では藤浪晋太郎から本塁打を放つなど、野手として期待が高かった。一方夏の地方大会では160キロを記録するなど投手としての才能の片鱗も示した。また、大谷自身も野手か投手どちらに専念するかプロ志願届前には決めてなかった。
ドラフトに向け日本ハム内でも山田正雄GMを中心に会議がもたれた。なお、この山田GMもプロ時代に投打両方で出場を経験している。会議の中で、大谷は投打どちらかに決められないという考えが球団内で自然に出始めた。
ドラフト会議後、大谷との交渉の中で日本ハム側は二刀流の方針を示す。すでに複数のメジャーリーグの球団と交渉していた大谷だが、当初は「自分にはそんな考えはなかった」と驚きつつも懐疑的であったという。
2012年12月25日、大谷は日本ハムへの入団会見で「アメリカで長くプレイするためには最初から行った方がいいという考えがだんだん変わってきた。二刀流も僕自身は考えてはいなかったけど、栗山監督に『誰も歩いたことのない道を歩いて欲しい』と言われたことが決断の決め手となりました」「どっちでも頑張りたいです」と二刀流への挑戦を表明した。

### 育成方法
栗山とスタッフは大谷に最高の練習環境をつくるために、球団は徹底的にサポートした。とりわけ、プロではほぼ前例の無かった二刀流での練習負荷は、花巻東監督の佐々木洋も憂慮していた。そこで栗山はまだ若い大谷に外出の許可制、門限を決め、充分な休息時間を得られるように努めた。このルールは同時に、大谷が意図しない・望まない形で会食に連れ出されることを未然に防ぐという目的も含まれており、OBや球界関係者が食事に誘っても一度球団に報告がいくことになるため、気軽に大谷を誘えなくなった。しかしストイックな大谷は、チームメイトとの食事以外で外出することはほとんどなく、門限時刻も2年目の夏まで知る機会すら無かった。栗山が様々な理由から同様の外出制限を課した選手のうち、最後までルールを守ったのは大谷だけだったという。
また体のコンディションを日々確認し、投手出場と打者出場のサイクルを作り上げることに成功した。栗山は、登板から中何日で打者出場するかなどを、大谷本人の意見で決めるようになった。「いまはこっち（首脳陣）が（無理な出場を）止めることができるけど、向こう（メジャー）に行ったら、全部自分でやらなければいけない」と自立できるようにサポートした。

### 二刀流に関する賛否
大谷翔平の「二刀流」に関してOB選手・専門家がそれぞれ様々な見解を表明している。

#### 二刀流容認派
- イチロー（打者派から後に二刀流容認に転向）
  - 2015年のインタビューにおいて「バッターをやればいいのにと思いました。すごいピッチャーはいくらでも出てきます。でも、あんなバッターはなかなか出てこない。実際にグラウンドで対戦したわけでもない距離感の中での話ですけど、彼ほどのバッターはなかなかいないと思います」「（二刀流は）ピッチャーをやって、その翌日に外野を守れるなら両方やってもいいと思います。」と述べ、MLBでは大谷レベルの投手が希少ではないことを指摘し、打者寄りの二刀流、もしくは打者に専念することを推奨していた[492]。しかし2021年には「大谷翔平と言えば二刀流、無限の可能性、類いまれな才能の持ち主、そんなぼんやりした表現をされることが多かったように思う。比較対象がないこと自体が誰も経験したことがない境地に挑んでいるすごみ」「けがなくシーズンを通して活躍した2021年は具体的な数字で一定の答えを示した年だと思う。中心選手として長い間プレーするには1年間、全力でプレーした軸となるシーズンが不可欠だ。それが今年築けたのではないか」と投打にわたって結果を残したことを評価すると共に、「できる限り無理をしながら翔平にしか描けない時代を築いていってほしい」と二刀流を容認するコメントを発した[493]。
- 長嶋茂雄（投手派から後に二刀流容認に転向）
  - 入団直後の大谷を見て、「バッターも良いけどやっぱり俺はピッチャーだな。とにかく彼はこれまでの日本人が持っていない物を持っている。何より体がいい。（身長も）194〜5（cm）あるわけでしょう。それでいてあの身のこなしができる。あの動きを見ると、やっぱりMLBのピッチャーだなと思う」と投手派の意見を語っていたが[494]、後に「今は（二刀流をやめろとは）言えないね、スケールが違う。二刀流のままでいい」と意見を変えている[495]。
- 王貞治
  - 将来的に投手と打者のどちらかに専念していくという見解を持ちつつも、「200勝、2000安打のどちらかなんて言わず、両方達成して名球会に来ればいい。二刀流を続けるというなら、それぐらいの意気込みでやってほしいよな」と語っている[496]。
- 落合博満
  - 「せっかく自分がやりたいと言っているのに、その芽を摘む必要がどこにあるのか。やらせてみて、結果責任は自分で取ればいい[497]」「人のことなんだけど、気にはなるじゃないですか。見てみたい。野球をやっていた人間として、本当にこれが米国でできるのかどうかっていうのを見たいっていうのは人より多いかもしれない[498]」と述べ、大谷本人の意志とメジャーリーグにおける二刀流の可能性に興味を持っていることを語っている。
- 松井秀喜
  - 本人の意思を尊重した選択を勧めており、大谷のプロ入り1年目途中であった2013年夏の時点で「両方やっていては一流になれないという意見もあるようだが、これまでほとんどいなかったわけだから、無理だと言うこと自体がおかしいと僕は感じる。難しいのは分かるが、前例のないことをいきなり否定できない。可能なら両方続けたらいいし、いずれどちらかに決めるならそれもいいと思う」「両方いいから両方やってみるというのは極めて単純な考え方だが、球界の常識にはなかった。常識と思われていることを突き詰めれば、中には覆ることもあるのだろう」などと語っている[499]。2021年に自身の持っていた日本人メジャー選手シーズン最多本塁打『31』を更新された際も大谷を祝福し、「シーズン32本塁打は、大谷選手のバッティングを持ってすれば、ただの通過点に過ぎないと思います。大リーグでは私も長距離打者とは呼ばれたことはありましたが、彼こそが真の長距離打者だと感じます。また、大谷選手は素晴らしいピッチャーです。大リーグの常識を変えた唯一無二の存在です。今後もファンの方々や少年たちの夢を背負い、シーズンを乗り切って欲しいと思います。私も一野球ファンとして、楽しみにしています」などと賛辞を贈った[500]。
- 田中将大
  - 2014年冬に、プロ入り2年目を終えた大谷について「ピッチャーとして今年ここまでよくなっているのは正直驚いた。すごい成長スピード」と話し、二刀流について「なかなかできることではない。納得するまでやればいい」とエールを送った[501]。
- 張本勲（投手派から後に二刀流容認に転向）
  - 投手としての大谷を「あの投げ方を見ると、アメリカのバッターは打てないと思う」と称賛し[502]、「二刀流は怪我するし、世界一のピッチャーになれるかもしれないのにそのチャンスを二刀流で怪我して逃すのはもったいない。このような逸材を二刀流で怪我して失うのは球界においての大損失だ」と述べ怪我のリスクの点から二刀流を批判したが[503]、バッティングの技術があることも認めており、「あの打ち方を見たら、代打起用くらいだったら良い」とごく一部ながら二刀流も認めていた[502]。かつてはこのような発言をしていたが、2021年12月5日放送のサンデーモーニングにおいて出演した際に「私はピッチャーの方がいいんじゃないかと言っていましたが、ここのところに来てバッターもすごく成長してきましたから、誰が見ても2つやらせたいと思ったんじゃないでしょうか」とコメントするなど、二刀流を容認する考えに変化している[504]。
- バリー・ボンズ
  - 2021年に投打で活躍した大谷について、「本当に信じられないし、驚異的な活躍だ。これまで、私にとってイチローが日本選手のパイオニアというべき存在だった。米国だけで3000安打以上を放ち、日米合わせて4000安打以上を記録した。大谷が今年見せた投手と打者の二刀流は、本当に素晴らしいことだ。今後（大谷以外に）このような選手を見ることはできないのではないだろうか。今までこのような選手を見たことがなかった。信じられないという言葉しか出てこない[505]」、「大谷選手は他に類を見ない存在と言えるだろう。投手としても打者としてもエリート級。彼のような選手はこれからも現れないのではないだろうか[505]」と絶賛し、「もし私が監督なら、うまくいっていることを直そうとはしない。大谷選手がハッピーであることが一番大事だからだ。力を最大限に引き出してあげたいし、今の二刀流を継続させるだろう[505]」と二刀流に好意的な意見を述べている。
- 野村克也（意見を何度か変更）
  - 当初は二刀流起用について「日本プロ野球界を舐めるな」といった旨の意見を持っていたが、その後の活躍を見て二刀流を続けることを勧めるようになり、「あれだけのバッティングとピッチングができるなら、大賛成。今まで誰もやったことがないことをやるというのも、魅力である。『10年に1人の逸材』と呼ばれる者はよくいるが、プロ野球80年の歴史で、あんな選手は初めてだろう」と語っていた[506]。2017年4月のインタビューでは「『二兎を追うもの一兎をも得ず』にならないか」「ピッチャーは五体満足じゃなければ投げられない。全力投球は全身を使った仕事だから、どこのケガも本当はダメ。ただ、俺が監督だったら、大谷は文句なしにピッチャーで使いたいね。バッターにはいつでも転向できるけど、165キロを投げる選手なんて居ないんだから」と二刀流起用の懸念点を述べている[507]。野村の没後、孫でエンゼルス職員の野村沙亜也は、晩年の野村が「投手でも打者でも本当に凄い野球選手なんだ」と二刀流の大谷を評価していたという回想を述べている[508]。また、没後に出版された自著においても、「当初はどちらも中途半端に終わり、才能を浪費してしまうのを心配したが、いまは違う」「常識外の二刀流？　けっこうなことじゃないか」と肯定意見を述べている[509]。

#### 投手派
- ダルビッシュ有
  - 「ナンバーワンになれる可能性があるとしたら投手なので。ナンバーワンになれる可能性を取ったほうがいい」「（二刀流は）プロ野球の人気を考えれば見ていて面白いし興味があることになると思うけど、本人がメジャーに行きたいと思った時は絶対に足を引っ張ることになる」と述べ、投手に専念することを推奨している[501]。大谷がMVPとなる活躍を果たした2021年シーズンにおいても、パドレスの地元紙のインタビューで「彼には投手と打者の両方をやれる能力がある。それが驚異的なのは間違いないが、彼の身体のことはいつも心配している。投手としてだけでもフルシーズンを戦うのはきつい。それなのに彼は毎日DHでプレーしながら、7〜8日に一度はピッチングをしている。それって身体に相当なストレスがあると思う。普通の2倍以上は感じているはず」と負担を心配するコメントをしている[510]。
- 高橋直樹
  - 「大金を出して獲得する選手に、MLBはそんなリスキーなことはさせない。各チームとも、DHは最も年俸の高いスラッガーが打つだろうし、守る場所も無い。せっかく投手として可能性があるのだから、本気でMLBを目指すなら打者は早々に諦めるべきです」とコメントした[511]。
- ジョン・スモルツ
  - MLB1年目のシーズンとなった2018年から「投手に専念すべき」と主張していたが[512]、2021年の打者としての活躍を見て「僕の予想は間違っていた」と述べている[512]。しかし以降も投手に専念することを勧めており、「世界一の投手になれるのは、投手に専念したら、という条件がつく。今でもそう思っているくらい、投手として僕は評価しているんだ[512]」、「現時点で彼の身体能力によって再現性が高いファストボールはメジャーでも他の追随を許さないし、スプリットは間違いなく球界一だよ。もし投手に専念していたら球界を代表する変化球を3つ有している、そんな投手になるような気がしているんだ[512]」と述べている。また、投手に専念すればジェイコブ・デグロム[注釈 20]のような投手になれると述べている[513]。

#### 打者派
MLB移籍前に一貫して打者専念を主張していた専門家はほとんどいなかった。高橋由伸と長谷川滋利は、大谷がMLBに移籍した1年後に発言している。
- 清原和博
  - 大谷の1年目開幕後には、「大谷は開幕直後からプロの投手の球に対応できている」「とてもじゃないが高卒ルーキーの打撃ではない。あいつは本物の天才。」「ストレートで三振を奪える球を武器として身に着けているなら投手一本で行け。だが変化球で躱す投球を主体にしなければ抑えられないと感じたなら、思い切って打者一本にすることを俺は勧めたい。『一流の投手』にはなれると思うが、野茂・松坂クラスの『怪物』には及ばないと思ってもらいたい。だったら、打者に専念してほしい。」と述べ、投球スタイルに関する条件をつけての打者専念を勧めた[516]。しかし、1年目が終わった後では、「両刀使い」「何がしたかったん、君？みたいな」と揶揄し、「160キロも出るんやからピッチャーでええんちゃうの？ピッチャーでアカンかったらバッターになればええんや」と述べている[517]。
- 高橋由伸
  - 「絶対どっちかにしないといけないなら」という仮定のもとで、「僕が監督だったらバッターで毎日使いたい」「飛距離がすごい」と評価している[514]。
- 長谷川滋利
  - 二刀流にも賛同はしているものの、日本では松井秀喜に匹敵あるいはそれ以上のホームランバッターで、打者に専念したら50本以上は打てる潜在能力を秘めた選手と評している。走塁にもすぐれ、ホームランも打てる点からバリー・ボンズタイプのバッターだと述べている[515]。

#### その他
二刀流の経験があるブルックス・キーシュニックは「MLBに来たら両方やらせてくれることは無い。両方をやっていたら色んなことが起きるからだ。例えば、自打球を足首や足のつま先に当てて骨折でもしたらどうする。特に年間に500〜2000万ドルも稼ぐ奴ならまず無理だ」と語っている。
大学時代に二刀流選手をしていたジョン・オルルドは「おそらくプロのチームは、大谷が100マイルを投げられるなら彼を守りたがるだろう。そして、投手としてやらせたいと考えるはずだ。だって、守っていれば無理な体勢から投げなければならない時もある。そんな時に腕でも痛めたらどうするんだい」と語っている。ただ、ベストナインを2部門で受賞した2016年オフには、MLB機構が公式サイトで「伝説誕生」として大谷のダブル受賞を報じるなど、「二刀流」起用を念頭に置いて大谷に注目するMLB球団も現れていた。
日本プロ野球名球会（名球会）の入会条件は2021年現在通算200勝・250セーブ・2000安打のいずれかだが、大谷のような二刀流を考慮していない。そのため古田敦也副理事長は「極端なことを言うと大谷君が1000安打、100勝とかしたときに名球会としては価値がないのかというと。それは規約としては半分しか満たしていないけど、すごいこと。自分の2000安打よりすごいことをやっている。そういうときに対応しないのか」と懸念を表明している。なお、名球会では2022年に日米通算100勝100ホールド100セーブを挙げた上原浩治が特例として名球会入りした前例ができている。

### 起用法
近代野球での二刀流が体に与える負荷が未知数であることから、球団は慎重にその起用法を探っていった。ここでは起用法の変化の概要を示すが、前述の通り怪我や不調に悩まされた時期もあり、常に順調な過程を歩んできてはいない。
元来プロ野球では一軍登録28人に対し各試合の出場登録選手は25人、すなわち3人余る状態であり、そこに登板前後の先発投手を「上がり」として割り当てていた。大谷は入団後の2年間は上がり以外の日に野手出場しつつ、先発ローテーションを守ることが期待された。以下に登板3日後に移動日があると仮定したスケジュールの例を示す。
| 年度        | 登板前日                    | 登板日   | 登板翌日   | 翌々日       | 3日後    | 4日後          | 5日後          |
| ----------- | --------------------------- | -------- | ---------- | ------------ | -------- | -------------- | -------------- |
| 2013-2014年 | 上がり                      | 出場登録 | 上がり     | 上がり       | 移動日   | 出場登録       | 出場登録       |
| 2013-2014年 | コンディショニング 投球練習 | 先発登板 | リカバリー | トレーニング | 投球練習 | 右翼、指名打者 | 右翼、指名打者 |
| 2015年-     | 上がり                      | 出場登録 | 上がり     | 出場登録     | 移動日   | 出場登録       | 出場登録       |
| 2015年-     | コンディショニング 投球練習 | 先発登板 | リカバリー | 指名打者出場 | 投球練習 | 指名打者出場   | 指名打者出場   |

野手出場の際、当初は右翼を守っていたがプロ2年目の2014年から守備につく機会が大幅に減り、プロ3年目の2015年には指名打者でのみ起用されるようになった。疲労については、インタビューで当然のように二刀流だった高校からの延長と捉えていて特段気にしていない旨を発言している。
2015年には登板翌々日にも指名打者で試合に出場するスケジュールを組んだ。2016年には登板日に指名打者制を解除し、さらに打線の主力として上位打線で打席に立つリアル二刀流の起用がなされた。
大谷は2018年にMLBへ移籍するが、日本の中6日に対しMLBは中4日が主流であった。しかし、エンゼルスは先発6人でローテーションを組むことにし、大谷の起用は登板日と前後の計3日は打席に立たないというほぼ日本の起用を踏襲することにした。
2021年のシーズン前、エンゼルスと大谷は今後の起用について、登板日とその前後の日にあった打席に立たないという制限を解除する方針を決めた。打席数が大幅に増加することになる一方で、ブルペン投球などをこなしつつ試合前のフリー打撃をあえて行わないなど練習を調整するなど負荷の軽減に努めた。この年にはリアル二刀流の他、投手降板後に右翼守備に就き打者として出場を続ける起用も行われた。これはしばし三刀流と呼ばれたが、翌2022年は先発投手が指名打者を兼任でき、降板後も指名打者として継続して出場できる大谷ルールが採用されたためこの起用法は見られなくなった。
また2022年はナ・リーグにも指名打者制が導入され、大谷は交流戦でも守備に就かずとも打席を確保出来る制度となった。起用法では、シーズン後半に入ると中5日で登板する機会も増えた。
そして2022年の10月6日（日本時間）、シーズン最終戦で大谷は近代野球で初めて規定打席と規定投球回を同一シーズンに達成した。

## 人物

### 家族
- 父親の大谷徹は、岩手県立黒沢尻工業高等学校を卒業してから三菱重工横浜でプレーしていた元社会人野球選手。現在は金ケ崎シニアの監督を務めている[536]。
- 母親の大谷加代子は、元バドミントン選手としてインターハイや国民体育大会に出場した実績を持つ[29]。
- 7歳上の実兄・大谷龍太は、高知ファイティングドッグス、トヨタ自動車東日本でプレーした選手、指導者、監督[537]。また、2歳上の姉がおり、学生時代はバレーボールをしていた[538]。
- 妻は、元女子バスケットボール選手の田中真美子[539]。2024年2月29日（日本時間）に自身の公式インスタグラムにて結婚を発表[540][541]。当初は妻の詳細を明かしていなかったが、翌3月にInstagramの投稿から田中真美子であることが明らかになった[542]。
- 2024年12月29日、自身のInstagramを更新し、妻が第一子を妊娠していることを公表した[543]。2025年4月19日（日本時間20日）にInstagramで、第一子の長女が誕生したことを報告した[544]。
- 「デコピン」という名のコーイケルホンディエ犬を飼っている[545]。また大谷が小学1年の時から23歳まで実家でゴールデンレトリバー犬の「エース」という犬を飼っていた[546]。

### 愛称
アマチュア時代は大谷自身も目標としていたダルビッシュをもじって「みちのくのダルビッシュ」と呼ばれることがあった。
MLB移籍後は英語表記のShohei Ohtani。（ショウヘイ・オウタニ）を短縮して「ショータニ」とファンから呼ばれていた。
その後、ショータイム（SHOWTIMEもしくはSHOTIME）という愛称も誕生したが、当初は不評だった。しかし、その後はベストニックネーム8位になるなど人気の愛称となった。
他にも、2018年4月にMLB初本塁打を記録した際、エンゼルス専属実況のビクター・ロハスが叫んだ「Big fly, Ohtani-san!（オウタニ-サン!）」という言葉は、日本国内のスポーツ新聞で大きな話題となった。以降ロハスは「大谷がホームランを打った時だけ」"Ohtani-san"（オウタニ-サン）と表現している（"Big fly"は元々用いていた）。そのためロハスが実況を退いてからも大谷が試合で活躍した際などに「大谷さん」、または彼のアメリカ人らしい発音をカタカナで表現した「オオタニサン」がTwitterトレンド入りする場合がある。
「人々が夢見るような現実離れした存在、滅多に目にすることのできない人物」を意味する「ユニコーン」と呼称されることがある。

### 野球に対する信念
世界への挑戦
- 高校時代には野手としても高い評価を受けていたが、本人は投手に対する拘りが強く、「世界一の投手」を目標に掲げていた。「誰もやったことが無いようなことをやりたい。野茂英雄さんもそうですし、成功すれば高校からメジャーへという道も拓けると思う。160 km/hの目標を掲げた時には『無理じゃないか』という声もあったが、そう言われると、絶対やってやるという気持ちになる。刺激というか、やる気になる」という考えを持った。
- 高校3年時にはNPBを経ずに直接MLB球団との契約を目指す意向があることを明かし、「日本を選択した場合でも、肉体的ピークだという25歳でメジャーに挑戦していたい」「日本人投手として最初のアメリカ野球殿堂入りを果たしたい。メジャーで殿堂入りするためにはメジャーで最低15年はやらないといけないという話なので、30歳近くになってからメジャーに挑戦するのは遅いと思う」「マイナーリーグから這い上がってメジャーに行くことも魅力」と話していた。
- 日本ハム入団を表明した後も「やっぱり最終的にはメジャーリーグに行ってみたいと思いますし、自分の憧れている場所」と述べた。アメリカで生活していく覚悟についても「その気持ちはあります」と話し、日米の文化や言語、野球の違いについては「合うかどうかというより慣れだと思っています。そういう意味も含めて、若いうちに慣れた方がいいと思うんです。だから不安はありません」と話した。なお大谷の二刀流でのプレイについては、前述の活躍も相容まって有識者は高く評価し賛成している。

パイオニア精神
- 日ハム入団前から「パイオニアになりたい」ということを公言しており、母の加代子は「昔から翔平には人のできないことをやってみたいという冒険心があったと思うんです。花巻東（高校）に入るときも『菊池雄星君たちの代で全国優勝していたら違う高校に入っていた』と言っていましたし、メジャー挑戦すると言った時もパイオニアになりたいと言ってましたよね。誰もやったことのないことをやりたいんでしょう。」と語っていた。
- 高校時代に好きな授業を聞かれた際に「日本史」と返答し、「特に幕末が好きですね。日本が近代的に変わっていくための新しい取り組みが多くて、歴史的に見ても大きく変わる時代。『革命』や『維新』というものに惹かれるんです」と語り、「誰もやったことのないことを成し遂げたい」という思いが強かった。

練習への意志
- 野球を毎日続けることは楽しいが、練習に関しては好きなわけではなく、上達するための義務として行っていた。渡米後の2019年には「本当は練習したくないんです。（中略）毎日、ゲームだけして、試合に行ったら打てるというなら、それでいいじゃないですか。（中略）僕はやらないと打てないので、練習、やりますけどね（笑）」と語っている。この信念は、花巻東高校での寮生活によって培われたという。

不可能への挑戦
- 子供の頃から負けず嫌いであり、友人たちと遊んでいても、負けると必ず「もっかい！」と言って勝つまで勝負をしたがる性格である。缶蹴りで遊んでいたところ、大谷が年上の友達と揉めて、取っ組み合いの喧嘩になったというエピソードもある。
- 「二刀流挑戦」もOBや評論家が批判されたことが挑戦のきっかけであり、「『やっぱりできないんじゃないか』と思われている方が『じゃあやろう』と思う」と語っている。

用具
- 使用する用具はアドバイザリースタッフ契約を結んでいるアシックス社が製造するものを使用し、毎年12月には大谷とアシックスの用具開発担当者が顔を合わせて用具についてヒアリングを行っている。グローブには験担ぎでウェブに揚羽蝶をあしらった刻印を施している。
- 2023年1月31日。ニューバランス社との長期契約が発表された。

野球のためのプライベートジェット
- 2023年3月3日14時過ぎ、県営名古屋空港に到着した大谷は白のプライベートジェットから降り立った。乗ったとされるのは高級プライベートジェット航空会社「VISTA JET」が運航する「ボンバルディア・グローバル7500型」。スポンサー契約ではなく自費で渡航費用を捻出し、アリゾナから羽田までの飛行時間は約10時間で、渡航費用は総額4000万円は超える計算となる。お金をほとんど使わない人物として知られる大谷がこのプライベートジェットを利用したのは、登板翌日の移動で体をできるだけ休めることがチャーター移動の目的だったためであり、野球のためならお金を惜しまない一面があると言える。

### 交友関係
日本ハムチームメイトとの親交
- 日本ハム時代にチームメイトだった上沢直之は大谷がエンゼルスへ入団するにあたって、札幌ドームで行われた公開記者会見のビデオメッセージで、「野球では何も教えることはできなかったですけど、僕はギャグというか、しゃべりを教えることができたと思います。この前のエンゼルスの（入団）会見で『トラウトの27番が欲しかったけれど、17番にしました』というセリフを聞いて、このジョークを言えたのは僕のおかげだなと思いました」と語り、両者の仲の良さを窺わせた。
- 同じくチームメイトだった鍵谷陽平は「投手と野手をやっているので全員に隔てなく接して話すことができている。誰とでも気さくに話すし、言いたいこともしっかり言える性格。皆んなから親しまれている」と話している。

エンゼルスチームメイトとの親交
- エンゼルスのチームメイトで大谷と同い年のデビッド・フレッチャーとは、試合の直前にビデオゲーム『大乱闘スマッシュブラザーズ』や『マリオカート』をクラブハウスで長時間遊んでいたことが報じられている。
  - その直後の試合では、大谷はMLB移籍後では初となる2打席連続本塁打を放ち、4安打2本塁打3打点1盗塁という大活躍を記録した。フレッチャーも適時二塁打を放った。同試合でエンゼルスはインディアンスに勝利し、インディアンスの本拠地プログレッシブ・フィールドでの10連敗記録を止めた。

- 同じくブレイク・パーカーやマイク・トラウトなどとはスマホゲーム『クラッシュ・ロワイヤル』をともに遊び、大谷はプロ野球選手が10人以上所属するクラン（同ゲーム内でのチーム）を率いていたという。パーカーにとって同ゲームは大谷との共通の趣味であり、「負けず嫌い、楽しむのが好き、若くて元気でよく笑う、そういった（大谷）翔平をゲームを通して知るのはとても楽しかった」と語っていた。
- また、親しい選手たちや通訳者の水原一平たちと、アーバインの自宅でPlayStationのシューティングゲームを遊ぶことも趣味としていた。
- チームメイトのホセ・イグレシアスは「僕は翔平が大好きだ。人として素晴らしい。だから彼が何か素晴らしいことをやる時は、自分のことのように祝福する」と語り、大谷と食事へ出かける仲だという。イグレシアスはキューバ出身で母語はスペイン語だが、大谷とは英語で会話するほか、多少のスペイン語や日本語でも会話している。大谷はイグレシアスとコンピュータゲームを通して交流しようとしたものの、イグレシアスは遊び方がわからないため、イグレシアスは大谷へポーカーを教えた。

水原一平との親交

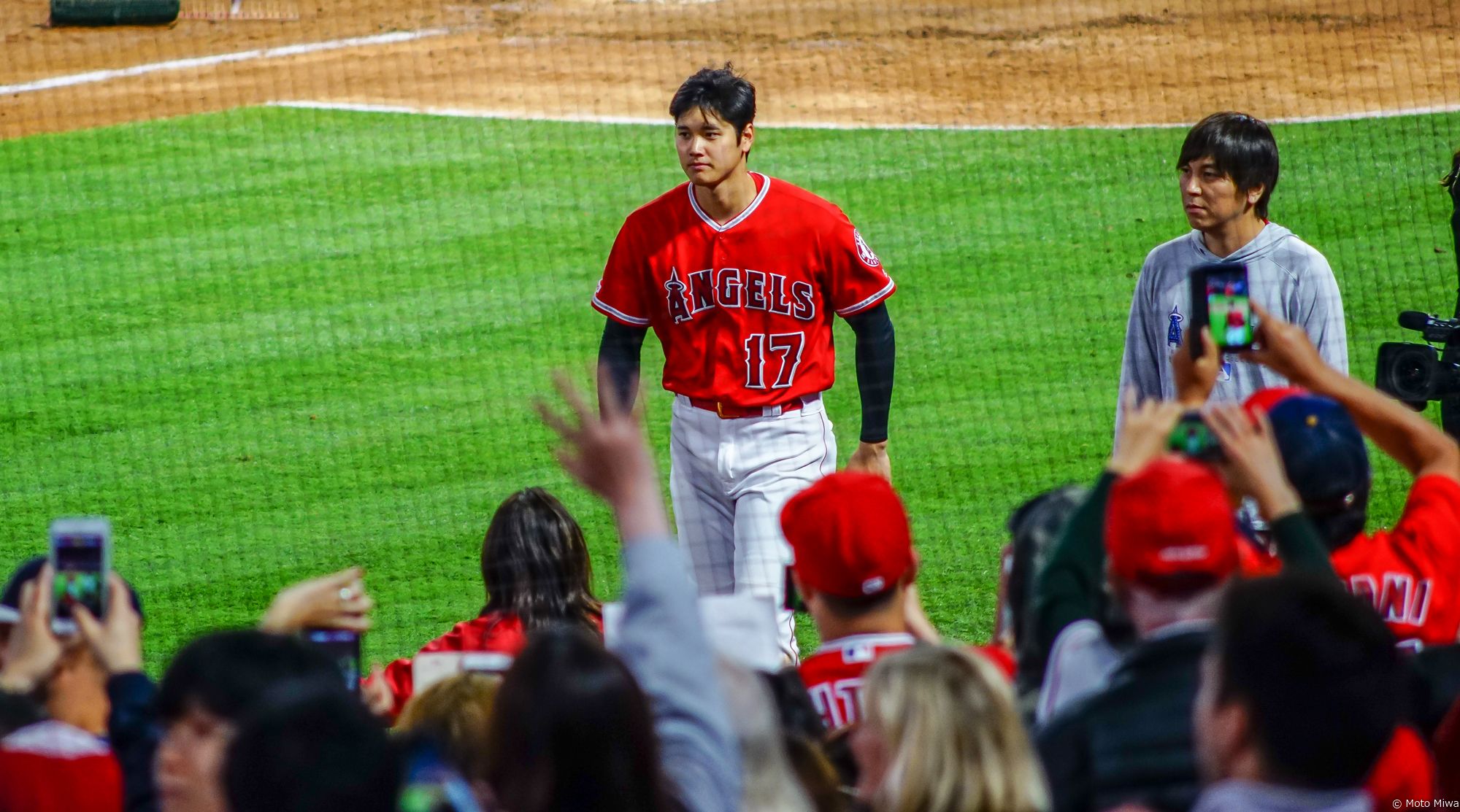
水原一平と（2019年）

- 通訳者の水原一平とは日本ハム時代から親交があり、大谷の専属通訳として2017年オフの渡米後から2024年3月のMLB開幕戦第1戦まで公私ともに支えていた。
- 大谷はアメリカ合衆国の自動車運転免許を持たないため水原が運転手を務め、キャッチボールを行うなどした。水原の支援なしでは活躍できなかったと大谷は2018年に語っている。大谷が2020年2月に同免許を取得した後も、大谷が運転する際には水原が助手席に同乗して監督した。
  - 2018年には1月から11月14日時点まで水原と毎日顔を合わせており、オールスターゲーム期の休暇にはユニバーサル・スタジオ・ハリウッドへ同行した。
  - 同年に水原が結婚したことを大谷は祝福し、水原と妻のために新婚旅行のチケットを贈った。

- 2018年から2019年春にかけて大谷が故障からのリハビリテーションおよび復帰のための調整を行っていた期間には、水原は大谷と冗談を言い合ったり、クラッシュ・ロワイヤルなどのビデオゲームを一緒に遊ぶなどしてリラックスさせた。クラブハウス管理人のエンゼルは「（水原）一平が（大谷）翔平をすごく助けてくれている。だから精神的にも良い状態だったと思う」と語ったという。
- 2021年のオールスターゲームに大谷が出場した際には、前日の「レッドカーペットショー」に当時独身の大谷が誰と共に登場するのか注目されたが、水原と共に歩いた。さらに同日に大谷が参加したホームランダービーでは水原が捕手を務めた。

### 私生活・趣味
- 血液型はB型[585]。
- 日本ハム時代には外出をほとんどせず、「二刀流をやろうとしていることを考えたら、我慢しなくてはいけないことがいっぱいある」という方針から、外出する際は監督の栗山英樹に許可を得なければならなかったが、本人は「制限されてもされなくても変わらないと思う。何したいとか特に無いですし、いいのかなと思います」と話している[586]。
- 収入の内、1か月に自由に使える金額は、日本ハム時代から2018年時点にわたって両親からお小遣いとして渡される10万円のみで、それもほとんど使わずに貯蓄していたという[587]。
- 「無趣味」とも2013年時点で公言しており、強いて挙げた趣味は読書とDVD鑑賞であった[588]。読書については「その時にもよりますけど、読める時は1日で一気にいっちゃいますし、移動の際とか、時間があって。眠くない時に読んでいます」と話し[589]、漫画では井上雄彦の『リアル』や『スラムダンク』、寺嶋裕二の『ダイヤのA』などを読んだことがあると語っている[590][591]。
  - 前述「スラムダンク」の作者である漫画家の井上雄彦は、2024年3月に大谷のシグネチャーロゴのデザインを提供している[592][593]。
- 恋愛には2013年時点であまり関心がなく、兄の結婚式に出席したのち自身の恋人について質問された際に「興味はないですね」と答えた[588]。しかし、先述の通り2024年に妻帯者となった。
- 自動車へのこだわりは2013年時点では無く[588]、日本国内では2020年時点で一度も自動車を運転したことがなかった[579]。
  - 渡米後も2018年時点で自宅から球場までの通勤手段は球団から貸与されたレンタカーであり、車種は大谷の希望に基づいてヒュンダイ・ソナタ（日本円で200万円ほどの大衆車）であった。大谷は運転免許を持たなかったため通訳者の水原が運転した[587]。
  - その後、2020年に米国での運転免許を取得したのち、初めての愛車として電気自動車であるテスラ・モデルXの特注品を購入したことが2021年7月に明かされた[594]。テスラ社の取締役である水野弘道が発表して「Good choice, Shohei（いい選択だ、翔平）」と賛辞を送り、同社の創設者であるイーロン・マスクも好意的に反応した[594]。
- コンピュータゲームの『大乱闘スマッシュブラザーズ』[572][573]や『マリオカート』[574]、シューティングゲーム[576]、また『クラッシュ・ロワイヤル』を上述のように愛好している。特に『クラッシュ・ロワイヤル』は日本ハム時代からエンゼルス時代にわたってチームメイトや通訳者とともに遊んでいた[575][582]。また、小学1年生の頃、地域の児童センターに遊びに来た際に記入したアンケートには、ソードカービィ（『星のカービィ』）の絵を描いていた[595]。

### 食事
- 好物はクレープ。日本ハム時代にはコンビニエンスストアで生チョコクレープをよく購入していた。本人は洋菓子が大好物と語っているが、栄養管理のため比較的油分の少ない和菓子を食べるようにしているという[596]。渡米後もこしあんクレープを好んでいた[587]。
- 2015年4月にザバスとアドバイザリー契約を結んだ。2020年7月の報道によると、主食・主菜・野菜・果物・乳製品を揃える「栄養フルコース型」の食事で1日に4500kcalを摂取し、特にたんぱく質へのこだわりは強く、豚ヒレ肉や鶏胸肉、鶏ささみ、魚介類など、脂質が少ないものを選別するという[597]。
- トマトは食感を含めて苦手で、学校給食では無理をして食べていたものの、完全に克服は出来ていない。魚も以前は苦手だったが、現在は美味しいと感じるようになったという[598]。

## 評価・反響
2023年2月23日、テレビ朝日系で放送された『ファン1万人が投票 プロ野球総選挙』では、「プロ野球史上一番すごい選手」を決めるファン投票で1位に選出されている。
王貞治は、大谷の打撃について、「ライフル的なんだよね。彼のは（バットで球を）グッと押し返しているから、落ちそうで落ちない。あのパワーは今までの日本の選手で見たことがない」と絶賛している。また、自身の「一本足打法」の打撃哲学に重ね合わせて、大谷の「ノーステップ打法」について、「大谷くんはノーステップなんですけど、早めにステップしているんですよ。それで（ボールを）待っている。その待っている感じが良いバッターにはあること。打てない人は待っている時間がない。大谷くんは待っている時間を長くつくっている」、「彼は僕みたいに足は上げてませんけど意識は早めに振り出せる準備をしている。160キロ近い高めの球も打つし、緩く抜かれた球も打つ。早めに準備しているから彼はそれが出来ている」と語っている。さらに、ボールを飛ばそうという意識ではなく「バットの芯とボールの芯を当てることを意識したらボールは勝手に飛んでいく。飛ばすんじゃないんですよ。ホームランを打つということの前に芯で打つことを意識した練習をしていけば、率もホームランも増えていく」と、自身と同じホームランバッターの真理を説いていた。
大谷の技術論だけでなく、2023WBC決勝戦の試合前に語った、「（米国に）憧れるのはやめましょう。憧れると、超えられないので」という言葉に対しても、「われわれがやっていたころは、アメリカとやるとなると、仰ぎ見ちゃうような（感じだった）」と話し、米国と日本の差を感じていたという。しかし、今回のWBCでは「ミーティングで彼が言ってくれた。本当にいいポイントを突いてくれたと思う」「あのひと言がものすごく大きかった」と、言葉にも高く評価している。
松井秀喜は、大谷の打撃に、「一言でいえばパワーがある。どの方向にもホームランを打てるというね。」と話しており、また「私とは全くレベルが違うパワーヒッターですよ。」と、大谷の凄さを語っている。
落合博満は、バンテリンドームでの大谷の打撃練習を見て、「凄いのひと言です。あそこまで飛ばすとはね。見たことないです」と絶賛している。また、大谷のバッティングについては、「あのバッティングというのはね、特殊なバッティング」と話し、「日本の球界からすればすぐ直したがる（バッティング）というのがまず第1ね。普通のバッティング理論からすると理に反しているという感じ」との見解を示している。また、現役時代から独特の打撃論を持ち合わせる落合氏は、ダウンスイングは上から振り下ろすため、1番力がいらないスイングだとする一方でアッパースイングは体の力がないと成り立たない打ち方だと説明した上で大谷のスイングについて、「彼（大谷）が日本にいる時からどっちか言えば下から出てくるような打ち方。それを数字を残していれば誰も言わないんだけどね。結果が全ての世界なんで。あの打ち方で46本打った。じゃあダウンスイングにしたらもうちょっと打てるんじゃないのかなという風に考える人もいるんだろうけども彼は彼なりの考えがあってそのバッティングを推し進めてるわけだから他人がとやかく言うことはないんじゃないのかと思う」と評価している。
マイク・トラウトは、大谷について、「僕は日々、彼のプレーに脱帽している。」、「ショーヘイは野球選手としてあらゆる才能に恵まれている。そうした才能を、ようやくまとまった形で発揮できるようになったんだ。ほかの選手の癖を見極めたりして、勉強している。野球というゲームを真剣に学ぶ彼は、そばで見ていて楽しい。」と高く評価している。
ダルビッシュ有は、大谷について、「いやもう、すごいですよ。もちろんMVPを獲っているのもすごいですけど、何よりも体力ですよね。1年間（投手と打者の）両方で出るのは体力的にもすごい。それだけ、両方大好きじゃないとできないじゃないですか。いつもすごいなって思ってますね」、「野球に、誰よりも生活の時間を多くかけているのは勉強になります」と、評価している。
デビッド・オルティーズは、大谷を「彼は地球上でベスト選手。見ていて楽しい。彼は素晴らしい青年でもある。私はショウヘイが大好きだ」と高く評価している。
2023年オフにドジャース加入が決まった際には、ドジャースのホーム用ユニフォームと中日ドラゴンズのホーム用ユニフォームが互いに似ていることから、ドジャースの大谷と同じ背番号17を着用している中日の柳裕也のホーム用レプリカユニフォームの売上が増え、品薄状態になっていることが報じられた。

### サイ・ヤング賞投票
| 年     | 順位 | ポイント | 所属リーグ | 出典    |
| ------ | ---- | -------- | ---------- | ------- |
| 2022年 | 4位  | 82       | ア・リーグ | [ 614 ] |

## 詳細情報

### 年度別投手成績
| 年 度    | 球 団    | 登 板 | 先 発 | 完 投 | 完 封 | 無 四 球 | 勝 利 | 敗 戦 | セ 丨 ブ | ホ 丨 ル ド | 勝 率 | 打 者 | 投 球 回 | 被 安 打 | 被 本 塁 打 | 与 四 球 | 敬 遠 | 与 死 球 | 奪 三 振 | 暴 投 | ボ 丨 ク | 失 点 | 自 責 点 | 防 御 率 | W H I P |
| -------- | -------- | ----- | ----- | ----- | ----- | -------- | ----- | ----- | -------- | ----------- | ----- | ----- | -------- | -------- | ----------- | -------- | ----- | -------- | -------- | ----- | -------- | ----- | -------- | -------- | ------- |
| 2013     | 日本ハム | 13    | 11    | 0     | 0     | 0        | 3     | 0     | 0        | 0           | 1.000 | 274   | 61.2     | 57       | 4           | 33       | 0     | 8        | 46       | 2     | 0        | 30    | 29       | 4.23     | 1.46    |
| 2014     | 日本ハム | 24    | 24    | 3     | 2     | 0        | 11    | 4     | 0        | 0           | .733  | 639   | 155.1    | 125      | 7           | 57       | 0     | 4        | 179      | 6     | 1        | 50    | 45       | 2.61     | 1.17    |
| 2015     | 日本ハム | 22    | 22    | 5     | 3     | 0        | 15    | 5     | 0        | 0           | .750  | 621   | 160.2    | 100      | 7           | 46       | 0     | 3        | 196      | 9     | 0        | 40    | 40       | 2.24     | 0.91    |
| 2016     | 日本ハム | 21    | 20    | 4     | 1     | 1        | 10    | 4     | 0        | 1           | .714  | 548   | 140.0    | 89       | 4           | 45       | 0     | 8        | 174      | 6     | 0        | 33    | 29       | 1.86     | 0.96    |
| 2017     | 日本ハム | 5     | 5     | 1     | 1     | 0        | 3     | 2     | 0        | 0           | .600  | 105   | 25.1     | 13       | 2           | 19       | 0     | 0        | 29       | 1     | 0        | 9     | 9        | 3.20     | 1.26    |
| 2018     | LAA      | 10    | 10    | 0     | 0     | 0        | 4     | 2     | 0        | 0           | .667  | 211   | 51.2     | 38       | 6           | 22       | 0     | 1        | 63       | 5     | 0        | 19    | 19       | 3.31     | 1.16    |
| 2020     | LAA      | 2     | 2     | 0     | 0     | 0        | 0     | 1     | 0        | 0           | .000  | 16    | 1.2      | 3        | 0           | 8        | 0     | 0        | 3        | 1     | 0        | 7     | 7        | 37.80    | 6.60    |
| 2021     | LAA      | 23    | 23    | 0     | 0     | 0        | 9     | 2     | 0        | 0           | .818  | 533   | 130.1    | 98       | 15          | 44       | 2     | 10       | 156      | 10    | 2        | 48    | 46       | 3.18     | 1.09    |
| 2022     | LAA      | 28    | 28    | 0     | 0     | 0        | 15    | 9     | 0        | 0           | .625  | 660   | 166.0    | 124      | 14          | 44       | 0     | 2        | 219      | 14    | 0        | 45    | 43       | 2.33     | 1.01    |
| 2023     | LAA      | 23    | 23    | 1     | 1     | 0        | 10    | 5     | 0        | 0           | .667  | 531   | 132.0    | 85       | 18          | 55       | 0     | 11       | 167      | 12    | 0        | 50    | 46       | 3.14     | 1.06    |
| NPB：5年 | NPB：5年 | 85    | 82    | 13    | 7     | 1        | 42    | 15    | 0        | 1           | .737  | 2187  | 543.0    | 384      | 24          | 200      | 0     | 23       | 624      | 24    | 1        | 162   | 152      | 2.52     | 1.04    |
| MLB：5年 | MLB：5年 | 86    | 86    | 1     | 1     | 0        | 38    | 19    | 0        | 0           | .667  | 1951  | 481.2    | 348      | 53          | 173      | 2     | 24       | 608      | 42    | 2        | 169   | 161      | 3.01     | 1.08    |

- 2024年度シーズン終了時
- 2019年、2024年は投手として登板していない
- 各年度の太字はリーグ最高

### WBSCプレミア12での投手成績
| 年 度 | 代 表 | 登 板 | 先 発 | 勝 利 | 敗 戦 | セ ｜ ブ | 打 者 | 投 球 回 | 被 安 打 | 被 本 塁 打 | 与 四 球 | 敬 遠 | 与 死 球 | 奪 三 振 | 暴 投 | ボ ｜ ク | 失 点 | 自 責 点 | 防 御 率 |
| ----- | ----- | ----- | ----- | ----- | ----- | -------- | ----- | -------- | -------- | ----------- | -------- | ----- | -------- | -------- | ----- | -------- | ----- | -------- | -------- |
| 2015  | 日本  | 2     | 2     | 1     | 0     | 0        | 40    | 13.0     | 3        | 0           | 2        | 0     | 1        | 21       | 0     | 0        | 0     | 0        | 0.00     |

- 太字は大会最高

### WBCでの投手成績
| 年 度 | 代 表 | 登 板 | 先 発 | 勝 利 | 敗 戦 | セ ｜ ブ | 打 者 | 投 球 回 | 被 安 打 | 被 本 塁 打 | 与 四 球 | 敬 遠 | 与 死 球 | 奪 三 振 | 暴 投 | ボ ｜ ク | 失 点 | 自 責 点 | 防 御 率 |
| ----- | ----- | ----- | ----- | ----- | ----- | -------- | ----- | -------- | -------- | ----------- | -------- | ----- | -------- | -------- | ----- | -------- | ----- | -------- | -------- |
| 2023  | 日本  | 3     | 2     | 2     | 0     | 1        | 37    | 9.2      | 5        | 0           | 2        | 0     | 2        | 11       | 0     | 0        | 2     | 2        | 1.86     |

- 太字は大会最高

### 年度別打撃成績
| 年 度    | 球 団    | 試 合 | 打 席 | 打 数 | 得 点 | 安 打 | 二 塁 打 | 三 塁 打 | 本 塁 打 | 塁 打 | 打 点 | 盗 塁 | 盗 塁 死 | 犠 打 | 犠 飛 | 四 球 | 敬 遠 | 死 球 | 三 振 | 併 殺 打 | 打 率 | 出 塁 率 | 長 打 率 | O P S |
| -------- | -------- | ----- | ----- | ----- | ----- | ----- | -------- | -------- | -------- | ----- | ----- | ----- | -------- | ----- | ----- | ----- | ----- | ----- | ----- | -------- | ----- | -------- | -------- | ----- |
| 2013     | 日本ハム | 77    | 204   | 189   | 14    | 45    | 15       | 1        | 3        | 71    | 20    | 4     | 1        | 0     | 2     | 12    | 0     | 1     | 64    | 3        | .238  | .284     | .376     | .660  |
| 2014     | 日本ハム | 87    | 234   | 212   | 32    | 58    | 17       | 1        | 10       | 107   | 31    | 1     | 0        | 0     | 1     | 21    | 0     | 0     | 48    | 4        | .274  | .338     | .505     | .842  |
| 2015     | 日本ハム | 70    | 119   | 109   | 15    | 22    | 4        | 0        | 5        | 41    | 17    | 1     | 0        | 0     | 2     | 8     | 1     | 0     | 43    | 1        | .202  | .252     | .376     | .628  |
| 2016     | 日本ハム | 104   | 382   | 323   | 65    | 104   | 18       | 1        | 22       | 190   | 67    | 7     | 2        | 0     | 4     | 54    | 2     | 1     | 98    | 7        | .322  | .416     | .588     | 1.004 |
| 2017     | 日本ハム | 65    | 231   | 202   | 24    | 67    | 16       | 1        | 8        | 109   | 31    | 0     | 1        | 0     | 3     | 24    | 0     | 2     | 63    | 0        | .332  | .403     | .540     | .942  |
| 2018     | LAA      | 104   | 367   | 326   | 59    | 93    | 21       | 2        | 22       | 184   | 61    | 10    | 4        | 0     | 1     | 37    | 2     | 2     | 102   | 2        | .285  | .361     | .564     | .925  |
| 2019     | LAA      | 106   | 425   | 384   | 51    | 110   | 20       | 5        | 18       | 194   | 62    | 12    | 3        | 0     | 4     | 33    | 1     | 2     | 110   | 6        | .286  | .343     | .505     | .848  |
| 2020     | LAA      | 44    | 175   | 153   | 23    | 29    | 6        | 0        | 7        | 56    | 24    | 7     | 1        | 0     | 0     | 22    | 0     | 0     | 50    | 3        | .190  | .291     | .366     | .657  |
| 2021     | LAA      | 155   | 639   | 537   | 103   | 138   | 26       | 8        | 46       | 318   | 100   | 26    | 10       | 0     | 2     | 96    | 20    | 4     | 189   | 7        | .257  | .372     | .592     | .965  |
| 2022     | LAA      | 157   | 666   | 586   | 90    | 160   | 30       | 6        | 34       | 304   | 95    | 11    | 9        | 0     | 3     | 72    | 14    | 5     | 161   | 6        | .273  | .356     | .519     | .875  |
| 2023     | LAA      | 135   | 599   | 497   | 102   | 151   | 26       | 8        | 44       | 325   | 95    | 20    | 6        | 0     | 3     | 91    | 21    | 3     | 143   | 9        | .304  | .412     | .654     | 1.066 |
| 2024     | LAD      | 159   | 731   | 636   | 134   | 197   | 38       | 7        | 54       | 411   | 130   | 59    | 4        | 0     | 5     | 81    | 10    | 6     | 162   | 7        | .310  | .390     | .646     | 1.036 |
| NPB：5年 | NPB：5年 | 403   | 1170  | 1035  | 150   | 296   | 70       | 4        | 48       | 518   | 166   | 13    | 4        | 0     | 12    | 119   | 3     | 4     | 316   | 15       | .286  | .358     | .500     | .859  |
| MLB：7年 | MLB：7年 | 860   | 3600  | 3119  | 562   | 878   | 167      | 36       | 225      | 1792  | 567   | 145   | 37       | 0     | 19    | 432   | 68    | 22    | 917   | 40       | .282  | .371     | .575     | .946  |

- 2024年度シーズン終了時
- 各年度の太字はリーグ最高

### MLBポストシーズン打撃成績
| 年 度     | 球 団     | シ リ ｜ ズ | 試 合 | 打 席 | 打 数 | 得 点 | 安 打 | 二 塁 打 | 三 塁 打 | 本 塁 打 | 塁 打 | 打 点 | 盗 塁 | 盗 塁 死 | 犠 打 | 犠 飛 | 四 球 | 敬 遠 | 死 球 | 三 振 | 併 殺 打 | 打 率 | 出 塁 率 | 長 打 率 | O P S |
| --------- | --------- | ----------- | ----- | ----- | ----- | ----- | ----- | -------- | -------- | -------- | ----- | ----- | ----- | -------- | ----- | ----- | ----- | ----- | ----- | ----- | -------- | ----- | -------- | -------- | ----- |
| 2024      | LAD       | NLDS        | 5     | 22    | 20    | 3     | 4     | 0        | 0        | 1        | 7     | 4     | 0     | 0        | 0     | 0     | 2     | 0     | 0     | 10    | 0        | .200  | .273     | .350     | .623  |
| 2024      | LAD       | NLCS        | 6     | 31    | 22    | 9     | 8     | 0        | 0        | 2        | 14    | 6     | 0     | 1        | 0     | 0     | 9     | 0     | 0     | 7     | 0        | .364  | .548     | .636     | 1.185 |
| 2024      | LAD       | WS          | 5     | 23    | 19    | 2     | 2     | 1        | 0        | 0        | 3     | 0     | 0     | 1        | 0     | 0     | 2     | 0     | 1     | 5     | 0        | .105  | .227     | .158     | .385  |
| 出場：1回 | 出場：1回 | 出場：1回   | 16    | 76    | 61    | 14    | 14    | 1        | 0        | 3        | 24    | 10    | 0     | 2        | 0     | 0     | 13    | 0     | 1     | 22    | 0        | .230  | .373     | .393     | .767  |

- 2024年度シーズン終了時

### WBCでの打撃成績
| 年 度 | 代 表 | 試 合 | 打 席 | 打 数 | 得 点 | 安 打 | 二 塁 打 | 三 塁 打 | 本 塁 打 | 塁 打 | 打 点 | 盗 塁 | 盗 塁 死 | 犠 打 | 犠 飛 | 四 球 | 敬 遠 | 死 球 | 三 振 | 併 殺 打 | 打 率 | 出 塁 率 | 長 打 率 | O P S |
| ----- | ----- | ----- | ----- | ----- | ----- | ----- | -------- | -------- | -------- | ----- | ----- | ----- | -------- | ----- | ----- | ----- | ----- | ----- | ----- | -------- | ----- | -------- | -------- | ----- |
| 2023  | 日本  | 7     | 33    | 23    | 9     | 10    | 4        | 0        | 1        | 17    | 8     | 1     | 0        | 0     | 0     | 10    | 2     | 0     | 6     | 0        | .435  | .606     | .739     | 1.345 |

- 太字は大会最高

### 年度別守備成績
| 年 度 | 球 団    | 投手  | 投手  | 投手  | 投手  | 投手  | 投手     | 外野  | 外野  | 外野  | 外野  | 外野  | 外野     | 左翼（LF） | 左翼（LF） | 左翼（LF） | 左翼（LF） | 左翼（LF） | 左翼（LF） | 右翼（RF） | 右翼（RF） | 右翼（RF） | 右翼（RF） | 右翼（RF） | 右翼（RF） |
| 年 度 | 球 団    | 試 合 | 刺 殺 | 補 殺 | 失 策 | 併 殺 | 守 備 率 | 試 合 | 刺 殺 | 補 殺 | 失 策 | 併 殺 | 守 備 率 | 試 合      | 刺 殺      | 補 殺      | 失 策      | 併 殺      | 守 備 率   | 試 合      | 刺 殺      | 補 殺      | 失 策      | 併 殺      | 守 備 率   |
| ----- | -------- | ----- | ----- | ----- | ----- | ----- | -------- | ----- | ----- | ----- | ----- | ----- | -------- | ---------- | ---------- | ---------- | ---------- | ---------- | ---------- | ---------- | ---------- | ---------- | ---------- | ---------- | ---------- |
| 2013  | 日本ハム | 13    | 2     | 7     | 0     | 1     | 1.000    | 54    | 75    | 7     | 1     | 1     | .988     | -          | -          | -          | -          | -          | -          | -          | -          | -          | -          | -          | -          |
| 2014  | 日本ハム | 24    | 8     | 23    | 1     | 1     | .969     | 8     | 15    | 0     | 0     | 0     | 1.000    | -          | -          | -          | -          | -          | -          | -          | -          | -          | -          | -          | -          |
| 2015  | 日本ハム | 22    | 15    | 29    | 1     | 0     | .978     | -     | -     | -     | -     | -     | -        | -          | -          | -          | -          | -          | -          | -          | -          | -          | -          | -          | -          |
| 2016  | 日本ハム | 21    | 9     | 23    | 1     | 2     | .970     | -     | -     | -     | -     | -     | -        | -          | -          | -          | -          | -          | -          | -          | -          | -          | -          | -          | -          |
| 2017  | 日本ハム | 5     | 3     | 5     | 0     | 0     | 1.000    | -     | -     | -     | -     | -     | -        | -          | -          | -          | -          | -          | -          | -          | -          | -          | -          | -          | -          |
| 2018  | LAA      | 10    | 1     | 6     | 0     | 1     | 1.000    | -     | -     | -     | -     | -     | -        | -          | -          | -          | -          | -          | -          | -          | -          | -          | -          | -          | -          |
| 2020  | LAA      | 2     | 0     | 0     | 0     | 0     | ----     | -     | -     | -     | -     | -     | -        | -          | -          | -          | -          | -          | -          | -          | -          | -          | -          | -          | -          |
| 2021  | LAA      | 23    | 11    | 6     | 1     | 0     | .944     | -     | -     | -     | -     | -     | -        | 1          | 0          | 0          | 0          | 0          | ----       | 6          | 0          | 0          | 0          | 0          | ----       |
| 2022  | LAA      | 28    | 6     | 5     | 0     | 0     | 1.000    | -     | -     | -     | -     | -     | -        | -          | -          | -          | -          | -          | -          | -          | -          | -          | -          | -          | -          |
| 2023  | LAA      | 23    | 15    | 8     | 1     | 0     | .958     | -     | -     | -     | -     | -     | -        | -          | -          | -          | -          | -          | -          | -          | -          | -          | -          | -          | -          |
| NPB   | NPB      | 85    | 37    | 87    | 3     | 4     | .976     | 62    | 90    | 7     | 1     | 1     | .990     | -          | -          | -          | -          | -          | -          | -          | -          | -          | -          | -          | -          |
| MLB   | MLB      | 86    | 33    | 25    | 2     | 1     | .967     | -     | -     | -     | -     | -     | -        | 1          | 0          | 0          | 0          | 0          | ----       | 6          | 0          | 0          | 0          | 0          | ----       |

- 2024年度シーズン終了時
- 各年度の太字はリーグ最高

### タイトル
NPB
- 最多勝利：1回（2015年）
- 最優秀防御率：1回（2015年）
- 最高勝率：1回（2015年）

MLB
- 本塁打王：2回（2023年、2024年）
  - 日本人およびアジア人史上初（2023年）
  - 両リーグでの達成はMLB史上4人目（2024年）
  - 異なるリーグでの2年連続達成はMLB史上初（2024年）

- 打点王：1回（2024年） ※日本人およびアジア人史上初

### 表彰
NPB
- 最優秀選手：1回（2016年）

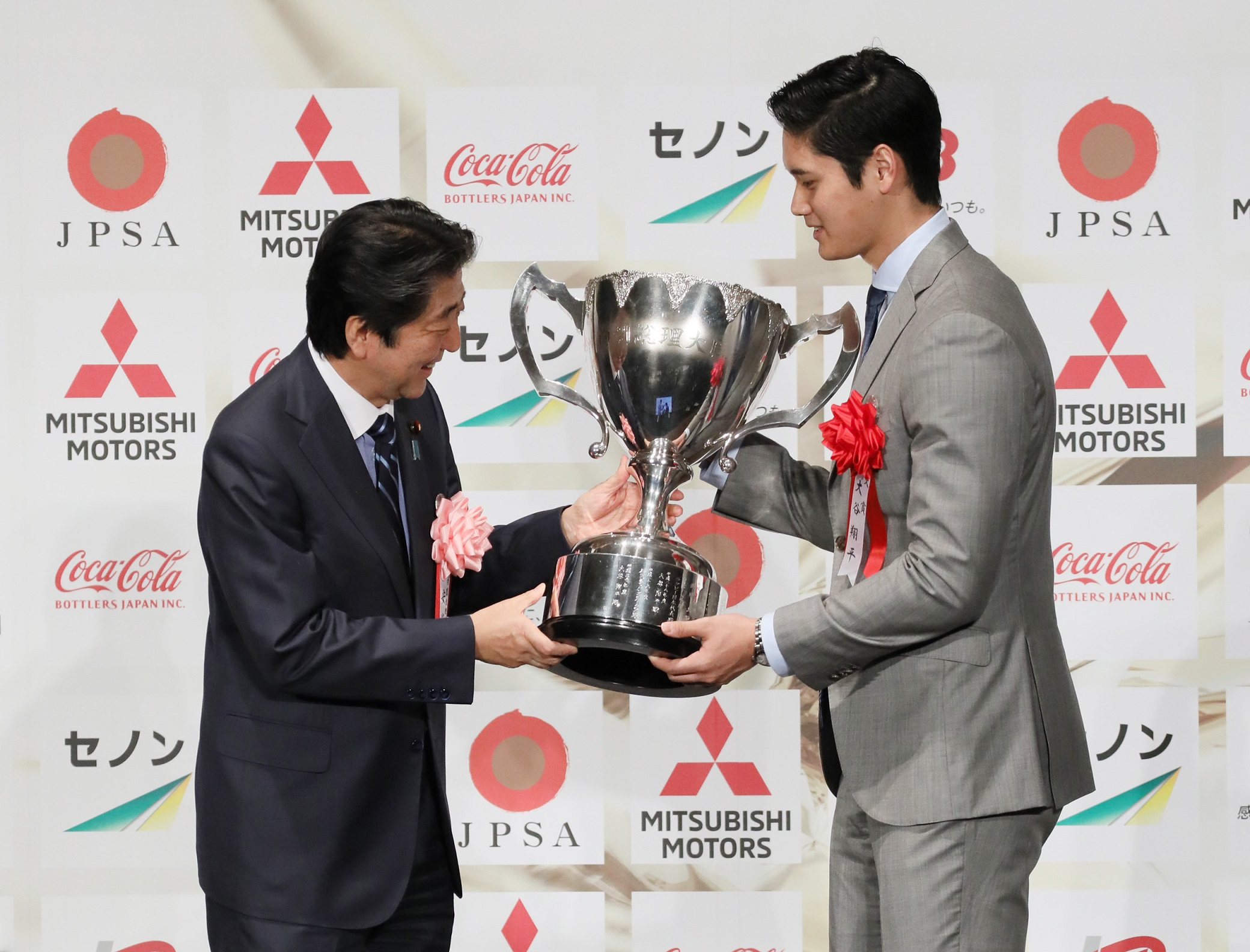
2018年12月、日本プロスポーツ大賞の受賞にて、安倍晋三内閣総理大臣(左、当時)からトロフィーを受け取る大谷

- ベストナイン：3回（投手部門：2015年、2016年 / 指名打者部門：2016年） ※2016年は史上初の投手部門と野手部門の同時受賞、2016年は指名打者部門での平成生まれ初の受賞
- 正力松太郎賞：3回（特別賞：2021年、2023年、2024年） ※選手として表彰
- 月間MVP：2回（投手部門：2015年4月、2016年6月）
- 最優秀バッテリー賞：1回（2015年 捕手：大野奨太）
- ジョージア魂賞
  - 年間大賞：1回（2014年）
  - Bi-weekly賞：1回（2014年度第2回）

- 札幌ドームMVP：2回（野球部門：2015年、2016年）
- セ・パ交流戦 日本生命賞：1回（2016年）
- オールスターゲームMVP：1回（2016年第2戦） ※指名打者として出場
- オールスターゲーム敢闘選手賞：1回（2013年第3戦） ※右翼手として出場
- オールスターゲームSKYACTIV TECHNOLOGY賞：1回（2013年） ※右翼手として出場
- ホームランダービー優勝：1回（2016年第1戦）

MLB
- シーズンMVP：3回（2021年、2023年、2024年） ※アジア人史上2人目、日本人史上2人目、複数回はどちらも初
  - 1位票満票：3回（2021年、2023年、2024年） ※MLB史上19人目、複数回は史上初
  - 両リーグでの受賞はフランク・ロビンソン以来2人目、リーグを跨いで2年連続受賞は史上初（2024年）
  - フルタイムの指名打者としての受賞は史上初 (2024年）

- 新人王：2018年 ※アジア人史上4人目、日本人史上4人目
- シルバースラッガー賞（指名打者部門）：3回（2021年、2023年、2024年） ※アジア人史上2人目、日本人史上2人目
- エドガー・マルティネス賞：4回（2021年 - 2024年） ※アジア人史上初、両リーグでの受賞はMLB史上初（2024年）
- ハンク・アーロン賞：2回（2023年、2024年） ※アジア人史上初、両リーグでの受賞はMLB史上初（2024年）
- コミッショナー特別表彰：1回（2021年） ※アジア人史上2人目、日本人史上2人目
- プレイヤー・オブ・ザ・マンス：6回（2021年6月・7月、2023年6月・7月、2024年9月、2025年5月） 6回受賞は日本人史上最多、複数回受賞は日本人野手史上初
- ルーキー・オブ・ザ・マンス：2回（2018年4月、2018年9月）
- プレイヤー・オブ・ザ・ウィーク：11回（2018年4月2日 - 4月8日、2018年9月3日 - 9月9日、2021年6月14日 - 6月20日、2021年6月28日 - 7月4日、2023年6月13日− 66月19日、2023年6月26日− 7月2日、2023年7月24日− 7月30日、2024年4月30日− 5月6日、2024年6月17日 - 6月23日、2024年9月16日 - 9月22日、2024年9月23日 - 9月29日）※11回受賞は日本人史上最多
- ロサンゼルス・エンゼルス最優秀選手賞：3回（2021年 - 2023年）
- ニック・エイデンハート最優秀投手賞：2回（2021年、2022年）
- プレイヤーズ・チョイス・アワーズ
  - MLB年間最優秀選手：1回（2021年） ※アジア人史上初
  - ナショナルリーグ最優秀選手：1回（2024年） ※アジア人史上初
  - アメリカンリーグ最優秀選手：2回（2021年、2023年） ※2004年のイチローに次ぐ、日本人2人目

- ESPY賞
  - 「ベストMLB選手」部門：5回（2021年 - 2025年）※歴代最多受賞、5年連続受賞は史上初
  - 「最優秀男性アスリート」部門：1回（2022年）

- AP通信
  - 最優秀男性アスリート賞：3回（2021年、2023年、2024年） ※アジア人史上初、MLB選手として最多の受賞

- スポーティングニュース
  - アスリート・オブ・ザ・イヤー：2回（2021年、2024年） ※アジア人史上初、2度の受賞はマーク・マグワイアに並んで最多の受賞
  - MLB年間最優秀選手賞：2回（2021年、2024年） ※アジア人史上初
  - 年間最優秀新人：1回（2018年） ※2001年のイチローに次ぐ、日本人2人目

- ヒコックベルト
  - 年間最優秀アスリート賞：2回（2021年、2024年） ※アジア人史上初

- ベースボール・アメリカ
  - MLB年間最優秀選手賞：2回（2021年、2023年） ※アジア人史上初
  - 年間最優秀新人：1回（2018年） ※アジア人史上初

- ベースボール・ダイジェスト
  - MLB年間最優秀選手賞：1回（2021年） ※アジア人史上初

- オールMLBチーム※2021年の同時選出は史上初
  - ファーストチーム（先発投手）：2回（2022年、2023年）
  - ファーストチーム（指名打者）：3回（2021年、2023年、2024年） ※日本人選手初
  - セカンドチーム（先発投手）：1回（2021年）
  - セカンドチーム（指名打者）：1回（2022年）

国際大会
- WBSCプレミア12・ベストナイン：1回（先発投手部門：2015年）
- WBC最優秀選手：1回（2023年）
- WBC東京ラウンドMVP：1回（2023年）
- オールWBCチーム
  - 投手部門：1回（2023年）
  - 指名打者部門：1回（2023年）

チームとして
- 紫綬褒章：1回（2023年）
- 朝日スポーツ賞：1回（2023年）
- ナンバーMVP賞：1回（2023年）
- ビッグスポーツ賞
  - ビッグスポーツ賞：1回（2023年）

- 日本プロスポーツ大賞
  - 大賞：1回（2023年）

- 日本スポーツ賞
  - 大賞：1回（2023年）

その他
- 報知プロスポーツ大賞：2回（2014年、2016年）
- 日本プロスポーツ大賞
  - 大賞：2回（2016年、2018年）
  - 殊勲賞：2回（2022年、2023年）

- 速玉賞：1回（2014年）
- 毎日スポーツ人賞 グランプリ：1回（2018年）
- ビッグスポーツ賞
  - ビッグスポーツ賞：2回（2021年、2022年）
  - テレビ朝日スポーツ放送大賞：2回（2018年、2023年）

- 新語・流行語大賞
  - 年間大賞：1回（2021年『リアル二刀流/ショータイム』）
  - ベストテン：1回（2024年『50-50』）

- Yahoo!検索大賞
  - 大賞：3回（2021年、2023年、2024年）
  - アスリート部門：3回（2021年、2023年、2024年）

- ナンバーMVP賞：2回（2016年、2021年）
- フォーブス30アンダー30：1回（2021年）
- #Twitterトレンド大賞 スポーツ部門賞：1回（2021年）
- 日本スポーツ学会大賞（2021年）
- 朝日スポーツ賞：1回（2021年）
- 岩手日報文化賞 特別賞（2023年）
- LINE NEWS AWARDS 2023 アスリート部門（2023年）
- トップカバーアワード2023 スポーツ部門賞（2024年）
- 第4回Men’s Beauty アワード特別賞（2024年）

### 記録

#### NPB
初記録
投手記録
- 初登板・初先発登板：2013年5月23日、対東京ヤクルトスワローズ2回戦（札幌ドーム）、5回2失点で勝敗つかず
- 初奪三振：同上、2回表にウラディミール・バレンティンを空振り三振
- 初勝利・初先発勝利：2013年6月1日、対中日ドラゴンズ4回戦（札幌ドーム）、5回3失点
- 初完投勝利・初完封勝利：2014年5月13日、対埼玉西武ライオンズ7回戦（函館市千代台公園野球場）、9回9奪三振
- 初ホールド：2016年7月24日、対オリックス・バファローズ15回戦（札幌ドーム）、6回表に2番手で救援登板、1回無失点

打撃記録
- 初出場・初先発出場：2013年3月29日、対埼玉西武ライオンズ1回戦（西武ドーム）、8番・右翼手で先発出場
- 初打席：同上、3回表に岸孝之から見逃し三振
- 初安打：同上、5回表に岸孝之から右線二塁打
- 初打点：同上、6回表に岸孝之から右前適時打
- 初盗塁：2013年6月29日、対埼玉西武ライオンズ11回戦（札幌ドーム）、6回裏に二盗（投手：十亀剣、捕手：上本達之）
- 初本塁打：2013年7月10日、対東北楽天ゴールデンイーグルス10回戦（koboパーク宮城）、4回表に永井怜から右越2ラン

日本シリーズ記録
- 1試合11奪三振：2016年第1戦 ※史上14人目
- 1イニング3奪三振：同上 ※史上最多タイ
- 投手 マルチ安打：同上 ※史上23人目
- 投手 二塁打：同上 ※史上25人目
- 同一シリーズ 投手・野手出場：2016年第2戦 ※38年ぶり史上10人目(当て馬での出場を除く)
- サヨナラ安打：2016年第3戦 ※史上15度目
- 同一シリーズ 先発登板・スタメン野手出場：同上 ※62年ぶり史上2人目

その他の記録
- 1試合16奪三振：2014年7月9日、対東北楽天ゴールデンイーグルス11回戦（楽天Koboスタジアム宮城） ※球団タイ記録、20歳0か月での達成はNPB史上最年少、2011年田中将大以来18人目（20度目）
- 毎回奪三振：同上 ※球団史上10人目
- クライマックスシリーズ最年少勝利投手（20歳3か月）：2014年10月11日、対オリックス・バファローズ戦
- シーズン2桁本塁打と2桁勝利：2014年 ※NPB史上初（MLBを含めるとベーブ・ルース以来96年ぶり）
- シーズン2桁本塁打と2桁勝利：2016年 ※自身2度目（2度目の達成はMLBなど世界のプロリーグを含めても史上初）
- シーズン10勝・20本塁打・100安打：2016年 ※NPB史上初（MLBなど世界のプロリーグを含めても史上初）
- 投手 先頭打者本塁打：2016年7月3日、対福岡ソフトバンクホークス14回戦 ※NPB史上初
- オールスターゲーム出場：5回（外野手選出：2013年、投手選出：2014年、2015年、2016年、指名打者選出：2017年） ※2016年は投手での選出だったが、怪我（右手中指のマメが潰れた）により指名打者での出場となった。

#### MLB
初記録
投手記録
- 初登板・初先発登板・初勝利・初先発勝利：2018年4月1日、対オークランド・アスレチックス4回戦（オークランド・アラメダ・カウンティ・コロシアム）、6回3失点
- 初奪三振：同上、1回裏にマーカス・セミエンから空振り三振
- 初完投・初完投勝利・初完封勝利：2023年7月27日、対デトロイト・タイガース2回戦（コメリカ・パーク）、9回1安打3四球無失点8奪三振

打撃記録
- 初出場・初先発出場：2018年3月29日、対オークランド・アスレチックス1回戦（オークランド・アラメダ・カウンティ・コロシアム）、8番・指名打者で先発出場
- 初打席・初安打：同上、2回表にケンドール・グレーブマンから右前安打
- 初本塁打・初打点：2018年4月3日、対クリーブランド・インディアンス2回戦（エンゼル・スタジアム・オブ・アナハイム）、1回裏にジョシュ・トムリンから右越3ラン
- 初盗塁：2018年5月23日、対トロント・ブルージェイズ2回戦（ロジャーズ・センター）、9回表に二盗（投手：タイラー・クリッパード、捕手：ラッセル・マーティン）

節目の記録
- 100本塁打：2022年5月14日、対オークランド・アスレチックス2回戦（オークランド・アラメダ・カウンティ・コロシアム）、5回表にアダム・オラーから中越2ラン ※日本人史上3人目、459試合目での到達は日本人史上最速
- 150本塁打：2023年6月17日、カンザスシティ・ロイヤルズ5回戦（カウフマン・スタジアム）、テイラー・クラークから中越ソロ ※日本人史上2人目、652試合目での達成は日本人史上最速
- 200本塁打：2024年7月13日、デトロイト・タイガース2回戦（コメリカ・パーク）、ケイデル・モンテロから右越ソロ ※日本人初、794試合目での達成
- 150盗塁：2025年4月15日、対コロラド・ロッキーズ3回戦（ドジャー・スタジアム）、3回裏一死走者一塁から二盗成功（投手：R.フェルトナー、捕手：J.スターリングス）
- 250本塁打：2025年6月15日、対サンフランシスコ・ジャイアンツ2回戦（ドジャー・スタジアム）、トリスタン・ベックから右中越ソロ ※日本人初、928試合目での達成

主な記録
- サイクル安打：2019年6月14日 ※アジア人史上2人目、日本人史上初、指名打者ではMLB史上6人目
- 規定打席&規定投球回ダブル到達：2022年 ※近代MLB（1900年以降）史上初
- シーズン2桁本塁打&2桁勝利：2回（2022年、2023年）※1918年のベーブルース以来、MLB史上2人目。2年連続の達成はMLB史上初
- 100本塁打&500奪三振：2023年5月3日 ※ベーブ・ルース以来、MLB史上2人目
- 250本塁打&150盗塁：2025年6月15日 ※928試合での達成はMLB史上最速
- トリプルスリー：2024年 ※日本人史上初
- 30-30クラブ：2024年 ※指名打者ではMLB史上初
- 40-40クラブ：2024年 ※MLB史上6人目、126試合での達成はMLB史上最速
- 50-50クラブ：2024年 ※MLB史上初
- シーズン10勝&40本塁打&20盗塁：2023年 ※MLB史上初
- シーズン10勝&30本塁打：2回（2022年、2023年） ※MLB史上初
- シーズン10勝&40本塁打：2023年 ※MLB史上初
- シーズン30本塁打&150奪三振：3回（2021年 - 2023年）※MLB史上初
- シーズン40本塁打&150奪三振：2回（2021年、2023年）※MLB史上初
- シーズン30本塁打&200奪三振：2022年 ※MLB史上初
- シーズン34本塁打&6三塁打：4回（2021年 - 2024年）※3年連続はMLB史上初
- シーズン45本塁打&25盗塁：2回（2021年、2024年）※MLB史上6人目、複数回達成はMLB史上初
- シーズン45本塁打&25盗塁&100得点：2回（2021年、2024年）※ア・リーグ史上初、複数回達成はMLB史上初
- シーズン40本塁打：3回（2021年、2023年、2024年）※複数回達成はロサンゼルス・エンゼルス球団史上3人目
- 50本塁打クラブ：2024年 ※ロサンゼルス・ドジャース球団史上初
- シーズン40本塁打&20盗塁：3回（2021年、2023年、2024年）※ロサンゼルス・エンゼルス球団史上初。3回達成はMLB史上4人目
- 投手でシーズン20盗塁：2回（2021年、2023年）※近代MLB（1900年以降）史上初
- 本塁打&盗塁 シーズンMLB2位以上：2024年 ※MLB115年ぶり、史上3人目
- シーズン400塁打：2024年 ※MLB23年ぶり、史上9人目
- シーズン54本塁打：2024年 ※ロサンゼルス・ドジャース球団歴代最多、日本人歴代最多
- シーズン134得点：2024年 ※ロサンゼルス・ドジャース球団歴代最多（ロサンゼルス移転後）、日本人歴代最多
- シーズン99長打：2024年 ※ロサンゼルス・ドジャース球団歴代最多
- シーズン130打点：2024年 ※日本人歴代最多
- シーズン59盗塁：2024年 ※日本人歴代最多
- 盗塁成功率 93.7%：2024年 ※MLB史上最高（55盗塁以上）
- 1試合本塁打&複数盗塁 シーズン5回：2024年 ※近代MLB（1900年以降）最多
- 1試合本塁打&盗塁 シーズン16回：2024年 ※MLB歴代最多
- 月間リーグ最多本塁打&最多盗塁：2024年8月 ※MLB68年ぶり、史上5人目
- 月間12本塁打&15盗塁：2024年8月 ※MLB史上初、同月での達成の条件を除いた上でもMLB史上初
- 月間10本塁打&10盗塁 シーズン2回：2024年 ※MLB史上初
- 週間得点圏打率.900：2024年 ※MLB直近40年最高（10打数以上）
- 2番投手で先発出場：2021年4月4日 ※1903年9月7日のジャック・ダンリービー以来、118年ぶりMLB史上3人目
- 本塁打数MLBトップで先発登板：2021年4月26日 ※1921年6月13日のベーブ・ルース以来、MLB100年ぶり
- 同一シーズンで勝利投手&先頭打者本塁打：2021年6月26日 ※1891年のジミー・ライアンとキッド・マデン以来、MLB130年ぶり
- シーズン189三振：2022年 ※ロサンゼルス・エンゼルス球団記録
- トリプル150：2022年9月27日、対オークランド・アスレチックス戦、初回にシーズン150安打目を放ち達成。投手では153投球回、203奪三振を記録 ※MLB史上初
- トリプル160：2022年10月5日、対オークランド・アスレチックス戦、初回にシーズン160安打目を放ち達成。投手では166投球回、219奪三振を記録 ※MLB史上初
- クインティプル100：2021年10月4日、対シアトル・マリナーズ戦、初回に46号ソロを放ち達成。130.1投球回、156奪三振、138安打、100打点、103得点 ※MLB史上初。ギネス世界記録に認定
- 9月無安打の本塁打王：2023年 ※1931年のチャック・クライン、1974年のディック・アレンに次ぐ、MLB史上3人目（ライブボール時代の1920年と1994年を除く）
- 40本塁打&15盗塁 最短達成試合数：112試合（2023年）※2019年のクリスチャン・イエリッチの109試合、1996年のケン・グリフィー・ジュニアの111試合に次ぐ、MLB歴代3位
- 開幕試合 10奪三振以上無失点：2023年3月31日 ※MLB史上26人目。チームがその試合で敗れたのはMLB史上初
- 6月月間15本塁打：2023年 ※ア・リーグ史上4人目
- 10本以上本塁打を打った月の奪三振数：37（2023年6月）※MLB歴代最多（2位は2021年6月）
- シーズン1完封以上の投手の本塁打：44本（2023年）※MLB歴代最多
- シーズン10勝以上の投手の本塁打：44本（2023年）※MLB歴代最多（2位は2022年）
- シーズン100奪三振以上の投手の本塁打：46本（2021年）※MLB歴代最多（2位は2023年、3位は2022年）
- 登板時OPS（登板時の打席数60以上）：1.220（2023年）※近代MLB（1900年以降）最高
- 登板試合猛打賞：5試合（2023年）※1923年のジョージ・ウール、1958年のウォーレン・スパーンに次ぐ、MLB史上3人目
- 1試合10奪三振&猛打賞 シーズン2回：2023年 ※MLB史上初
- 先発登板試合 5出塁：2023年5月15日 ※メル・ストットルマイヤー以来、MLB59年ぶり（ライブボール時代の1920年以降）
- 6試合連続長打&四球&得点：2023年6月12日 - 2023年6月17日 ※MLB史上3人目
- 1試合10奪三振&2本塁打：2023年6月27日 ※MLB史上6人目
- 1試合10奪三振&盗塁：2回（2023年7月6日、7月22日）※2回はボブ・ギブソンに次ぐ、MLB歴代2位タイ
- 同日1安打以下完封&本塁打：2023年7月27日 ※1986年6月8日のフロイド・ユーマンズ以来、MLB37年ぶり
- 同日完封&2本塁打：同上 ※MLB史上5人目
- 同日1安打以下完封&2本塁打：同上 ※1971年6月23日のリック・ワイズ（一試合でノーヒッターと2本塁打で達成）以来、MLB史上2人目
- ダブルヘッダーで先発登板&先発出場：同上 ※ベーブ・ルース以来、MLB史上2人目
- ダブルヘッダーで完封&本塁打：同上 ※MLB史上初
- 先発登板試合で本塁打&盗塁：2023年8月3日 ※1964年5月7日のマッドキャット・グラント以来、MLB59年ぶり
- 同一試合本塁打&盗塁&無失点投球：同上 ※クリスティ・マシューソン、パブロ・サンドバルに次ぐ、MLB史上3人目
- 1試合3本塁打&2盗塁：2024年9月19日 ※MLB史上初
- 1試合5安打以上&2本塁打&2盗塁：同上 ※MLB史上初
- 1試合5長打&2盗塁：同上 ※MLB史上初
- 1試合6安打&5長打&3本塁打&10打点&2盗塁：同上 ※MLB史上初、同一試合での達成の条件を除いても全ての項目の達成はMLB史上初
- 1試合10打点：同上 ※ロサンゼルス・ドジャース球団歴代最多、1番打者での達成はMLB史上初
- 6月までにシーズン60得点：2025年 ※MLB史上初
- 初出場から14試合12長打：2024年 ※ロサンゼルス・ドジャース球団歴代最多
- 10試合連続打点：2024年 ※ロサンゼルス・ドジャース球団史上初
- 12試合26打点：2024年 ※ロサンゼルス・ドジャース球団歴代最多
- MLBオールスターファン投票ア・リーグ最多得票：2023年 ※2003年イチロー以来、日本人2人目
- MLBオールスターゲーム選出：4回（2021年、2022年、2023年、2024年）※ファン投票指名打者部門で4年連続選出はMLB史上初
  - MLBオールスターゲームで投打同時選出：3回（2021年 - 2023年）※MLB史上初
  - MLBオールスターゲームで投打先発出場：2021年 ※MLB史上初、ギネス世界記録
  - MLBオールスターゲームで勝利投手&本塁打：2021年（勝利投手）、2024年（本塁打）※MLB史上初

- 全30球団から本塁打：2024年8月18日 ※MLB史上81人目、日本人史上初

#### 打球速度に関する記録
- 191.8 km/h
  - 2024年4月28日、トロント・ブルージェイズ戦 ※自己最速[719]
- 191.0 km/h
  - 2024年4月24日、ワシントン・ナショナルズ戦 ※本塁打自己最速、ロサンゼルス・ドジャース本塁打史上最速[720]
- 186.8 km/h
  - 2023年6月14日、テキサス・レンジャース戦 ※左打者逆方向本塁打史上最速[721]
- 186.2 km/h
  - 2023年8月23日、シンシナティ・レッズ戦 ※投手本塁打史上最速[722]

いずれも、スタットキャスト導入以後。

#### 飛距離に関する記録
- 150.3 m
  - 2023年6月30日、アリゾナ・ダイヤモンドバックス戦 ※2023年MLB最長。エンゼル・スタジアム・オブ・アナハイム最長。(計測開始の2015年以後)[723]

#### NPB/MLB通算
節目の記録
- 100本塁打：2021年4月21日、対テキサス・レンジャーズ3回戦（エンゼル・スタジアム）、3回裏にマイク・フォルテネービッチから右越ソロ
- 150本塁打：2022年5月22日、対オークランド・アスレチックス7回戦（エンゼル・スタジアム・オブ・アナハイム）、1回裏にコール・アービンから中越ソロ
- 1000奪三振：2022年8月9日、対オークランド・アスレチックス12回戦（オークランド・コロシアム）、3回裏にジョナ・ブライドから空振り三振
- 200本塁打：2023年6月23日、対コロラド・ロッキーズ1回戦（クアーズ・フィールド）、5回表にカイル・フリーランドから右中間越ソロ（NPB:48、MLB:152） ※日本人12人目
- 1000安打：2024年4月12日、対サンディエゴ・パドレス3回戦（ドジャー・スタジアム）、5回裏にマイケル・キングから左二塁打（NPB:296、MLB:704）
- 250本塁打：2024年7月25日、対サンフランシスコ・ジャイアンツ13回戦（ドジャー・スタジアム）、8回裏にタイラー・ロジャースから右越本塁打（NPB:48、MLB:202）

#### 球速に関する記録
- 165 km/h
  - 2016年10月16日、対福岡ソフトバンクホークス クライマックスシリーズ ファイナルステージ第5戦（札幌ドーム） ※NPBプレーオフ最速記録、パ・リーグ最速記録タイ[729]。
- 164 km/h
  - 2016年9月13日、対オリックス・バファローズ22回戦（札幌ドーム） ※NPB先発自己最速記録[730]
- 101.9 mph
  - 2021年3月21日、対サンディエゴ・パドレスオープン戦（ピオリアスタジアム） ※MLB自身最速記録[731]
- 160 km/h[注釈 27]：2014年6月4日、対広島東洋カープ2回戦（札幌ドーム） ※パ・リーグ初の160 km/h[732]

### 背番号
- 11（2013年 - 2017年）
- 17（2018年 - ）
- 16（2015年プレミア12、2023年WBC）

### 代表歴
- 2012年AAA世界野球選手権大会日本代表
- 2015 WBSCプレミア12 日本代表
- 2023 ワールド・ベースボール・クラシック 日本代表

## 社会貢献活動
- 2020年、国際的な医療支援活動を展開するNPO法人「ジャパンハート」が医療現場にマスクや防護服などの物資を届けるために募ったオークションでサイン入りバットを出品[733]。
- 2021年、選手間投票の「プレーヤーズチョイス賞」年間最優秀選手選出に伴って行う慈善活動として、カリフォルニア州オレンジカウンティの慈善団体「ミラクルズ・フォー・キッズ」に寄付[734]。
- 2023年、日本全国の小学校にグラブ6万個を寄贈。1校あたり3つ（2つは右投げ用、1つは左投げ用）[735][736]。
- 2024年、令和6年能登半島地震の被災地支援のため、震災発生の4日後である1月5日にドジャースなどと共同で100万ドル（約1億4000万円）を寄付すると、同年1月5日にインスタグラムで報告した[737]。
- 2024年3月、大谷自身の「日本の子供達の海外挑戦の後押しをしたい」という、思いに賛同したECCとともに、小・中・高校生100名を対象に海外留学とホームステイをプレゼントするという「SHOW YOUR DREAMS 2024」のプロジェクトを発表した[738]。3月4日、ECCの花房雅博社長がMBSラジオ（大阪市）の番組に出演し、航空券や宿泊費などを「大谷さんが全部支払われる」と明らかにした[739]。
- 2024年4月25日、「大きな夢を見よう！プロジェクト」を開始。5月5日の子どもの日にちなんで、自身も愛用する寝具メーカー西川の「エアー」マットレス約2500本を、全国の子どもたちに向けプレゼントする。内容は、日本全国の子どもたち（小学生〜大学生まで）が、在籍する学生寮、学習塾、トレーニング施設等に無償で提供し、睡眠の大切さを日本全国の子どもたちに伝える社会貢献プロジェクト[740]。
- 2025年1月16日、米ロサンゼルスで発生している大規模な山火事に関してSNSで「消防士の皆さんに心から感謝する」メッセージを発信。50万ドル（約7800万円）の寄付も発表[741]。後日、ロサンゼルスにある高級住宅街パシフィックパリセイズの消防署をチームメイトのベン・カスパリアスとエメット・シーハンとともに訪問した。

## 出演

### テレビアニメ
- サザエさん（フジテレビ、2019年） - 本人役[742]

### 配信映画
- Shohei Ohtani - Beyond the Dream（Disney+・ESPN+、2023年）[743]

### CM
- 日本野球機構（2015年、2016年）
- 明治
  - 「SAVAS アクアホエイプロテイン100 グレープフルーツ」（2016年 - 2018年）
  - 「SAVAS ホエイプロテイン100 ココア」（2020年）
- セイコーウオッチ「アストロン」（2016年、2018年 - 2019年、2021年 - ）[744]
- セイコーウオッチ「プロスペックス」（2020年 - ）
- 大正製薬「リポビタンD」（2016年、2017年）[745]
- 日本ハム（2015年、2017年）[746]
- 西川産業（2017年 - ）[747]
- オープンハウス（2017年）
- コナミ実況パワフルプロ野球（2017年）
- 日本航空（2018 - ）
- 日本コカ・コーラ「アクエリアス」（2019年 - ）
- 三菱UFJ銀行（2019年 - 2025年）
- デサント（2020年 - ）
- ローソン（2021年）
- 興和
  - 「バンテリンコーワパットEX」（2022年）
  - 「シンクロンコーワ」（2025年）[748]
- セールスフォース（2022年）
- コーセー[749]
  - 「雪肌精 UVエッセンスジェル」（2023年 - ）
  - 「コスメデコルテ」（2023年 - ）
- FTX JP（2022年）
- ニューバランス（2023年）
- ディップ（2023年） - ブランドアンバサダー[750]
- コナミ パワプロ30周年×プロスピ20周年（2024年） - アンバサダー[751]
- ECC（2024年） - ブランドアンバサダー[752]
- Rapsodo Japan（2024年） - テクノロジーアンバサダー[753]
- 伊藤園「お〜いお茶」（2024年）[754]
- 住友ゴム工業「DUNLOP」（2024年）[755]
- Beats Electronics LLC（2024年） - ブランドアンバサダー[756]
- ワコール「Empowering. WACOAL」（2025年）[757]
- セコム（2025年）[758]
- 日清製粉ウェルナ（2025年）[759]

## 書籍

### 著書
- 『不可能を可能にする 大谷翔平120の思考』ぴあ、2017年2月。ISBN 978-4835638157。

### 関連書籍
- 小野俊哉『プロ野球で「エースで4番」は成功しないのか 知られざる二刀流選手列伝』SBクリエイティブ、2013年10月。ISBN 978-4797375312。
- 週刊SPA! 編集部『大谷翔平 二刀流 その軌跡と挑戦』扶桑社、2015年3月。ISBN 978-4594072421。
- 児玉光雄『なぜ大谷翔平は二刀流で闘えるのか』双葉社、2015年7月。ISBN 978-4575154634。
- 吉井妙子『天才を作る親たちのルール トップアスリート誕生秘話』文藝春秋、2016年2月。ISBN 978-4163904023。
- アスリート研究会『大谷翔平 会見全文』ゴマブックス、2016年11月。ISBN 978-4777118694。
- 小関順二『大谷翔平 日本の野球を変えた二刀流』廣済堂出版、2017年8月。ISBN 978-4331521021。
- 『大谷翔平 挑戦』岩手日報社、2018年2月。ISBN 978-4872018295。
- 佐々木亨『道ひらく、海わたる 大谷翔平の素顔』扶桑社、2018年3月。ISBN 978-4594079017。※電子書籍あり
- 児玉光雄『大谷翔平86のメッセージ』三笠書房、2018年3月。ISBN 978-4837985242。
- 石田雄太『大谷翔平 野球翔年 I 日本編2013-2018』文藝春秋、2018年6月。ISBN 978-4163908168。
  - 電子書籍あり（ASIN B09TVWDKD3）、本人へのロングインタビュー含、文庫版は2022年発売（ISBN 978-4167918521）
- 石田雄太『野球翔年II MLB編2018-2024 大谷翔平 ロングインタビュー』文藝春秋、2024年7月。ISBN 978-4163918242。
- 端憲二『試練の2017年 大谷翔平を巡る言葉の記録』幻冬舎、2018年11月。ISBN 978-4344918696。
- ジェイ・パリス（著）『大谷翔平 二刀流の軌跡』関麻衣子（訳）、辰巳出版、2019年3月。ISBN 978-4777822553。
- ロバート・ホワイティング（著）『なぜ大谷翔平はメジャーを沸かせるのか』阿部耕三（訳）、NHK出版、2019年3月。ISBN 978-4140885796。
- 長谷川滋利『私が見た 大谷翔平とメジャー新時代』祥伝社、2019年9月。ISBN 978-4396115845。
- とりごえこうじ（著）『野球しようぜ!大谷翔平ものがたり』山田花菜（絵）、世界文化社、2023年3月。ISBN 978-4418248070。